# Obóz zagłady w Treblince
Obóz zagłady w Treblince (oficjalnie SS-Sonderkommando Treblinka, zwyczajowo Treblinka II) – niemiecki nazistowski obóz zagłady funkcjonujący od lipca 1942 roku do listopada 1943 roku na terenie gminy Kosów w powiecie sokołowskim, przy linii kolejowej Siedlce – Sokołów Podlaski – Małkinia, nieopodal wsi i stacji Treblinka, od których pochodzi jego nazwa.
Obóz został utworzony w ramach akcji „Reinhardt”; prowadzono w nim eksterminację ludności żydowskiej. Niemcy kierowali do niego przede wszystkim transporty z gett w okupowanej Polsce, w tym z getta warszawskiego. Ponadto w Treblince byli mordowani Żydzi austriaccy, czescy, greccy, jugosłowiańscy, niemieccy i słowaccy oraz Romowie i Sinti. Ofiary zabijano w stacjonarnych komorach gazowych przy użyciu gazów spalinowych.
Z transportów wyłączano niewielką liczbę Żydów, przede wszystkim fachowców oraz młodych mężczyzn, których następnie zatrudniano w komandach pracujących na terenie obozu lub w jego bezpośrednim sąsiedztwie. Więźniowie – docelowo również skazani na śmierć – byli narażeni na głód, choroby oraz bestialstwo strażników. Z czasem w Treblince zawiązała się obozowa konspiracja. 2 sierpnia 1943 roku w obozie wybuchło powstanie, w którego trakcie zbiegło około 400 więźniów (blisko siedemdziesięciu przeżyło wojnę).
Liczba ofiar Treblinki sięgnęła prawdopodobnie ok. 800 tys. osób. Był to największy ośrodek zagłady w Generalnym Gubernatorstwie, a zarazem drugi po Auschwitz-Birkenau w okupowanej Europie.

## Geneza

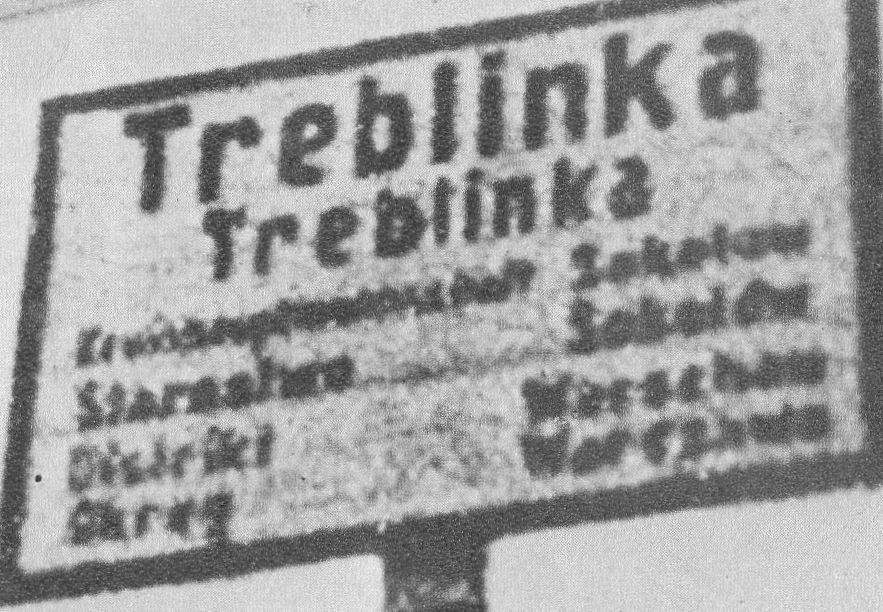
Niemiecko-polska tablica informacyjna przy wjeździe do wsi Treblinka

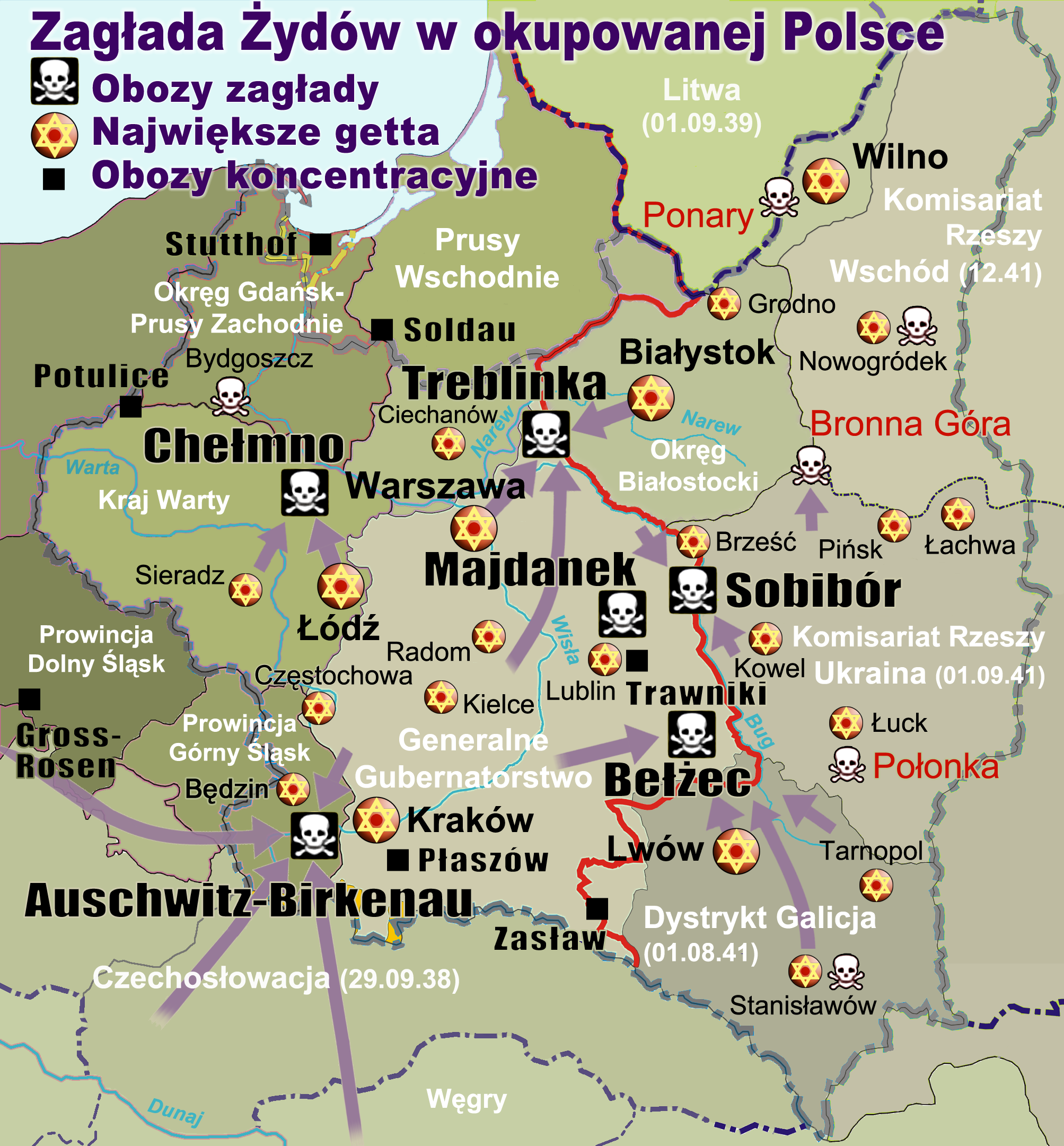
Obozy zagłady zlokalizowane w okupowanej Polsce

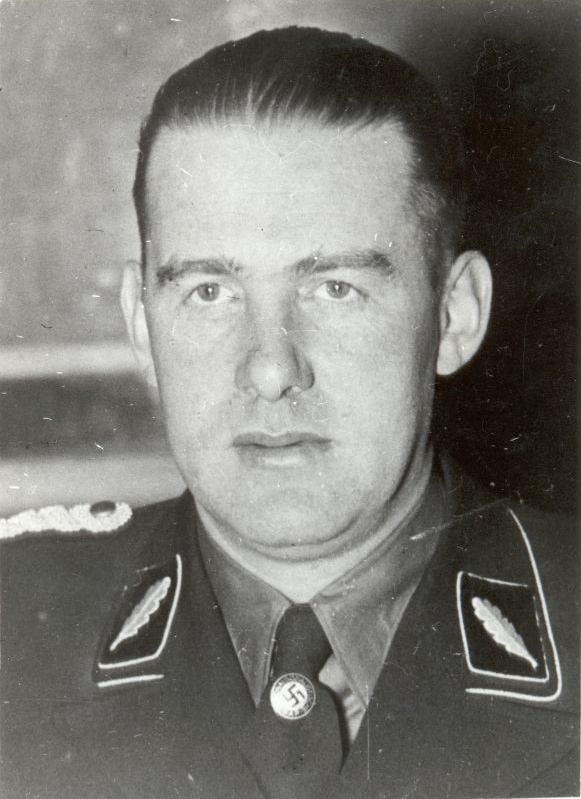
SS-Brigadeführer Odilo Globocnik, kierownik Einsatz Reinhardt

Późnym latem 1941 roku w północno-wschodniej części dystryktu warszawskiego, na terenie gminy Kosów Lacki w powiecie sokołowskim, przy linii kolejowej Siedlce – Sokołów Podlaski – Małkinia, w odległości sześciu kilometrów od stacji kolejowej Treblinka, niemieckie władze okupacyjne zorganizowały obóz pracy dla ludności polskiej i żydowskiej. Od wsi i stacji Treblinka przyjął nazwę „karnego obozu pracy w Treblince” (zwyczajowo „Treblinka I”). Jego więźniowie pracowali przede wszystkim w pobliskiej żwirowni. Ogółem przez obóz przeszło około 20 tys. osób, z czego około 10 tys. zmarło lub zostało zamordowanych.
Prawdopodobnie jesienią 1941 roku na najwyższych szczeblach hitlerowskiego reżimu zaczęła krystalizować się koncepcja „ostatecznego rozwiązania kwestii żydowskiej” poprzez fizyczną eksterminację. Pilnego usunięcia Żydów oczekiwały zwłaszcza okupacyjne władze Generalnego Gubernatorstwa, które zakładały, że w ten sposób znikną liczne problemy natury ekonomicznej i sanitarnej, z którymi musiały się mierzyć. Istnieją przesłanki wskazujące, że kluczową rolę w procesie decyzyjnym odgrywał dowódca SS i Policji na dystrykt lubelski, SS-Brigadeführer Odilo Globocnik. 13 października 1941 roku Globocnik spotkał się w Kętrzynie z Reichsführerem-SS Heinrichem Himmlerem i SS-Obergruppenführerem Friedrichem Wilhelmem Krügerem. Niedługo później, pod koniec października, rozpoczęto budowę obozu zagłady w Bełżcu. Jesienią tegoż roku rozpoczęto także przygotowania do budowy obozu zagłady w Sobiborze.
Historycy nie są zgodni, czy przeznaczeniem obozów w Bełżcu i Sobiborze od samego początku była eksterminacja wszystkich Żydów z Generalnego Gubernatorstwa, czy też pierwotnie planowano je wykorzystać wyłącznie do wymordowania Żydów z dystryktu lubelskiego. Pewnym jest natomiast, że podczas konferencji w Wannsee w styczniu 1942 roku przedstawiciele Generalnego Gubernatorstwa uzyskali zgodę, aby „ostatecznym rozwiązaniem” objąć w pierwszej kolejności tamtejszą ludność żydowską. Kierowanie eksterminacją polskich Żydów, której nadano kryptonim akcja „Reinhardt” (Einsatz Reinhardt), Himmler powierzył Globocnikowi. Za początek akcji uznawany jest 17 marca 1942 roku, kiedy to z gett w Lublinie i we Lwowie skierowano pierwsze transporty do ośrodka zagłady w Bełżcu. Do połowy kwietnia zamordowano tam około 66 tys. Żydów. Na początku maja transporty zaczął przyjmować ośrodek zagłady w Sobiborze.
17 kwietnia 1942 roku Himmler złożył wizytę w okupowanej Warszawie. Najprawdopodobniej polecił wtedy miejscowym władzom policyjnym zlikwidować getto warszawskie. Rozkaz Himmlera dał bezpośredni impuls do rozpoczęcia budowy kolejnego ośrodka zagłady. Niemieccy decydenci byli bowiem świadomi, że funkcjonujące już „instalacje” w Bełżcu i Sobiborze nie będą w stanie przyjąć tak wielu nowych ofiar, zwłaszcza jeśli wziąć pod uwagę fakt, że równolegle z eksterminacją Żydów w dystrykcie warszawskim planowano rozszerzyć akcję „Reinhardt” także na dystrykt radomski. Wkrótce Globocnik porozumiał się z Kancelarią Führera, której pracownicy – uprzednio uczestniczący w procederze mordowania osób chorych psychicznie (akcja T4) – stanowili trzon personelu w podległych mu ośrodkach eksterminacji. Nowy obóz miał się okazać „najdoskonalszym” ze wszystkich ośrodków zagłady akcji „Reinhardt”.
Jako miejsce jego lokalizacji wybrano okolice Treblinki. Leżały one bowiem na styku dystryktów warszawskiego i lubelskiego oraz Okręgu Białostockiego, w których znajdowały się duże skupiska ludności żydowskiej. W pobliskiej Małkini krzyżowały się ponadto szlaki kolejowe, które zapewniały dogodne połączenia z Warszawą, Białymstokiem i miastami dystryktu radomskiego. Doprowadzenie toru kolejowego do ośrodka zagłady nie nastręczało dużych trudności, gdyż w jego pobliżu przebiegała już bocznica, która łączyła żwirownię i karny obóz pracy z linią kolejową Siedlce – Sokołów – Małkinia. Wreszcie dzięki obozowi pracy nazwa „Treblinka” była dobrze znana ludności dystryktu warszawskiego i tym samym pomagała uśpić czujność ofiar, uwiarygodniając niemieckie zapewnienia, że Żydzi są deportowani „do pracy na Wschód”.

## Budowa obozu

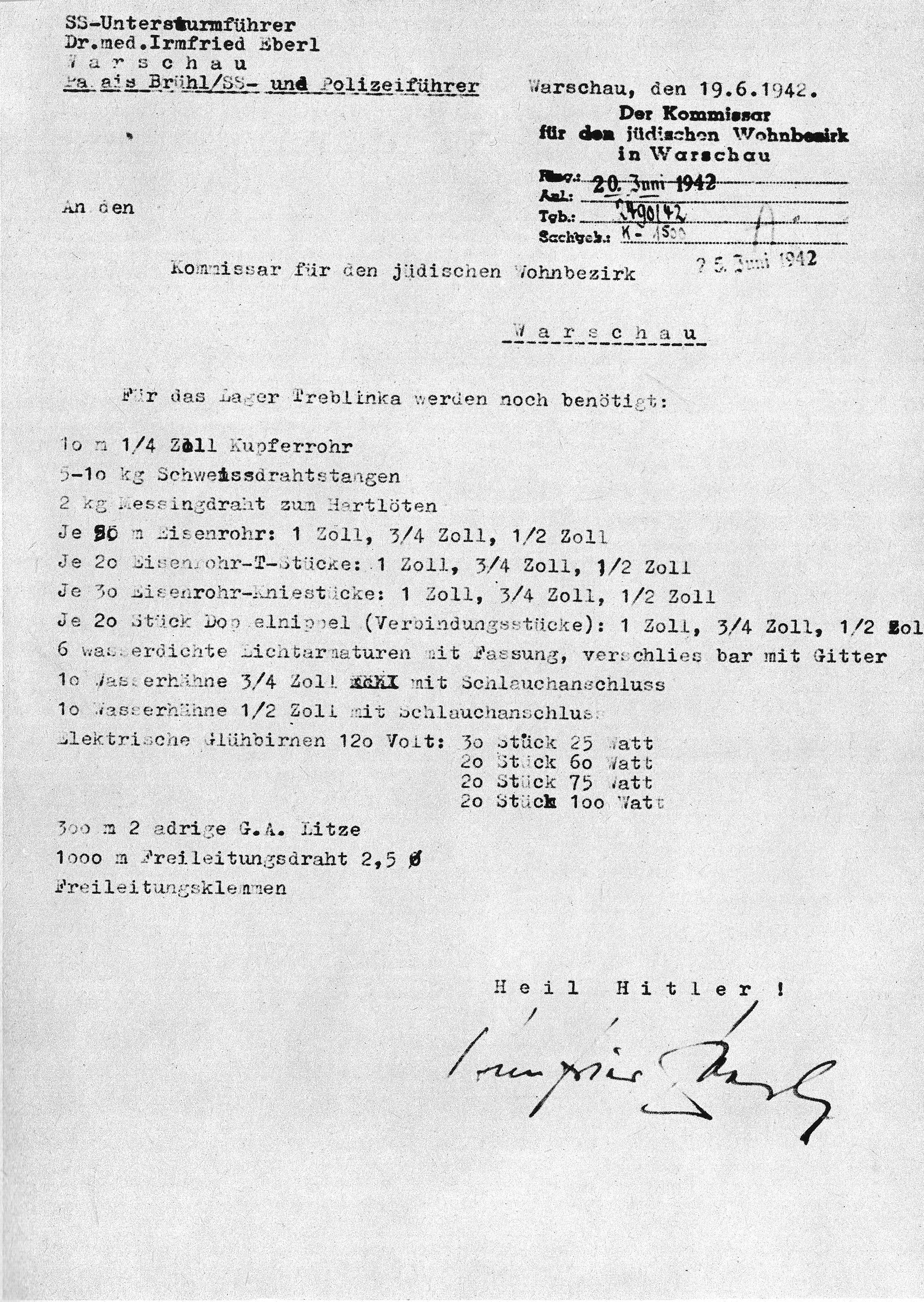
Pismo Irmfrieda Eberla z 19 czerwca 1942 do komisarza ds. dzielnicy żydowskiej w Warszawie Heinza Auerswalda, w sprawie dostawy wyposażenia i materiałów dla powstającego obozu Treblinka II

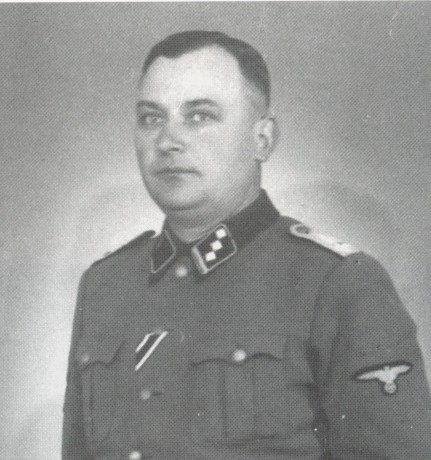
SS-Obersturmführer Richard Thomalla, który kierował budową obozu zagłady w Treblince

Pod koniec kwietnia lub na początku maja 1942 roku w okolicach Treblinki pojawiła się specjalna ekipa SS, która poszukiwała terenu pod budowę obozu. Jej wybór padł na kilkanaście hektarów lasu i gruntu położonych pomiędzy wsiami Poniatowo i Wólka Okrąglik.
Roboty budowlane rozpoczęły się 1 czerwca. Zleceniodawcą był Centralny Zarząd Budowlany Waffen-SS w Warszawie, a wykonawcami – wybranymi na podstawie przetargu – przedsiębiorstwa Schönbrunn z Legnicy i Schmidt & Münstermann z Warszawy. Za nadzór techniczny odpowiadał inż. Hermann Leyh. Całością spraw związanych z organizacją obozu kierował natomiast SS-Obersturmführer Richard Thomalla, który wcześniej nadzorował budowę obozów w Bełżcu i Sobiborze. Jacek Młynarczyk podaje, że wszystkie prace były wykonywane przez żydowskich robotników z gett w Węgrowie i Stoczku Węgrowskim oraz przez polskich więźniów z pobliskiego obozu pracy. Autorzy monografii Getto warszawskie. Przewodnik po nieistniejącym mieście podają natomiast, że do pracy przy budowie obozu zagłady prawdopodobnie skierowano również pewną liczbę Żydów polskich i niemieckich, których wiosną 1942 roku deportowano z getta warszawskiego do karnego obozu pracy w Treblince. Materiały budowlane i instalacyjne sprowadzano m.in. z Warszawy, Sokołowa Podlaskiego i Kosowa Lackiego. Za ich dostarczenie odpowiedzialne były przede wszystkim gminy żydowskie, zobowiązano je nawet do dostarczenia zastaw stołowych dla obozowej załogi.
Do czasu przybycia pierwszego transportu wzniesiono budynek z trzema komorami gazowymi oraz baraki mieszkalne dla więźniów i załogi. Teren obozowy otoczono ogrodzeniem z drutu kolczastego. W pierwszej połowie czerwca do obozu doprowadzono odgałęzienie od bocznicy łączącej obóz pracy z linią kolejową Siedlce – Sokołów – Małkinia. Jeszcze przed zakończeniem robót w obozie zakwaterowano część załogi. Pierwszy komendant, SS-Untersturmführer Irmfried Eberl, początkowo urzędował natomiast w warszawskim pałacu Brühla. Z pisma, które skierował do komisarza ds. dzielnicy żydowskiej w Warszawie Heinza Auerswalda, wynika, że prace budowlane zakończono 11 lipca 1942 roku. Pierwszy transport getta warszawskiego odjechał z Warszawy do Treblinki 22 lipca, pierwszego dnia tzw. wielkiej akcji deportacyjnej. Przybył tam 23 lipca, w dniu żydowskiego święta Tisza be-Aw.
Treblinka II stała się miejscem kaźni jeszcze przed przybyciem pierwszych transportów, gdyż podwładni Thomalli masowo mordowali żydowskich robotników zatrudnionych przy budowie obozu. Ofiary katowano na śmierć, rozstrzeliwano w zbiorowych i indywidualnych egzekucjach, a nawet celowo przywalano pniami ściętych drzew. Zdarzało się, że pijani esesmani wdzierali się do baraków i strzelali na oślep do przebywających w nich Żydów. Urządzali także sadystyczne „zabawy”, w których trakcie wymyślnie torturowali i mordowali robotników. Zeznania polskich świadków wskazują, że podczas robót mogło zostać zamordowanych nawet kilkanaście tysięcy Żydów. Wbrew powtarzanej w wielu źródłach informacji, wojnę przeżył jednak co najmniej jeden żydowski robotnik uczestniczący w budowie obozu.

## Lokalizacja i topografia

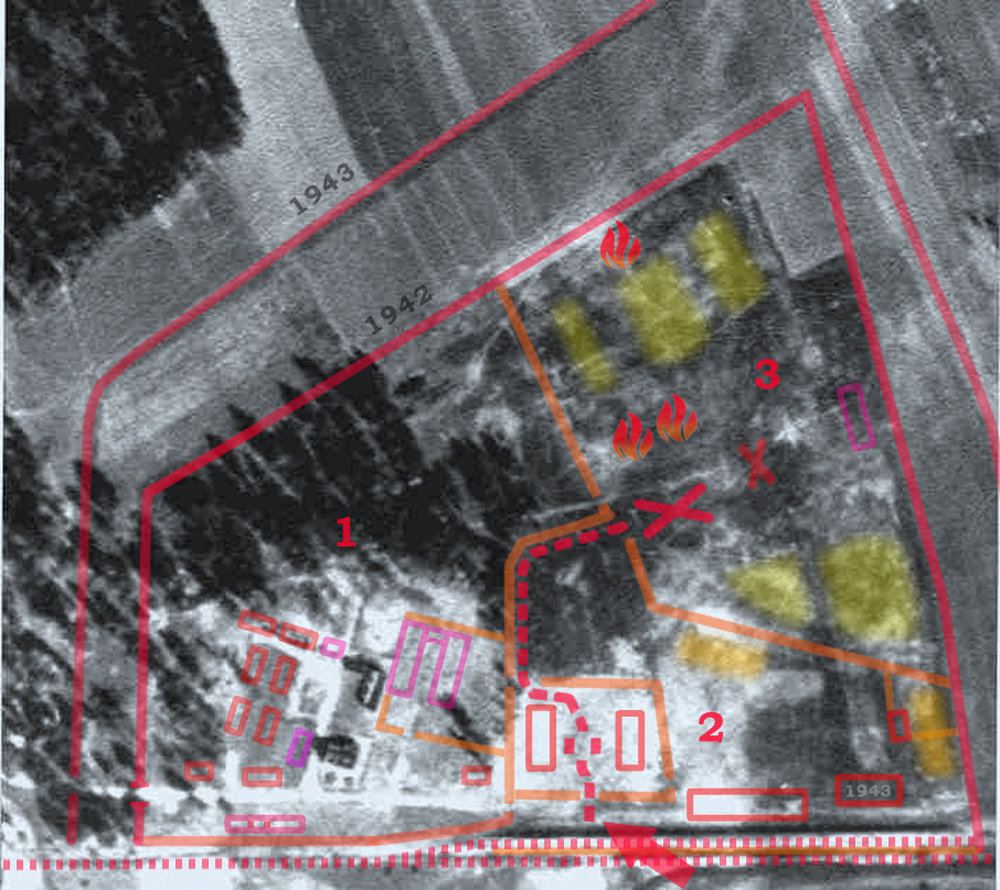
Zdjęcie lotnicze terenu poobozowego wykonane w 1944 roku. Zaznaczono na nim granice obozu i najważniejsze obiekty

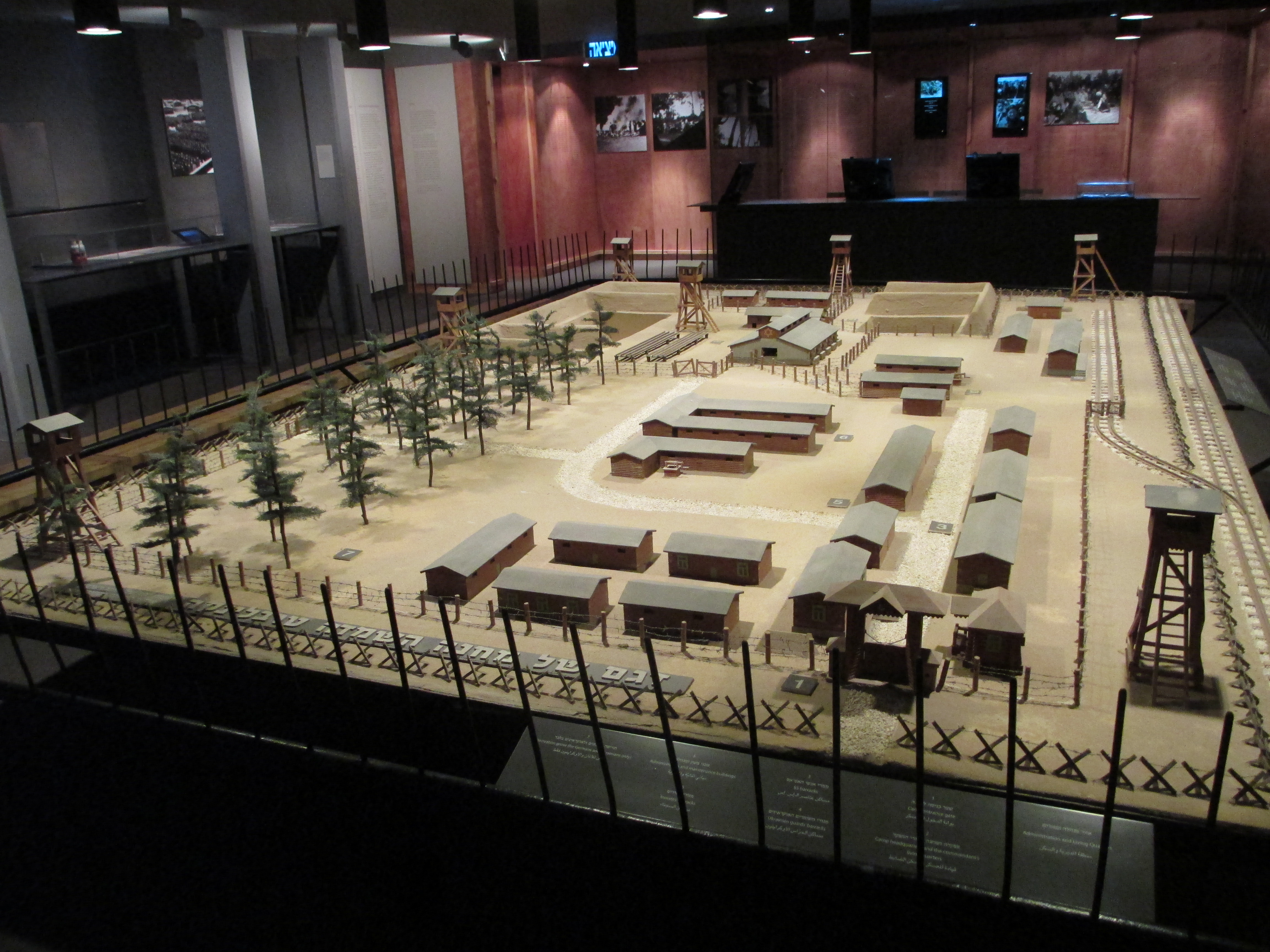
Makieta obozu w Muzeum Bojowników Getta w Izraelu

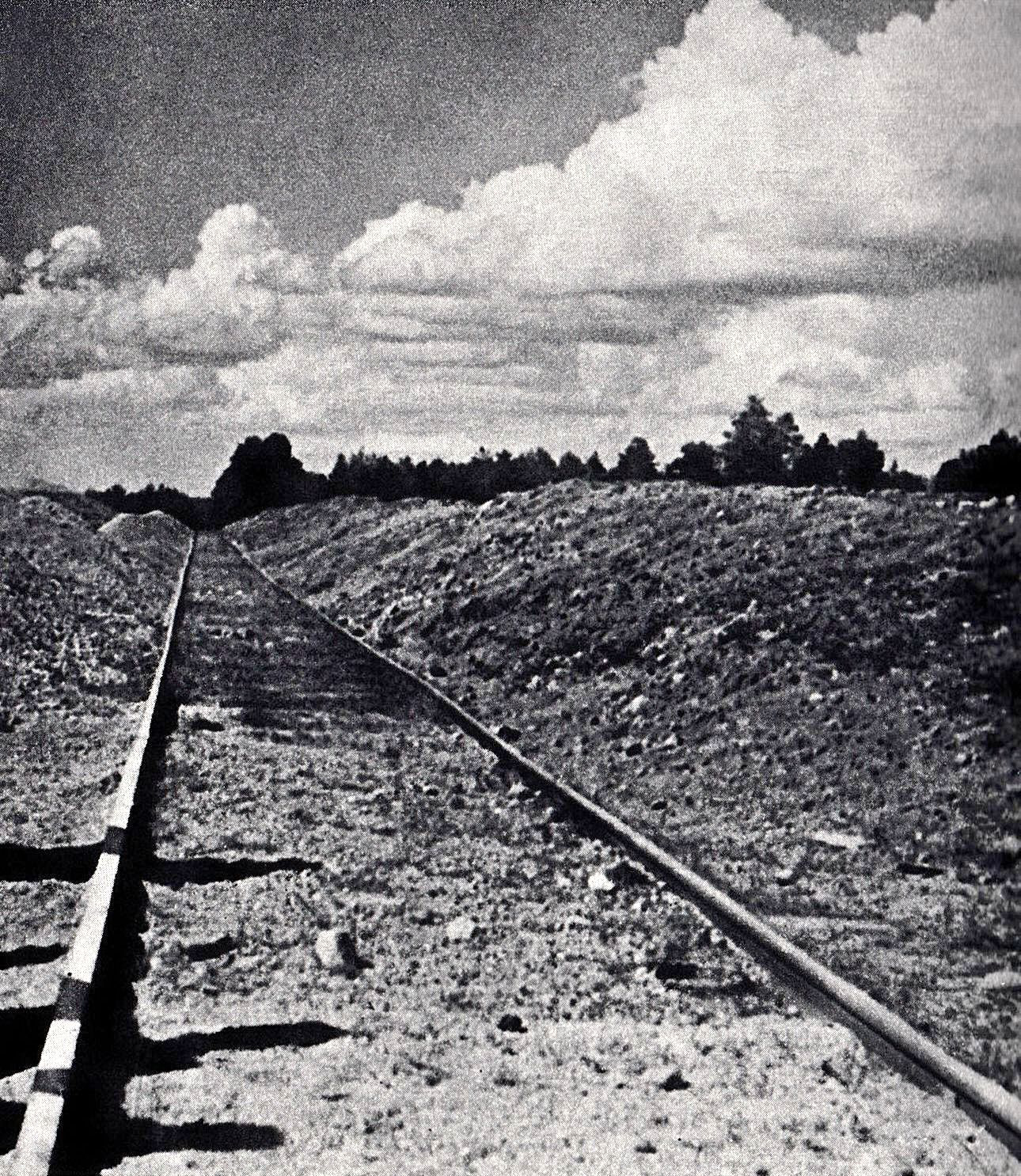
Tor kolejowy prowadzący do żwirowni, przy której znajdował się obóz pracy Treblinka I. Od tego toru w czerwcu 1942 dobudowano odgałęzienie prowadzące do obozu zagłady Treblinka II

### Informacje ogólne
Ośrodek zagłady leżał w słabo zaludnionej okolicy. Od wsi Wólka Okrąglik dzieliła go odległość półtora kilometra, od stacji kolejowej Treblinka – cztery kilometry, od karnego obozu pracy – dwa kilometry. Znajdował się na terenie częściowo zalesionym, dzięki czemu był niewidoczny z biegnących na północny wschód od niego drogi Małkinia – Kosów Lacki i linii kolejowej Siedlce – Sokołów – Małkinia.
Obóz miał kształt nieregularnego czworoboku o wymiarach 600 na 400 metrów. Jego powierzchnia wynosiła około 20 hektarów. Wewnętrzne ogrodzenie stanowił wysoki na 3–4 metry płot z drutu kolczastego. Pomiędzy druty gęsto wplatano gałęzie drzew, uniemożliwiając obserwację wnętrza obozu. Po zewnętrznej stronie płotu ciągnął się łańcuch zbudowany z zasieków i zapór przeciwczołgowych. Pas pomiędzy obiema częściami ogrodzenia, szeroki na około 40–50 metrów, został gruntownie oczyszczony z drzew i krzewów. W narożnikach ogrodzenia stały wieżyczki strażnicze o wysokości ośmiu metrów. Piątą wieżyczkę ulokowano początkowo przy południowym odcinku ogrodzenia, mniej więcej pośrodku między dwoma narożnikami. Później została przeniesiona do centralnej części obszaru zagłady. Na najwyższych kondygnacjach wieżyczek umieszczono karabiny maszynowe oraz reflektory. Główna brama znajdowała się przy północno-zachodnim narożniku ogrodzenia, przy czym zazwyczaj korzystali z niej jedynie członkowie załogi. Najważniejsze drogi wewnątrz obozu były wybrukowane, pozostałe wysypano żwirem. Wszystkie budynki, poza komorami gazowymi, zostały zbudowane z drewna.
Podczas budowy obozu wykorzystano doświadczenia z funkcjonowania ośrodków zagłady w Bełżcu i Sobiborze. Po reorganizacji, którą przeprowadzono na przełomie sierpnia i września 1942 roku, ugruntował się jego podział na trzy obszary/strefy: strefę administracyjno-mieszkalną, strefę przyjęć i obszar zagłady.

### Strefa administracyjno-mieszkalna

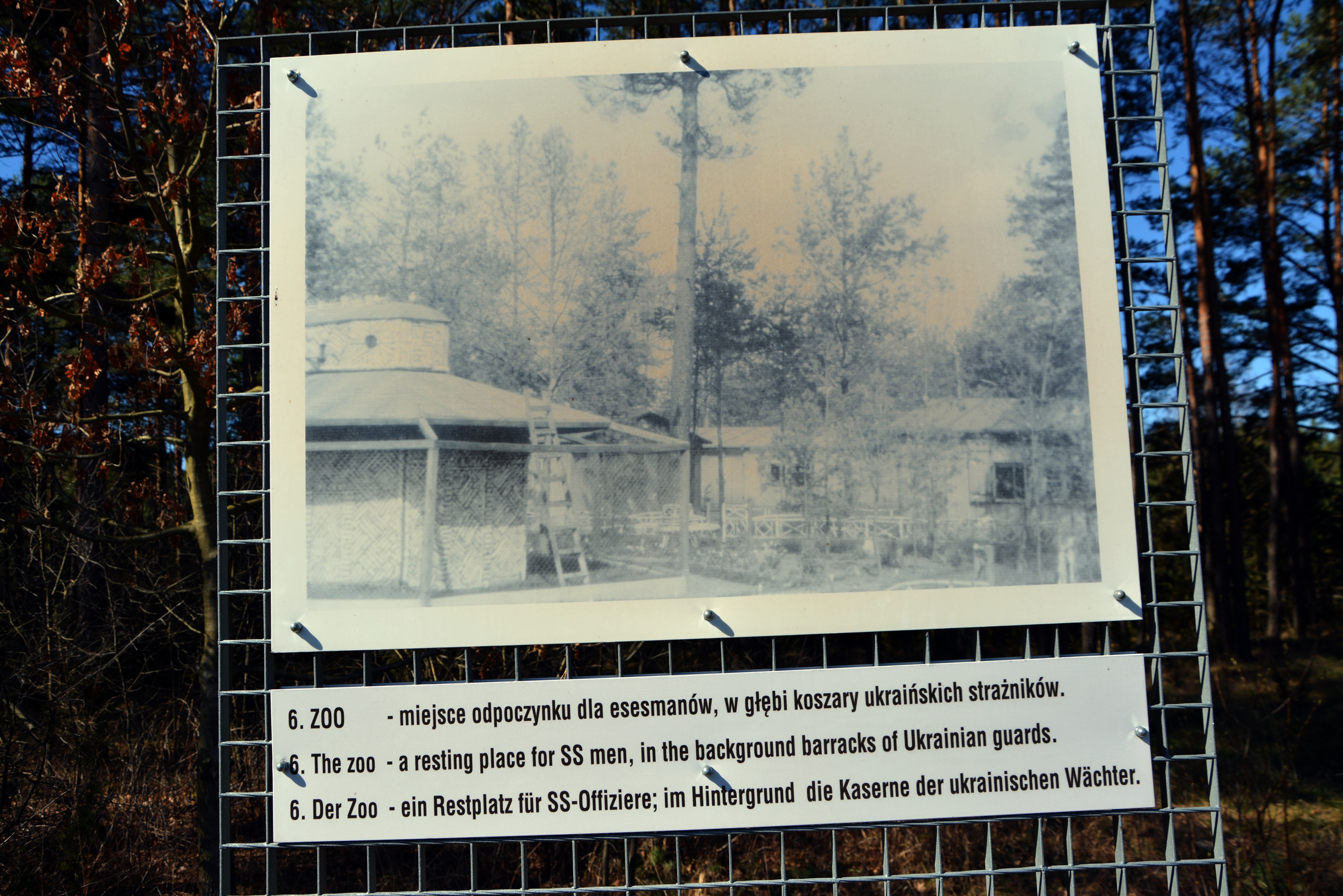
Teren byłego obozu. Zdjęcie przedstawiające „Zoo” i koszary wachmanów

Strefa administracyjno-mieszkalna (Wohnlager) obejmowała północno-zachodnią część obozu. Przecinała ją biegnąca od bramy głównej ulica, którą na cześć najstarszego członka załogi niemieckiej nazwano Kurt Seidel Straße. Tuż za bramą, naprzeciw siebie, stały wartownia oraz budynek komendantury wraz z mieszkaniem komendanta. Obok komendantury, po wschodniej stronie Kurt Seidel Straße, stał „budynek usługowy” załogi niemieckiej, w którym ulokowano schron, izbę chorych oraz gabinety: dentystyczny i fryzjerski. Dalej na południe znajdował się barak dla Polek i Ukrainek, które pracowały jako sprzątaczki i służące. Po drugiej stronie ulicy stały natomiast dwa duże baraki, w których mieściły się kwatery niemieckich esesmanów oraz ich jadalnia. Z czasem wybudowano między nimi łącznik, w którym ulokowano magazyn z bronią i amunicją.
Nieopodal komendantury od Kurt Seidel Straße odchodziła w kierunku wschodnim boczna uliczka. Prowadziła do koszar wachmanów, które na cześć esesmana z obozowej załogi, zabitego przez więźnia we wrześniu 1942 roku, nazwano „Koszarami Maxa Biali”. Na kompleks ten składało się pięć baraków. Ulokowano w nich kwatery mieszkalne, jadalnię z kuchnią i spiżarnią oraz gabinety: lekarski i fryzjerski. W pobliżu koszar znajdowało się „Zoo”. Było to miejsce wypoczynku załogi, które swą nazwę zawdzięczało temu, że trzymano tam zwierzęta leśne: sarnę, lisy, gołębie i dwa pawie. Nieopodal „Zoo” stała sortownia kosztowności, w której pracowali tzw. Goldjuden („złoci Żydzi”).
W południowej części strefy, na pograniczu ze strefą przyjęć, znajdowały się kwatery żydowskich więźniów, które nazywano „gettem”. Sektor ten miał wymiary około 100 × 100 metrów i był otoczony ogrodzeniem z drutu kolczastego. Znajdujące się wewnątrz budynki były ustawione w kształcie podkowy. Barak północny mieścił kuchnię, warsztat szewski, warsztat krawiecki, stolarnię, pomieszczenia mieszkalne dla kobiet i kapo oraz niewielką izbę chorych. W baraku na szczycie „podkowy” znajdowały się kuźnia i warsztat ślusarski. W południowym baraku mieszkali więźniowie-mężczyźni; ponadto mieściły się tam pralnia i skład narzędzi. Baraki były pozbawione podłóg, a ich okna zakratowano. Na południe od „podkowy” rozciągał się plac apelowy.
Na terenie strefy mieszkalno-administracyjnej znajdowały się ponadto budynki i pomieszczenia gospodarcze: piekarnia, piwnice na ziemniaki, stajnia, chlew, kurniki, skład materiałów włókienniczych, skład węgla, skład paliw oraz garaż, w którym trzymano m.in. samochód pancerny.

### Strefa przyjęć

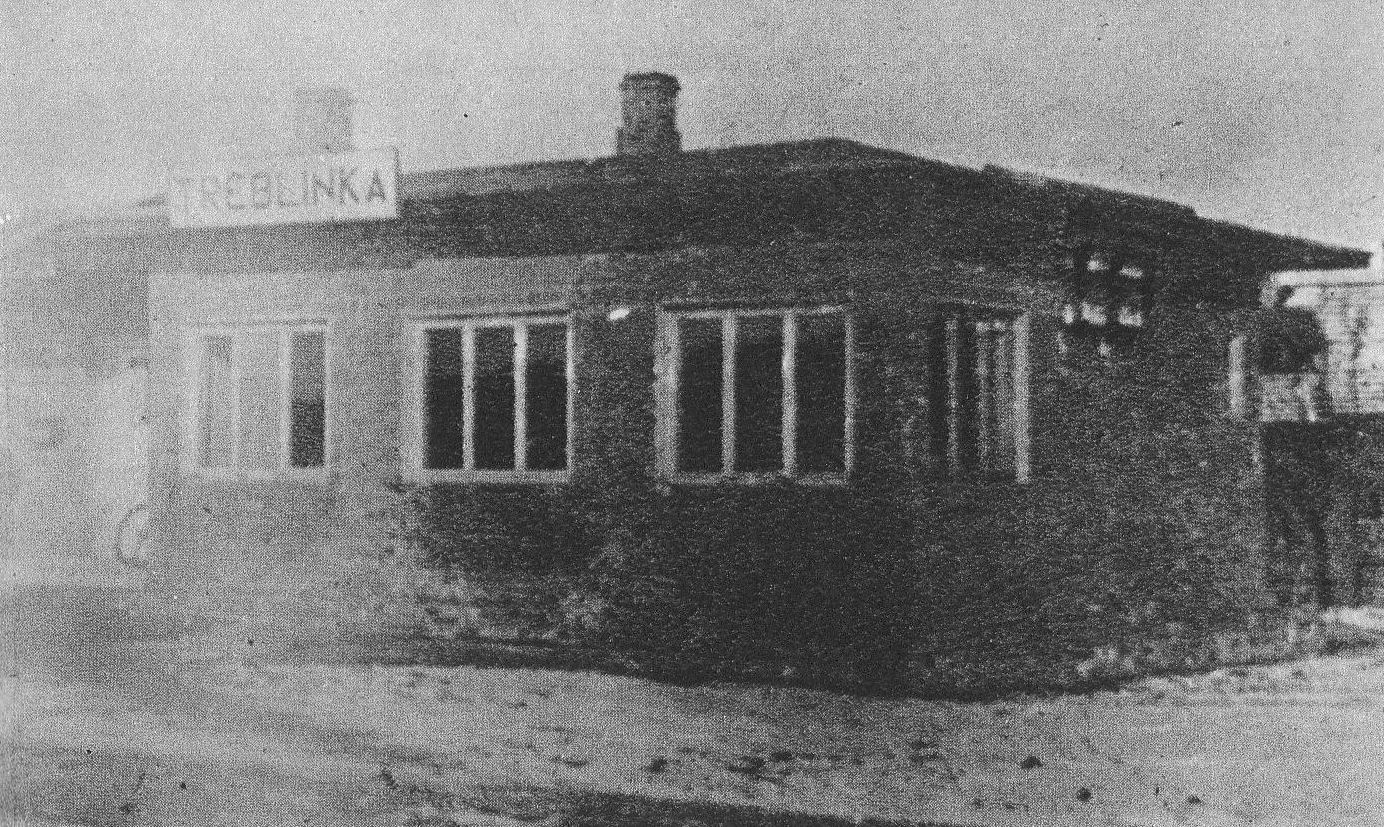
Budynek stacji kolejowej w Treblince

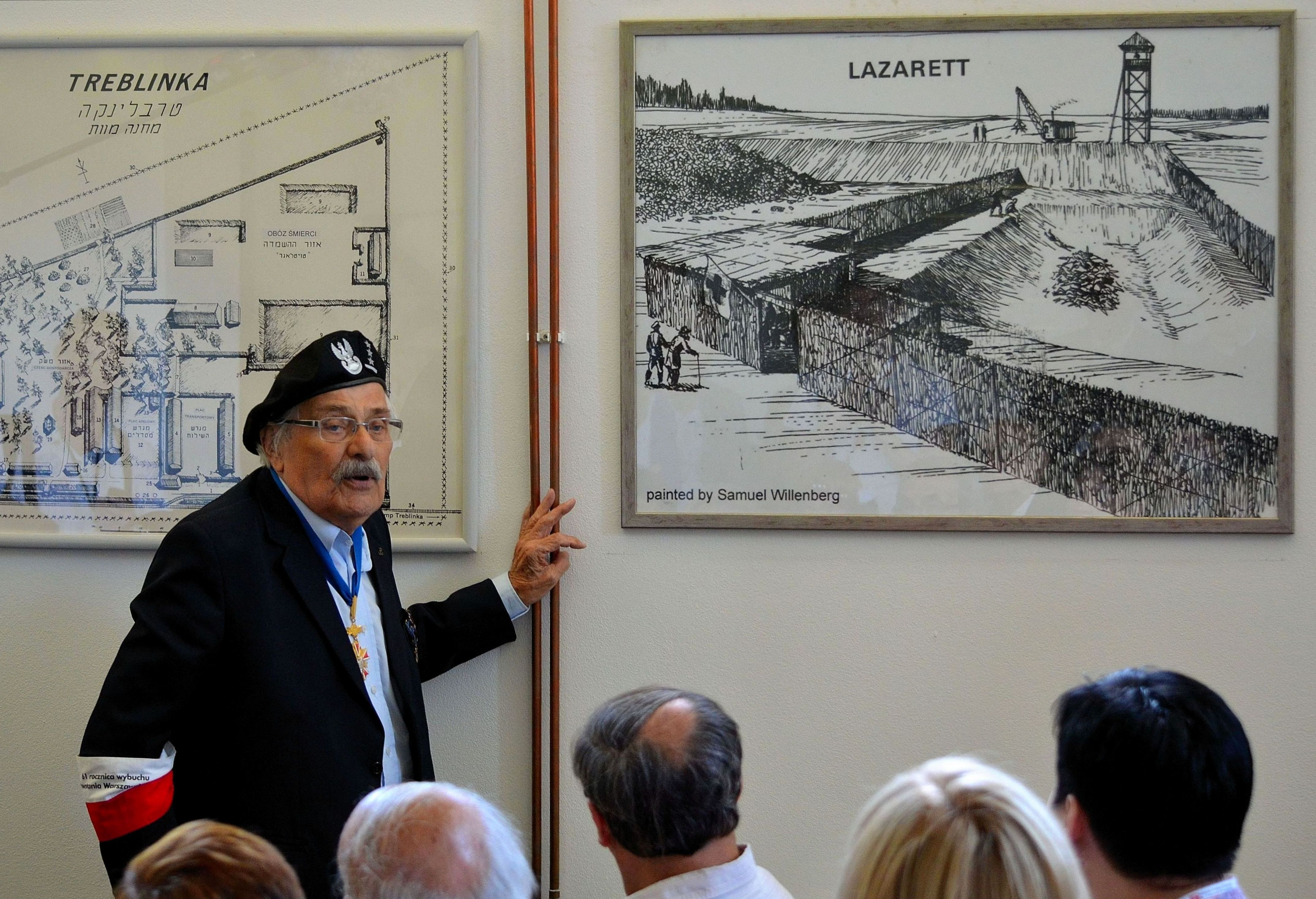
Samuel Willenberg, ostatni z uczestników buntu w obozie w sierpniu 1943 roku, w Muzeum Walki i Męczeństwa w Treblince. Po prawej stronie wykonany przezeń rysunek „lazaretu”

Strefa przyjęć (Auffanglager) obejmowała południowo-zachodnią część obozu. Była miejscem, do którego ofiary trafiały w pierwszej kolejności. Znajdowała się tam długa na 300 metrów bocznica, przy której mogło się zatrzymać 20 wagonów. Wtaczano je do obozu przez drewnianą bramę, którą oplatał drut kolczasty i maskowały gałęzie drzew. Na końcu ślepego toru znajdował się nasyp z piasku. Początkowo bocznica była pozbawiona jakichkolwiek urządzeń, dopiero po reorganizacji obozu przy torze wybudowano rampę.
Przy bocznicy stał duży budynek, w którym gromadzono przedmioty odebrane ofiarom. W grudniu 1942 roku na polecenie komendanta Franza Stangla upozorowano go na dworzec. Wychodzący z wagonów Żydzi mogli ujrzeć rzekome „okienka kasowe”, namalowany zegar ścienny, tablice z fałszywymi rozkładami jazdy i drogowskazy z nazwami miejscowości. Obok rampy, na północ od „dworca”, rozciągał się plac kolejowy. Za nim, w północno-wschodnim narożniku strefy, znajdował się plac transportowy (Transportplatz). Był ogrodzony drutem kolczastym; przy jego bramie rozdzielano mężczyzn od kobiet. Na placu stały dwa baraki – jeden pełnił funkcję rozbieralni dla kobiet, drugi służył częściowo jako rozbieralnia dla mężczyzn, a częściowo jako magazyn.
Na południe od placu transportowego, na tyłach „dworca”, rozciągał się plac sortowniczy (Sortierplatz), na którym więźniowie sortowali odzież i przedmioty pozostawione przez ofiary. Na krańcu tego placu, nieopodal południowo-zachodniego narożnika ogrodzenia, wykopano wielkie doły, w których grzebano, a później palono ciała Żydów zmarłych w czasie transportu. Po pewnym czasie przy środkowym wykopie zorganizowano tzw. lazaret. Obiekt ten miał powierzchnię około 150–200 m² i był otoczony ogrodzeniem z drutu kolczastego, zamaskowanym gałęziami drzew. Wewnątrz stała buda zbita z desek, nad którą zawieszono flagę ze znakiem Czerwonego Krzyża. Za budą znajdował się dół; nad jego krawędzią rozstrzeliwano Żydów, którzy nie byli w stanie dotrzeć o własnych siłach do komór gazowych. W miejscu tym mordowano również więźniów niezdolnych do pracy lub skazanych na śmierć za różne przewinienia. Na dnie wykopu stale płonął ogień, w którym oprócz zwłok palono śmieci, dokumenty, zdjęcia oraz przedmioty kultu.
Plac transportowy łączył z obszarem zagłady specjalny korytarz, który Niemcy nazywali „wężem” (Schlauch) lub „drogą wniebowstąpienia” (Himmelfahrtstraße). Był wykonany z wysokiego na dwa metry ogrodzenia z drutu kolczastego, pomiędzy który gęsto wpleciono gałęzie drzew. „Wąż” był szeroki na pięć metrów; jego długość początkowo wynosiła 350 metrów, później skrócono go do 125 metrów. Wlot znajdował się przy rozbieralniach; stała przy nim tablica z napisem „Do łaźni” (Zu Badeanstalt). Wylot wychodził na wprost budynku z „nowymi” komorami gazowymi. Schlauch miał kształt łuku skręcającego niemal pod kątem prostym, który to zakręt umożliwiał łatwe zatrzymanie ofiar, gdyby komory gazowe uległy zapełnieniu.

### Obszar zagłady
Obszar zagłady miał wymiary około 200 × 250 metrów. Leżał na niewielkim wzniesieniu w południowo-wschodniej części obozu, stąd nazywano go „obozem górnym”, „obozem wyższym” lub „obozem nr 2” (w odróżnieniu od strefy przyjęć i strefy mieszkalnej, które nazywano „obozem dolnym” lub „obozem nr 1”). Był także nazywany „obozem umarłych” (niem. Totenlager, jid.Tojtlager). Wysoki nasyp ziemny oraz gęsto przetykane gałęziami drzew ogrodzenie szczelnie izolowały go od pozostałych części obozu.
Początkowo w Totenlagrze funkcjonowały trzy komory gazowe. Znajdowały się w ceglanym budynku, w którym mieściła się ponadto „maszynownia”. W tej ostatniej zainstalowano silnik wyciągnięty z sowieckiego czołgu, służący do gazowania ofiar, oraz generator zaopatrujący obóz w energię elektryczną. Ofiary były najpierw wprowadzane do niewielkiego korytarza, z którego do poszczególnych komór prowadziły żelazne drzwi, hermetycznie zamykane od zewnątrz. W zewnętrznej ścianie, na wprost drzwi wejściowych, znajdowała się otwierana od zewnątrz drewniana klapa, przez którą wyciągano zwłoki zagazowanych. Na suficie znajdowało się niewielkie okienko, przez które sprawdzano, czy ofiary są już martwe. Podłogi komór były nachylone w kierunku przylegającej do budynku rampy, co ułatwiało wyciąganie zwłok. Na temat rozmiarów komór istnieją sprzeczne relacje – Abraham Lindwasser twierdził, że ich podłogi miały wymiary 4 × 4 metry, podczas gdy wysokość komór sięgać miała 2,6–3 metrów. Z kolei Jankiel Wiernik oceniał wymiary podłóg na 5 × 5 metrów, a wysokość komór na 1,9 metra. Komory były upozorowane na pomieszczenia z natryskami; Lindwasser wspominał, że ściany wyłożono czerwonymi kafelkami, a na sufitach zainstalowano 3–5 dysz prysznicowych, do których podłączono przewody doprowadzające spaliny. Według innego źródła ściany komór były wyłożone białymi kafelkami, a czerwono-żółte płytki znajdowały się na podłodze. Wszystkie trzy komory mogły jednorazowo pomieścić od 480 do 750 osób. W praktyce często zapełniano je do granic możliwości, na przykład wrzucając na głowy stłoczonych ofiar małe dzieci.
Doświadczenia pierwszych dwóch miesięcy działalności obozu pokazały, że komory gazowe Treblinki nie są wystarczająco wydajne. Na początku września 1942 roku rozpoczęto więc budowę kolejnego obiektu eksterminacyjnego. Jego projektantem był Lorenz Hackenholt, a prace budowlane nadzorował Erwin Lambert. Nowy budynek był wykonany z cegły i leżał bliżej wylotu Schlauchu, w niewielkiej odległości w linii prostej od „starych komór”. Na jego dachu umieszczono gwiazdę Dawida z napisem „państwo żydowskie”. Główne wejście znajdowało się naprzeciw wylotu „węża”; prowadziły doń pięciostopniowe schody, na których krańcach stały kosze z kwiatami. Było zasłonięte ceremonialną kotarą zrabowaną z synagogi, na której widniał napis po hebrajsku: „Oto jest brama Pana, przez nią wejdą sprawiedliwi”. Przez środek budynku biegł szeroki korytarz, po jego obu stronach symetrycznie rozmieszczono komory gazowe. Ocalali więźniowie twierdzili, że było ich dziesięć, natomiast członkowie załogi utrzymywali, że było ich sześć lub osiem. W osobnym pomieszczeniu na końcu korytarza umieszczono dwa silniki. Komory miały podłogi o wymiarach 8 × 4 metry, a ich wysokość sięgała 2 metrów. Podobnie jak w starym budynku, były one upozorowane na pomieszczenia z natryskami i miały dwoje drzwi – jedne służące wprowadzaniu ofiar, drugie wyciąganiu zwłok. Jicchak Arad podaje, że w „nowych” komorach Niemcy byli w stanie jednorazowo zgładzić 2300 lub 3800 ludzi (w zależności od ich rzeczywistej liczby). Do działania były gotowe w połowie października 1942 roku. Zdarzały się wypadki, gdy z powodu dużej liczby transportów „stare” i „nowe” komory pracowały jednocześnie.
Nieopodal komór gazowych wykopano masowe groby o długości 50 metrów, szerokości 25 metrów i głębokości 10 metrów. Według relacji świadków każdy był w stanie pomieścić około 80–100 tys. zwłok. Mogiły były częściowo zasłonięte przez wał ziemny.
Na południe od komór gazowych znajdował się barak dla żydowskich więźniów. Otaczało go ogrodzenie z drutu kolczastego, a jego okna były zakratowane. Mieściły się w nim: kuchnia, umywalnia, część mieszkalna dla mężczyzn, osobne pomieszczenia dla kapo i lekarza, a także osobne pomieszczenie dla około 12–15 kobiet. W centralnej części obszaru zagłady znajdowały się wieżyczka strażnicza i wartownia.

## Personel

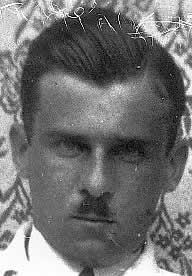
SS-Untersturmführer Irmfried Eberl, pierwszy komendant obozu zagłady w Treblince

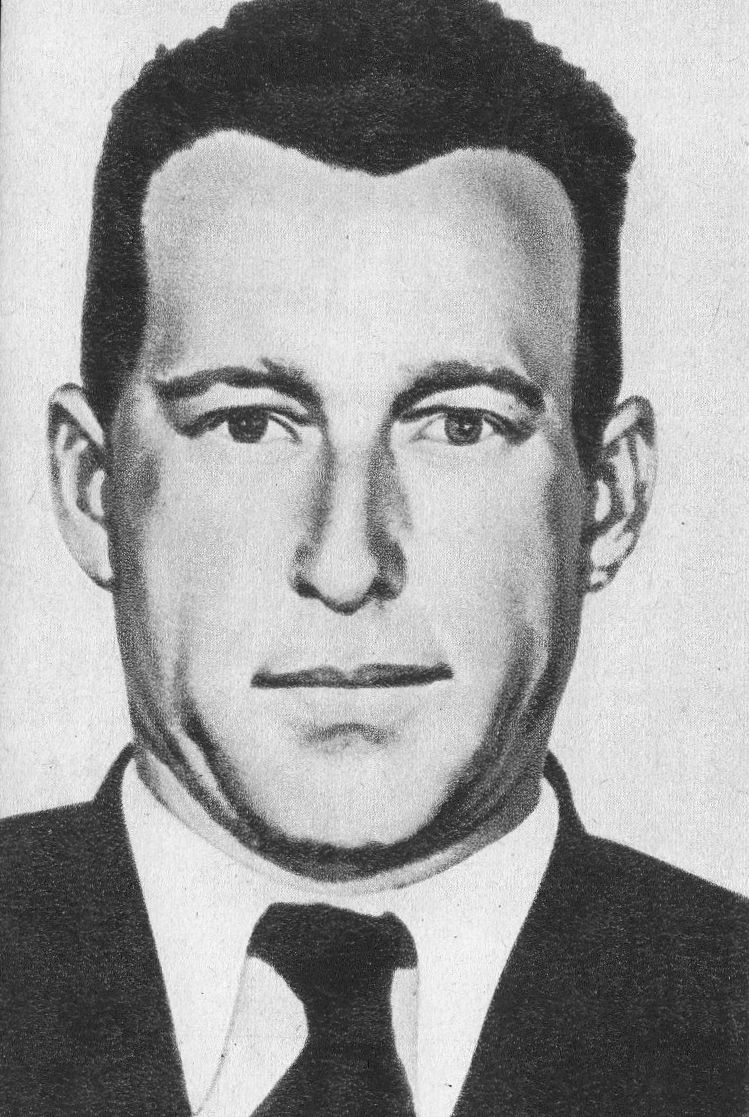
SS-Obersturmführer Franz Stangl, komendant obozu od września 1942 do sierpnia 1943 roku

W skład obozowej załogi wchodziło około 30–40 Niemców i Austriaków. W większości byli to pracownicy Kancelarii Führera – weterani akcji T4 – którym przyznano oficerskie lub podoficerskie stopnie SS.
Funkcję komendanta obozu pełnili kolejno:
- SS-Untersturmführer dr Irmfried Eberl – kierował obozem do końca sierpnia 1942 roku, został odwołany z powodu niekompetencji[33].
- SS-Obersturmführer Franz Stangl – kierował obozem od września 1942 roku do sierpnia 1943 roku[79]. Za skuteczność, którą wykazał się w Treblince, otrzymał awans do stopnia Hauptsturmführera. W uzasadnieniu wniosku awansowego SS-Brigadeführer Globocnik uznał go za najlepszego z podległych mu komendantów obozów[80].
- SS-Untersturmführer Kurt Franz – zastąpił Stangla w sierpniu 1943 roku, niedługo po buncie więźniów. Jego zadaniem było przeprowadzenie likwidacji obozu i zatarcie śladów jego istnienia[81].

Franz był uprzednio zastępcą komendanta i dowódcą wachmanów. Więźniowie nadali mu przydomek „Lalka” ze względu na jego chłopięcą urodę i elegancję. Z powodu swego wyjątkowego okrucieństwa był najbardziej znienawidzonym i budzącym największe przerażenie członkiem załogi. Niemal równie znienawidzony był kierownik „dolnego obozu”, SS-Oberscharführer Kurt Küttner, którego w obozie znano pod przydomkiem „Kiwe”. Funkcję kierownika Totenlagru pełnił SS-Scharführer Heinrich Arthur Matthes, a kierownikiem administracyjnym był SS-Stabsscharführer Otto Stadie. Za funkcjonowanie „lazaretu” odpowiadał SS-Unterscharführer August Wilhelm Miete, którego więźniowie nazywali „aniołem śmierci”. W skład niemieckiego personelu wchodzili ponadto: SS-Oberscharführer Ernst Schemmel (na przełomie września i października 1942 roku p.o. komendanta obozu), SS-Unterscharführer Karl Pötzinger (zastępca kierownika Totenlagru), SS-Unterscharführer Gustav Münzberger (nadzorował komory gazowe), SS-Unterscharführer Willi Mentz (wykonywał egzekucje w „lazarecie”, miał przydomek „Frankenstein”), SS-Unterscharführer Franz Suchomel (nadzorował komando „złotych Żydów”), SS-Unterscharführer Willy Mätzig (księgowy obozu) i inni.

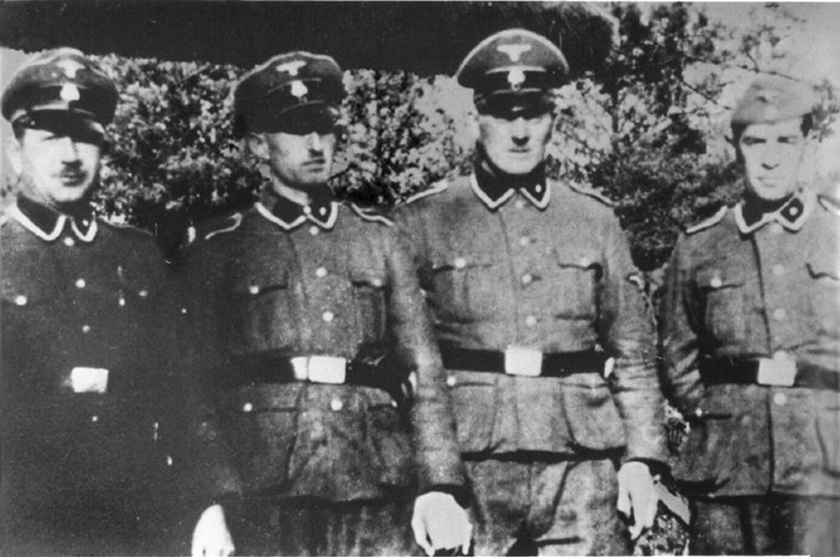
Członkowie załogi obozu zagłady w Treblince Paul Bredow, Willi Mentz, Max Möller oraz Josef Hirtreiter przed obozowym zoo

Niemiecki personel wspomagała kompania wartownicza złożona z około 90–120 strażników (wachmanów). Rekrutowali się oni spośród tzw. Trawniki-Männer, czyli wschodnioeuropejskich kolaborantów przeszkolonych w obozie SS w Trawnikach. W większości byli to sowieccy jeńcy wojenni, którzy przeszli na służbę niemiecką. Więźniowie nazywali ich „Ukraińcami” i takie określenie pojawia się zazwyczaj w ich wspomnieniach. Historycy także przyjmują, że większość strażników była narodowości ukraińskiej. Niemniej określenie „Ukraińcy” nie jest zupełnie ścisłe, gdyż Niemcy starali się rekrutować do oddziałów z Trawnik przede wszystkim sowieckich volksdeutschów, a obok Ukraińców także przedstawicieli innych nierosyjskich narodów ZSRR. Wachmani pełnili straż w obozie i na jego obrzeżach, nadzorowali żydowskich więźniów, pędzili ofiary do komór gazowych, zajmowali się konserwacją i naprawą silników używanych do gazowania. Niemcy zabronili im natomiast dręczyć i zabijać więźniów bez wyraźnego rozkazu, obawiając się, że będą ich szantażować, aby wymusić złoto i kosztowności. Miały miejsce przypadki ucieczek wachmanów z obozu. Jednym z powodów mogła być obawa, że jako świadkowie zbrodni mogliby zostać później zlikwidowani przez Niemców.
Historycy zdołali ustalić nazwiska 66 wachmanów z Treblinki. Wiadomo, że najwyższym rangą spośród nich był Boris Rogoza. Najgorszą sławę zdobyli sobie jednak Nikołaj Szalajew oraz Iwan zwany „Groźnym”, którzy obsługiwali komory gazowe. Początkowo „Groźnego” utożsamiano z Iwanem Demianiukiem, obecnie jest jednak pewne, że pod tym przydomkiem krył się Iwan Marczenko.

## Eksterminacja

### Pierwsze tygodnie funkcjonowania obozu

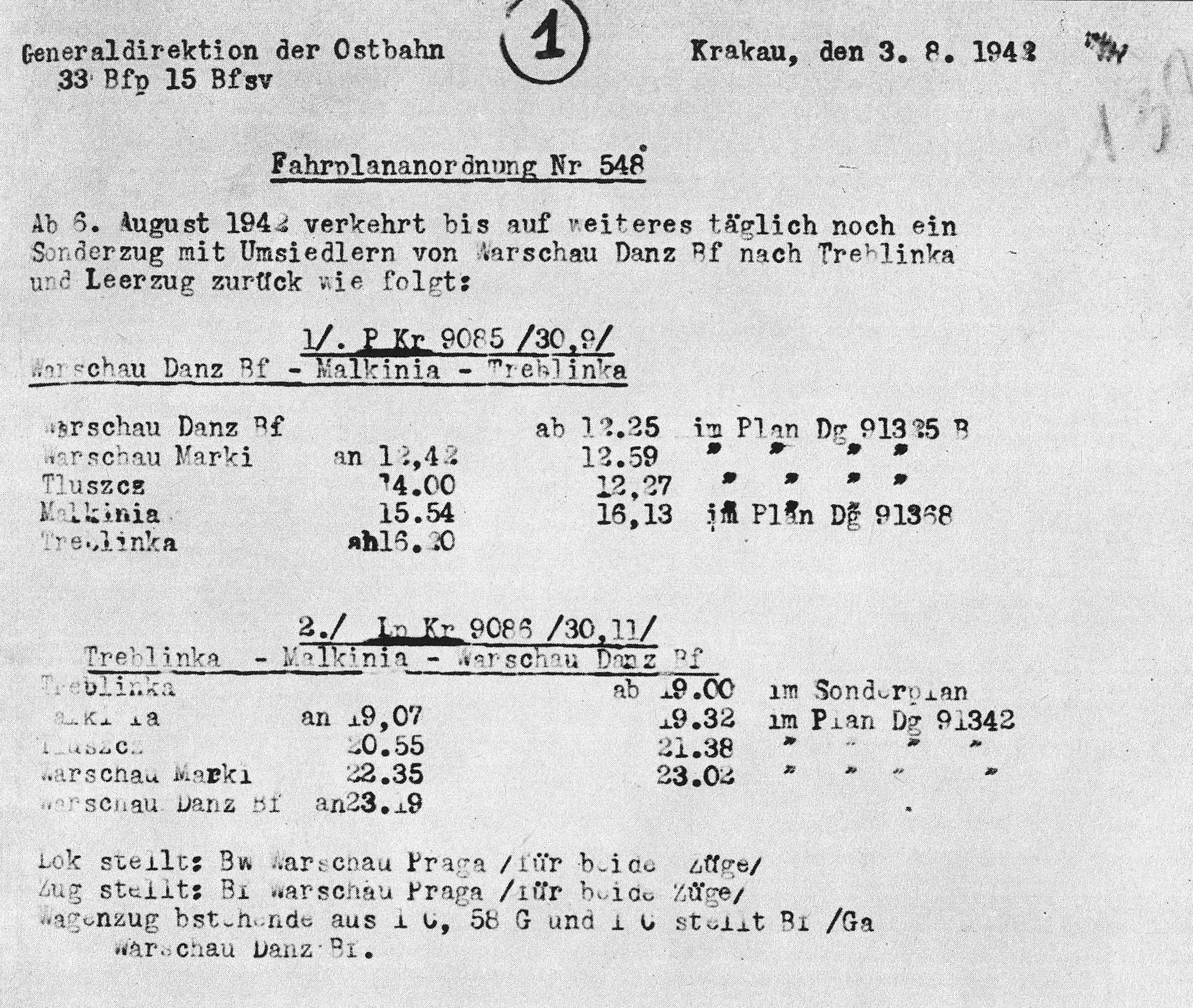
Rozkład nr 548 Generalnej Dyrekcji Kolei Wschodniej z 3 sierpnia 1942 wprowadzający od 6 sierpnia kursowanie dodatkowego pociągu z dworca Warszawa Gdańska do stacji Treblinka. Wywożono nim Żydów z warszawskiego Umschlagplatzu do obozu zagłady w Treblince

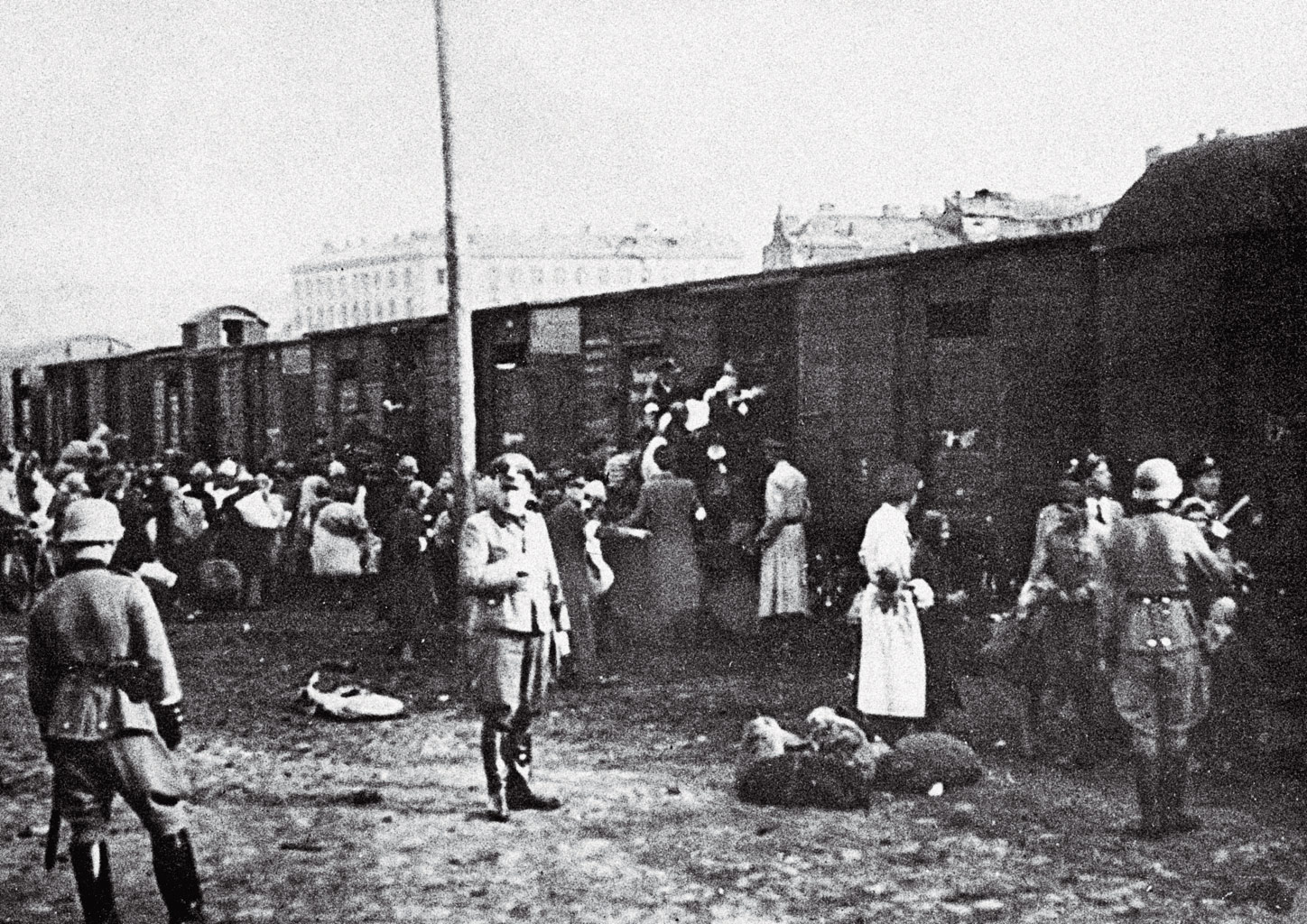
Mieszkańcy getta warszawskiego ładowani do wagonów na rampie Umschlagplatzu

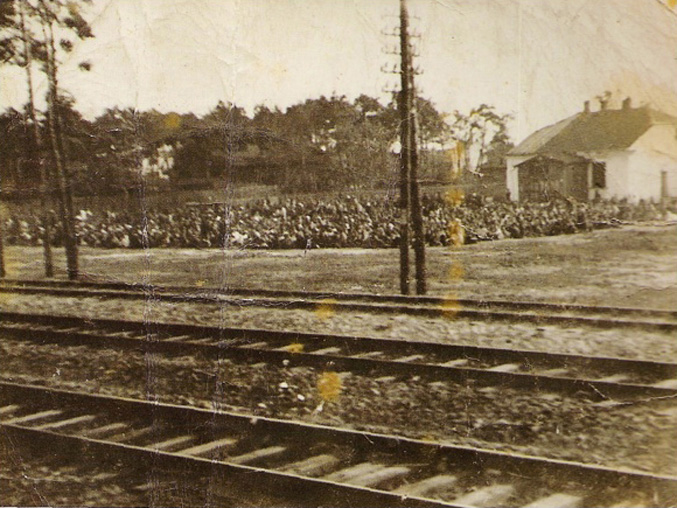
Żydzi z getta w Otwocku oczekujący na transport do Treblinki, 19 sierpnia 1942

Obóz zagłady w Treblince rozpoczął działalność 23 lipca 1942 roku wraz z przybyciem pierwszego transportu z getta warszawskiego. Pracownik stacji w Treblince Franciszek Ząbecki opisał to wydarzenie w następujący sposób:

Dnia 23 lipca w czwartek 1942 r. w godzinach rannych wyszedł z Małkini pierwszy transport z „przesiedleńcami” [...] Pociąg składał się z 60 wagonów krytych, zatłoczonych ludźmi. Byli tam starzy, młodzi, mężczyźni, kobiety, dzieci i niemowlęta w betach. Drzwi wagonów były zaryglowane, okienka zakratowane drutem kolczastym. Na stopniach wagonów z jednej i drugiej strony pociągu, a nawet na dachach, stało i leżało kilkunastu SS-manów z automatami gotowymi do strzału. [...] „Przesiedleńcy” byli niesamowicie stłoczeni w wagonach. Wszyscy musieli stać, pozbawieni dostępu powietrza i możliwości załatwienia potrzeb naturalnych. Jechali jak w rozgrzanych piecach. Wysoka temperatura, brak powietrza, upał wytworzyły warunki nie do wytrzymania, nawet przez zdrowe, młode i silne organizmy. Z wagonów dobywały się jęki, krzyki, wołania o wodę, o lekarza. [...] Cała stacja wypełniła się jękiem i krzykiem kilku tysięcy ludzi. Przez okienka wyrzucano nieczystości. Z wagonów unosiła się para, mimo że dzień był upalny.

Niemieckie plany przewidywały, że w Treblince będą mordowani Żydzi z dystryktów warszawskiego i radomskiego. Zakładano jednocześnie, że część mieszkańców tamtejszych gett zostanie skierowana do ośrodka zagłady w Sobiborze. Z powodu remontu linii kolejowych Lublin – Chełm i Chełm – Włodawa transporty do Sobiboru musiały jednak zostać wstrzymane aż do października 1942 roku. O ile więc do połowy sierpnia Treblinka przyjmowała dziennie około 5–7 tys. ofiar, o tyle później liczba ta wzrosła do 10–12 tys.
Początkowo załoga nie przywiązywała większej wagi do utrzymywania przywożonych ludzi w nieświadomości co do oczekującego ich losu. Żydów brutalnie wypędzano z wagonów, a następnie – w akompaniamencie nieustannych krzyków oraz ciosów pejczami i kolbami – zmuszano ich do porzucenia bagażu, rozebrania się do naga i udania się biegiem do komór gazowych. Pośpiech i brutalne traktowanie miały wprawić ofiary w oszołomienie i uniemożliwić im jakikolwiek opór. Jedynym elementem dezinformacji były tablice ustawione na placu transportowym, na których widniały napisy po polsku i niemiecku:

Uwaga Warszawiacy! Jesteście w obozie przejściowym, z którego będzie kontynuowany transport do obozów pracy. Aby uniknąć epidemii, odzież oraz bagaż będą zabrane do dezynfekcji. Złoto, pieniądze, obce waluty i biżuteria będą zdeponowane w kasie za pokwitowaniem. Zostaną one zwrócone później, za okazaniem pokwitowania. Dla zachowania czystości, wszyscy przybyli muszą się wykąpać przed dalszą podróżą.

Ambicją komendanta Eberla było, aby jego obóz przewyższył wszystkie inne ośrodki zagłady pod względem liczby zamordowanych Żydów. Nie zważając na ograniczone „zdolności absorpcyjne” Treblinki, domagał się przysyłania wciąż nowych kontyngentów ofiar. Skutki takiego postępowania okazały się katastrofalne. Personel obozu nie nadążał z likwidacją przyjeżdżających transportów, więc pociągi przez długi czas oczekiwały na stacjach pośrednich, a zamknięci w wagonach Żydzi masowo umierali na skutek pragnienia i braku powietrza. Sytuację pogarszał fakt, że komory gazowe działały zbyt wolno z powodu problemów technicznych i braku doświadczenia personelu. Zdarzało się, że silnik ulegał awarii w trakcie gazowania, a stłoczone w komorach ofiary przez wiele godzin musiały czekać na jego naprawienie. Wobec niskiej wydajności i zawodności „instalacji gazujących” całe transporty były rozstrzeliwane już w strefie przyjęć.
Żydowscy więźniowie nie nadążali z grzebaniem ciał ofiar, stąd obóz i pobocza prowadzących do niego torów kolejowych były zasłane tysiącami zwłok. W momencie uprzątania znajdowały się już w stanie zaawansowanego rozkładu. Ciała osób zabijanych w czasie prób ucieczek z wagonów leżały także porozrzucane na peronie i wzdłuż torów na stacji Treblinka. W sierpniu 1942 roku odór rozkładających się ludzkich zwłok był już tak silny, że wyczuwano go nawet w odległej o wiele kilometrów Ostrowi Mazowieckiej. W tych okolicznościach niemożliwe było zachowanie ludobójstwa w tajemnicy, a w docierających do Treblinki transportach wybuchała panika, przeradzająca się nierzadko w próby ucieczek lub oporu. Niemożliwe były również właściwe zabezpieczenie i wywóz zagrabionego mienia. Budynki w strefie przyjęć szybko uległy zapełnieniu, a ubrania i przedmioty należące do zamordowanych Żydów w wielkich ilościach zalegały pod gołym niebem.

Odór dotarł do nas na wiele kilometrów przed celem podróży […] Gdy zostało piętnaście czy dwadzieścia minut jazdy do Treblinki, zaczęliśmy natykać się na zwłoki leżące obok torów, najpierw dwie-trzy sztuki, potem więcej, a kiedy w końcu dojechaliśmy do stacji kolejowej, leżały ich chyba setki – leżały tak przez wiele dni, w upale. Na stacji stał pociąg pełen Żydów, niektórzy już martwi, a niektórzy jeszcze przy życiu […] Kiedy wjechałem do obozu i wysiadłem z samochodu na placu, stałem po kolana w pieniądzach. Brodziłem w banknotach, monetach, kamieniach szlachetnych, biżuterii, odzieży. Leżały rozrzucone po całym placu. Fetor był nie do zniesienia. Wszędzie leżały setki, nie, tysiące rozkładających się ciał. Za placem, w lesie […] pośród namiotów i ognisk zobaczyłem grupy Ukraińców i kobiet – były to, jak się później dowiedziałem, prostytutki z całej okolicy – wszyscy pijani, tańczyli, śpiewali i grali na instrumentach – relacja Franza Stangla z pierwszej wizyty w obozie.

Panujący w obozie chaos potęgował cierpienia ofiar, nie wpłynął jednak na zmniejszenie tempa eksterminacji. Jicchak Arad szacował, że między 23 lipca a 28 sierpnia 1942 roku w Treblince zamordowano 312,5 tys. Żydów, w tym 245 tys. z Warszawy i mniejszych miast dystryktu warszawskiego. Z punktu widzenia kierownictwa akcji „Reinhardt” kluczowymi problemami były niemożność zachowania zbrodni w tajemnicy, a przede wszystkim – brak oczekiwanych dostaw złota i kosztowności. Już 19 sierpnia wstępną inspekcję w Treblince przeprowadzili inspektor obozów zagłady Christian Wirth i jego adiutant Josef Oberhauser. Jej wyniki zaalarmowały Globocnika, który niedługo później osobiście udał się do obozu, zabierając ze sobą Wirtha i Oberhausera. Zorientowawszy się w sytuacji, natychmiast odwołał Eberla ze stanowiska komendanta, powierzając jednocześnie Wirthowi zadanie opanowania sytuacji w obozie. 28 sierpnia przejściowo wstrzymano transporty do Treblinki.

### Reorganizacja obozu

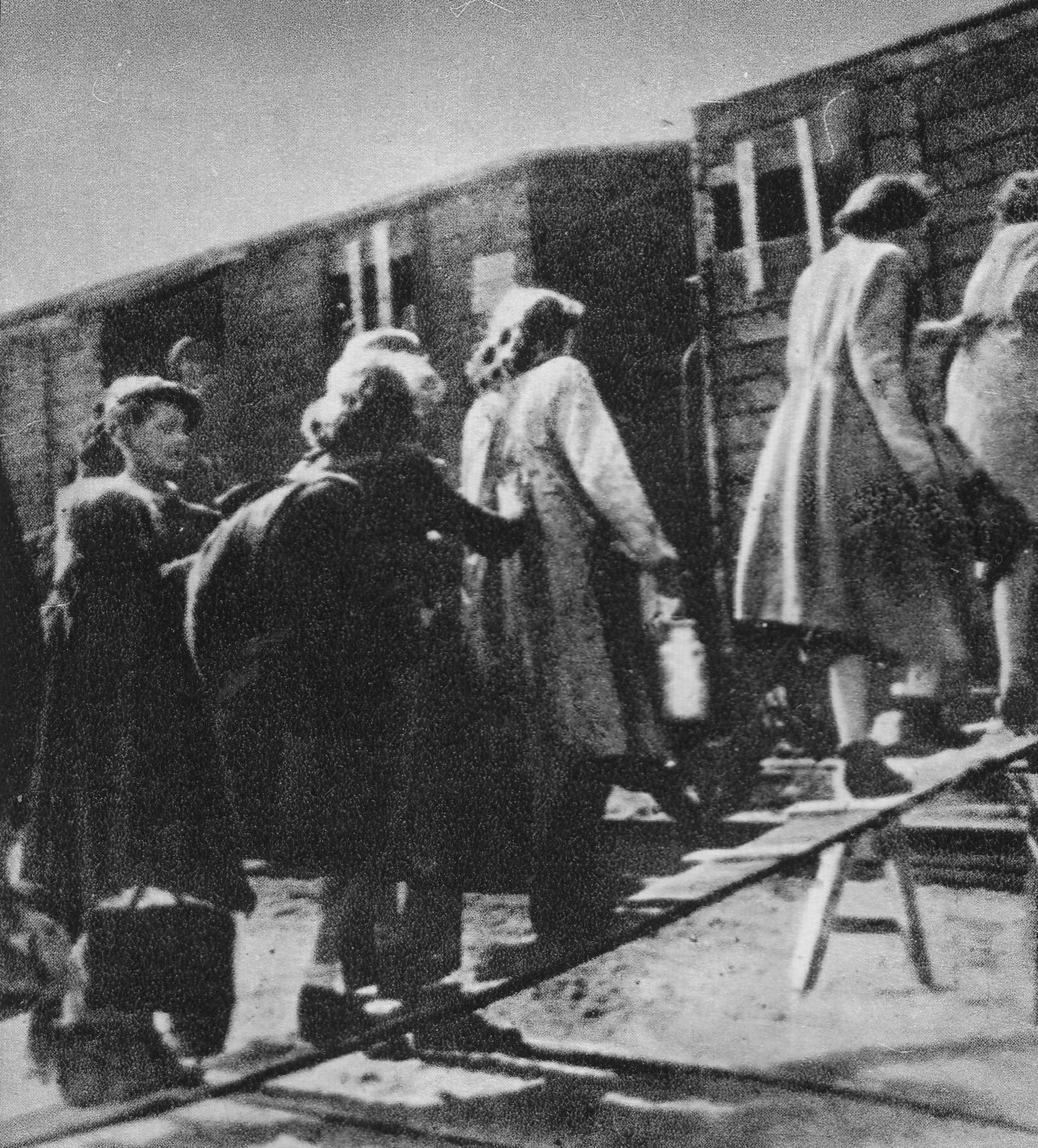
Kobiety wsiadające do wagonu na warszawskim Umschlagplatzu, sierpień 1942

Wirth z wielką energią przystąpił do reorganizacji obozu, wykorzystując w tym celu doświadczenia, które zdobył kierując ośrodkiem zagłady w Bełżcu. Prace porządkowe rozpoczynały się codziennie o godzinie 5:00 rano. Kończyły się dopiero przed 23:00, po czym Wirth przeprowadzał jeszcze odprawy z udziałem wszystkich członków niemieckiej załogi, podczas których szczegółowo omawiał ich przyszłe zadania. Już w pierwszych dniach pobytu w Treblince zarządził budowę nowych, większych komór gazowych. Zainicjował także budowę wielu innych budynków i obiektów, w tym rampy kolejowej oraz Schlauchu. W okresie jego rządów jeden z masowych grobów przekształcono w „lazaret”, w którym odtąd mordowano Żydów niezdolnych dojść o własnych siłach do komór gazowych.
W ramach reorganizacji Wirth dokonał podziału obozu na trzy osobne strefy. Wydzielił strefę przyjęć i obszar zagłady, dopilnowując, aby pozostały od siebie oddzielone ogrodzeniem zamaskowanym gałęziami drzew. Wydzielił także strefę mieszkalną dla personelu i żydowskich więźniów.
Wirth wymagał od podwładnych absolutnego posłuszeństwa. Chcąc zastraszyć żydowskich więźniów, wielokrotnie zarządzał indywidualne lub zbiorowe egzekucje. Wprowadził karę chłosty, nierzadko zresztą sam używał pejcza, aby zmusić więźniów do szybszej pracy. Pewnego razu, aby zademonstrować swoją władzę, miał także nakazać rozstrzelanie dziesięciu Polaków, w tym dziesięcioletniego chłopca oraz rolników pracujących w polu, których pod zarzutem „spekulacji” zatrzymano nieopodal obozu. Wywierał jednocześnie ogromną presję na podległych mu esesmanów, nalegając między innymi, aby sami rozstrzeliwali Żydów, zamiast wyręczać się wachmanami. Nakazał, aby wszyscy Niemcy nosili w czasie służby pejcze i bili nimi tak, „żeby ludzie podskakiwali”. Osobiście wybrał esesmanów, którzy mieli odtąd pełnić rozmaite funkcje kierownicze w obozie. Na „strzelca” w „lazarecie” wyznaczył Williego Mentza, a jako że ten nie miał doświadczenia w posługiwaniu się bronią, najpierw sam wykonał kilka egzekucji, aby zademonstrować metodę mordowania strzałem w potylicę.
Wirth dopilnował również uprzątnięcia tysięcy zwłok zalegających w obozie. W tym celu z pobliskiego obozu pracy sprowadził koparki (tzw. bagrownice) za pomocą których wykopano wielkie masowe groby. Wykopana ziemia posłużyła później do budowy ziemnego wału, który stworzył dodatkową barierę między strefą przyjęć a Totenlagrem. Wirth nie był jednak w stanie zmusić nikogo do uprzątnięcia pozostałego po okresie chaosu ogromnego stosu rozkładających się zwłok, pod którym znajdował się dół wypełniony krwią, ekskrementami i robactwem. Żydowscy więźniowie odmówili wykonania tej makabrycznej pracy, woląc popełnić samobójstwo lub zostać rozstrzelani. Z kolei podoficer SS Erwin Kaina, któremu Wirth polecił uporać się z tym zadaniem, w obawie przed konsekwencjami śmiertelnie się postrzelił. Stos zwłok uprzątnął ostatecznie sam Wirth przy pomocy Kurta Franza i Lorenza Hackenholta.
Wirth przebywał w Treblince przez trzy tygodnie. Po zakończeniu reorganizacji przekazał komendę nad obozem SS-Obersturmführerowi Franzowi Stanglowi, uprzednio komendantowi ośrodka zagłady w Sobiborze. Ten skrupulatnie i bez zastrzeżeń wdrażał odtąd opracowany przez Wirtha „system” eksterminacji. W międzyczasie już 3 września wznowiono transporty do Treblinki. Pierwszy „pociąg specjalny” z Warszawy przybył do obozu następnego dnia.

### Transporty do Treblinki

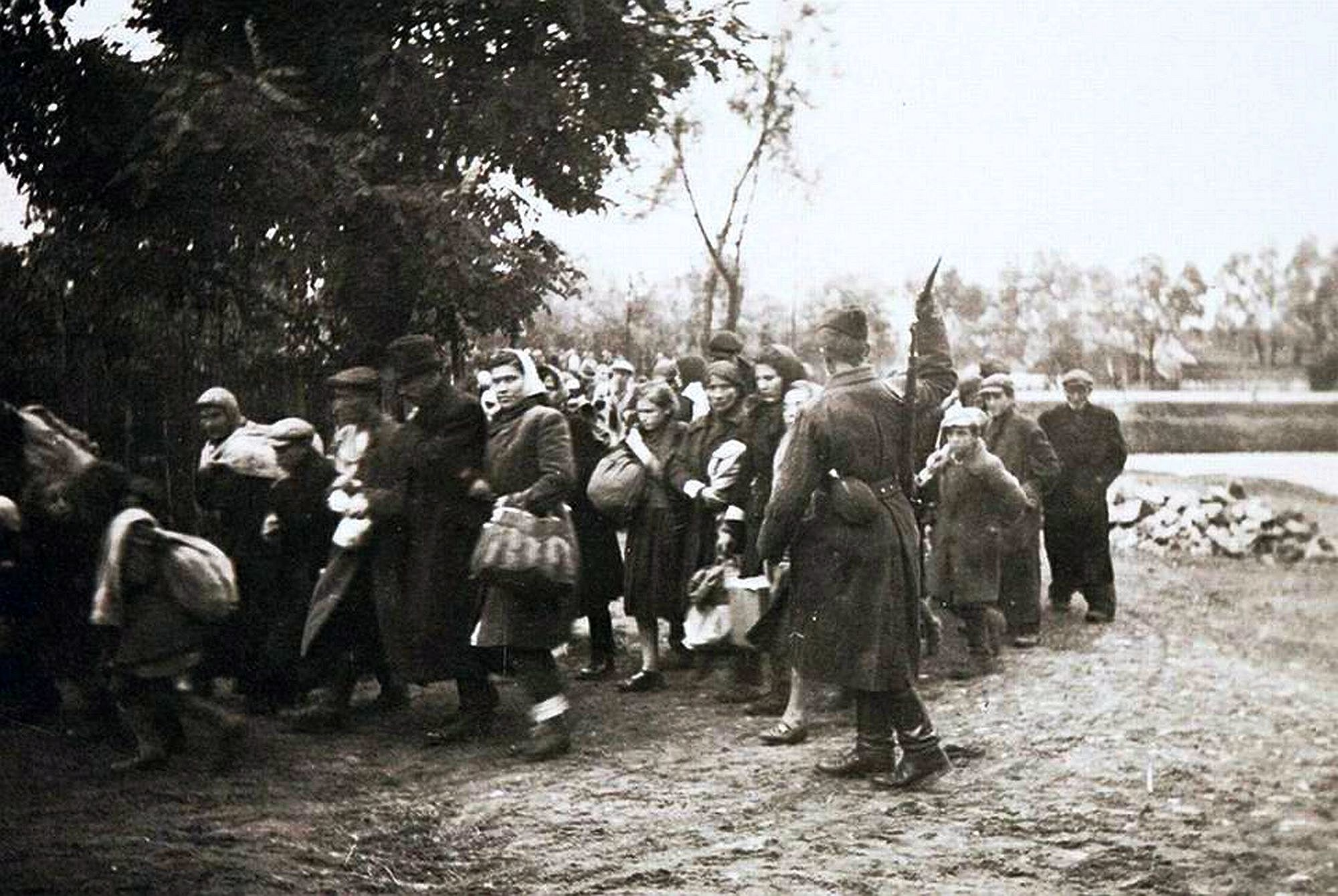
Deportacja Żydów z Jędrzejowa do Treblinki, 16 września 1942

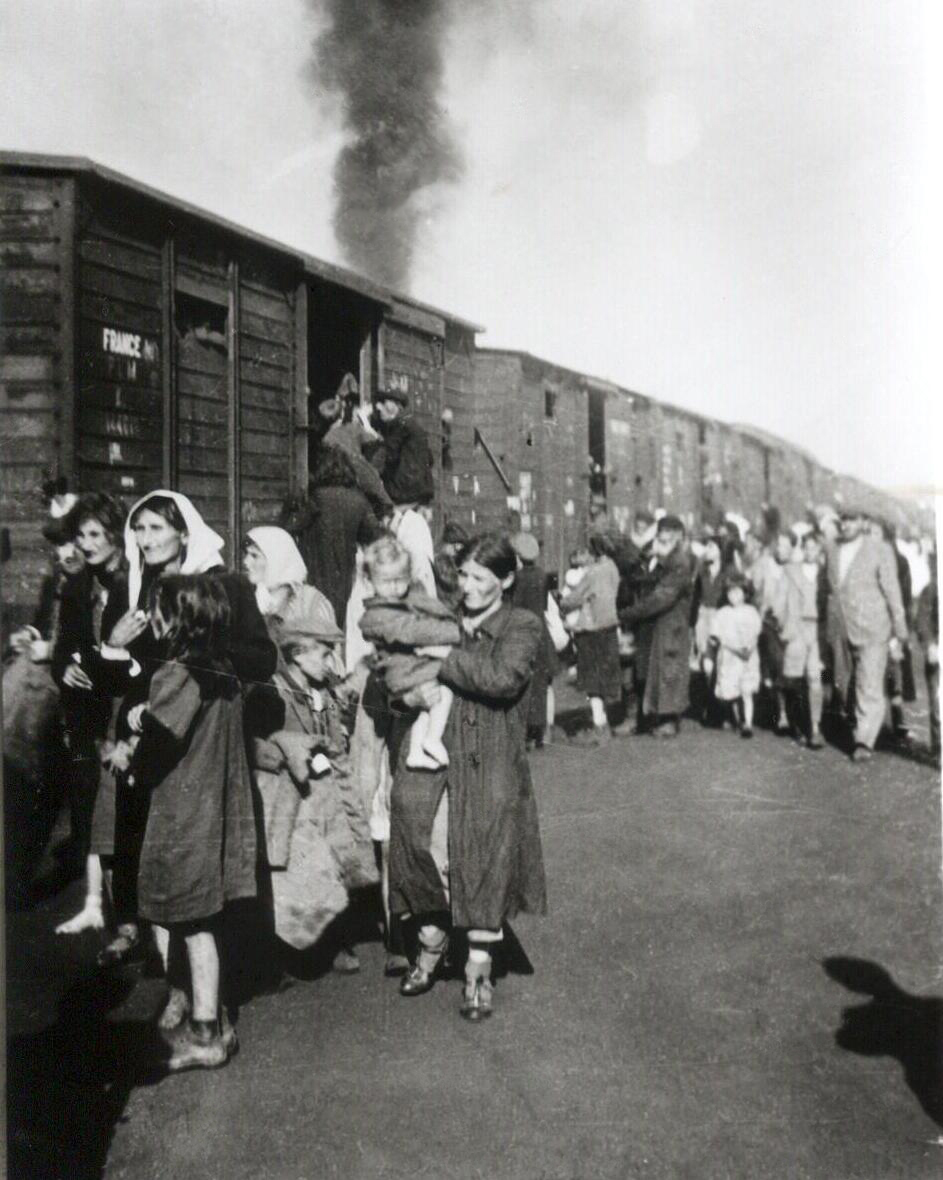
Żydzi z siedleckiego getta wsiadający do pociągu do Treblinki

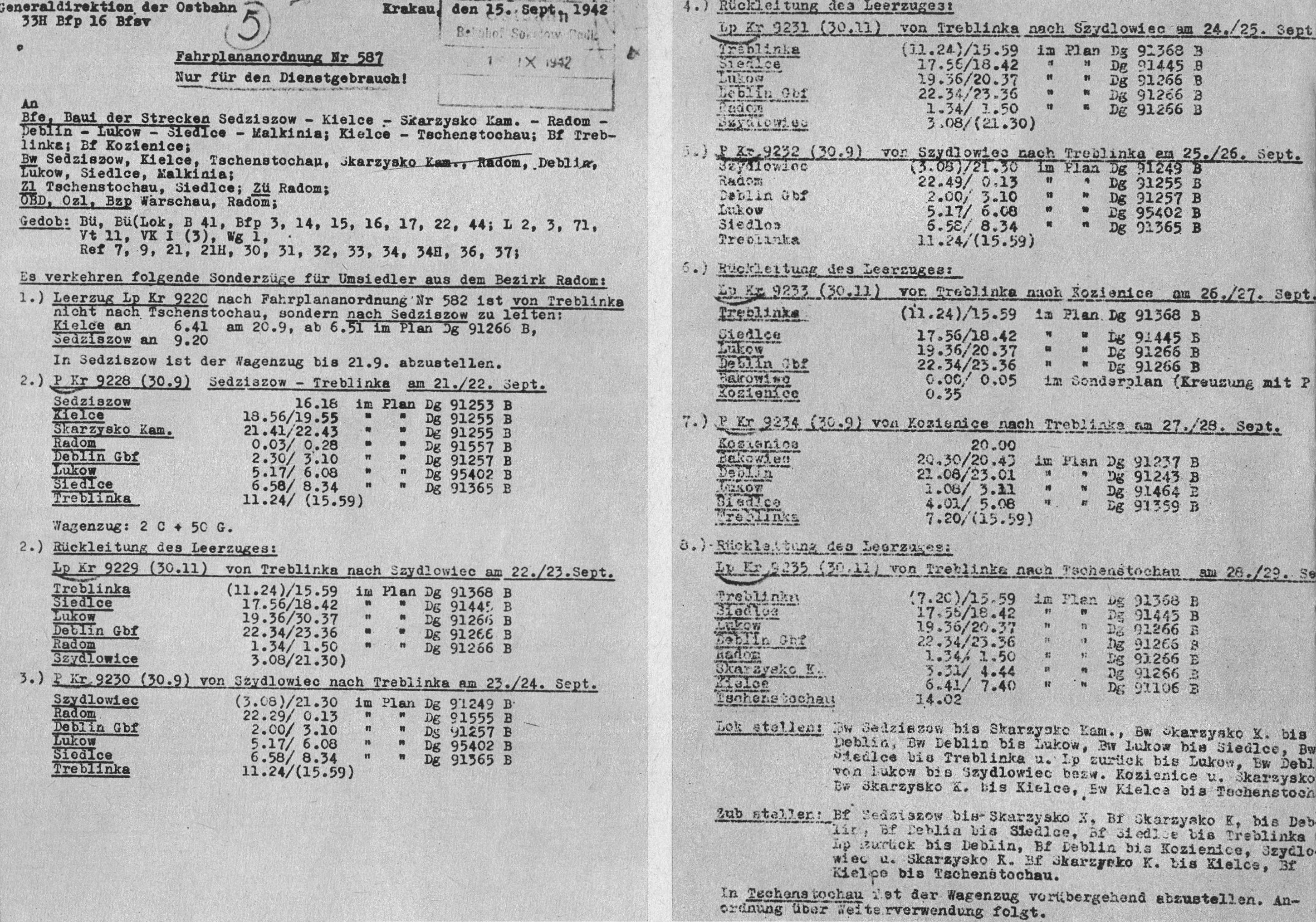
Rozkład jazdy pociągów nr 587 z dystryktu radomskiego do Treblinki, 15 września 1942

Rozpoczęcie „Wielkiej Akcji” w getcie warszawskim było równoznaczne z uruchomieniem obozu zagłady w Treblince. Począwszy od 22 lipca 1942 roku codziennie odjeżdżał z Umschlagplatzu jeden „pociąg specjalny” do Treblinki. Generalna Dyrekcja Kolei Wschodniej (Gedob) w Krakowie zakładała, że każdy „warszawski” transport będzie liczył około 60 wagonów i znajdzie się w nim 5 tys. Żydów. Po uruchomieniu 6 sierpnia 1942 przez Gedob drugiego „pociągu specjalnego” do Treblinki zdarzało się, że jednego dnia wywożono z Umschlagplatzu ponad 10 tys. osób. 19–21 sierpnia transporty z Warszawy przejściowo wstrzymano w związku z odbywającą się w tym czasie likwidacją gett w miejscowościach podwarszawskich. Kolejny raz transporty wstrzymano 28 sierpnia, z powodu reorganizacji obozu, po czym ponownie wznowiono w dniach 3–11 września. Ostatni transport sformowany podczas „Wielkiej Akcji”, w którym znalazły się m.in. rodziny żydowskich policjantów, odjechał do Treblinki 21 września (samych policjantów deportowano nieco później do obozu koncentracyjnego na Majdanku). Według źródeł niemieckich latem 1942 roku z warszawskiego getta wywieziono 253 742 Żydów.
Do Treblinki masowo wywożono także mieszkańców gett prowincjonalnych dystryktu warszawskiego. Między 19 a 20 sierpnia 1942 roku Niemcy przeprowadzili „wysiedlenie” z miejscowości podwarszawskich: Otwocka, Falenicy, Rembertowa. Według Jicchaka Arada wywieziono wtedy do Treblinki około 24,2 tys. Żydów. W ostatniej dekadzie sierpnia przeprowadzono także akcję deportacyjną w powiecie siedleckim. W sierpniu i wrześniu nastąpiły deportacje z powiatu mińskiego. Pod koniec września „wysiedlono” natomiast getta w powiecie garwolińskim; w ciągu kilkunastu dni zamordowano około 15 tys. osób, z czego znaczną część w Treblince. Jednocześnie na przełomie września i października akcję deportacyjną przeprowadzono w oszczędzonych wcześniej miejscowościach w powiecie warszawskim: Jadowie, Legionowie, Radzyminie, Tłuszczu, Wołominie. Powiat sokołowsko-węgrowski, na terenie którego leżała Treblinka, objęto natomiast deportacjami pod koniec września 1942 roku. Arad, a w ślad za nim Jacek Andrzej Młynarczyk, szacują, że w Treblince zgładzono około 96 tys. mieszkańców gett prowincjonalnych w dystrykcie warszawskim. Israel Gutman liczbę ofiar z innych niż Warszawa miejscowości dystryktu szacował na 112 tys.
Dystrykt radomski został objęty akcją „Reinhardt” w sierpniu 1942 roku, gdy zniesiono ograniczenia w cywilnym ruchu kolejowym wprowadzone na żądanie Wehrmachtu. Z tego powodu, a także ze względu na trwający remont linii kolejowej Lublin – Chełm, który zmniejszył dostępność obozu w Sobiborze, niemal wszystkie transporty z tamtejszych gett były kierowane do Treblinki. Jako pierwszych „wysiedlono” Żydów z getta w Radomiu, później fala deportacyjna dotknęła Kielce i powiat kielecki oraz powiat jędrzejowski. Największe getto w dystrykcie, tj. getto w Częstochowie, „wysiedlono” na przełomie września i października. Do połowy listopada zlikwidowano dzielnice żydowskie w powiatach buskim, koneckim, opatowskim, piotrkowskim, radomskim, radomszczańskim, starachowickim i tomaszowskim. W ciągu niespełna 3,5 miesiąca wymordowano w Treblince blisko 300 tys. Żydów z dystryktu radomskiego.
Niemieckie plany początkowo nie przewidywały kierowania do Treblinki transportów z dystryktu lubelskiego. Ze względu na przeciążenie sieci kolejowej oraz remont linii Chełm – Sobibór, sztab akcji „Reinhardt” zdecydował jednak, że zostaną tam zgładzeni mieszkańcy gett położonych w północnej części dystryktu, tj. w powiatach bialskim i radzyńskim oraz na północnych krańcach powiatów lubelskiego i puławskiego. Pierwsze deportacje przeprowadzono w drugiej połowie sierpnia 1942 roku; do Treblinki trafiło wówczas około 15–16 tys. Żydów z gett w Parczewie i Międzyrzecu Podlaskim. Kolejna, znacznie większa fala wysiedleń, rozpoczęła się 26 września i trwała do 7 listopada, obejmując getta w Białej Podlaskiej, Dęblinie, Lubartowie, Łukowie, Międzyrzecu, Ostrowie Lubelskim, Parczewie, Radzyniu Podlaskim i w mniejszych miejscowościach. Łącznie w 1942 roku zamordowano w Treblince około 47–49 tys. Żydów z dystryktu lubelskiego.

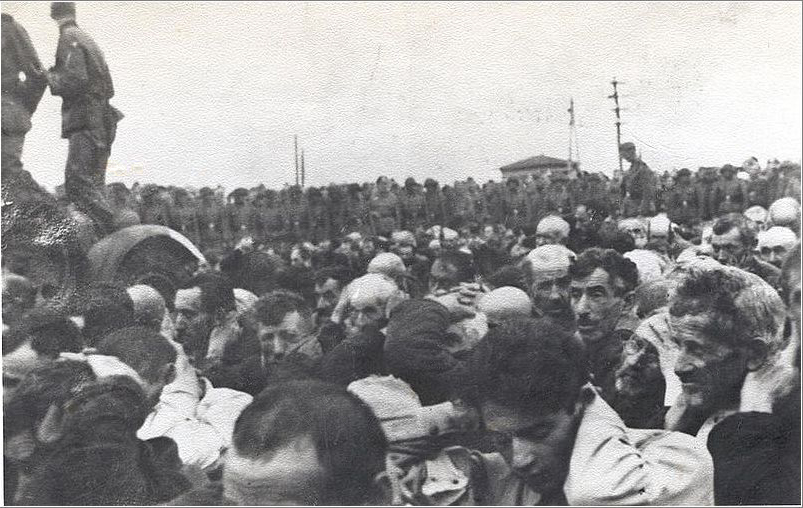
Likwidacja getta w Białymstoku w sierpniu 1943. Do Treblinki wywieziono wówczas co najmniej 7,5 tys. tamtejszych Żydów

Jesienią 1942 roku, gdy likwidacja gett w Generalnym Gubernatorstwie była już w zasadzie zakończona, Niemcy przystąpili do „ostatecznego rozwiązania kwestii żydowskiej” w Okręgu Białostockim. 2 listopada zamknięto wszystkie tamtejsze getta, a ponad 100 tys. Żydów przesiedlono do obozów zbiorczych w Boguszach, Białymstoku, Kiełbasinie, Wołkowysku i Zambrowie oraz do getta tranzytowego w Bielsku Podlaskim. Niedługo później Żydów z getta nr 2 w Grodnie oraz z obozów w Kiełbasinie i Zambrowie wysłano do Auschwitz-Birkenau, natomiast Żydów z pozostałych czterech obozów, getta tranzytowego w Bielsku oraz gett w Ciechanowcu, Drohiczynie i Siemiatyczach wymordowano w Treblince. Między 15 grudnia 1942 roku a 15 stycznia 1943 roku transporty przejściowo wstrzymano w związku z krytyczną sytuacją wojsk niemieckich na froncie wschodnim. Gdy deportacje zostały wznowione, mieszkańców mniejszych gett wysłano do Auschwitz, a transporty z getta w Białymstoku i getta nr 1 w Grodnie skierowano w znacznej części do Treblinki. Według Jicchaka Arada do 19 lutego 1943 roku w komorach gazowych Treblinki zgładzono około 110 tys. Żydów z Okręgu Białostockiego, w tym blisko 10 tys. z Białegostoku i 6 tys. z Grodna. Ostatnie transporty z getta w Białymstoku trafiły do Treblinki w sierpniu 1943 roku.
Transporty z Generalnego Gubernatorstwa zostały wznowione w styczniu 1943 roku, wraz z rozpoczęciem likwidacji ostatnich skupisk żydowskich. Do Treblinki trafiło wówczas około 6 tys. warszawskich Żydów, wywiezionych podczas tzw. akcji styczniowej, oraz ponad 18 tys. Żydów przywiezionych z gett szczątkowych w Radomiu, Radomsku, Sandomierzu, Szydłowcu i Ujeździe. W kwietniu i maju do Treblinki wywieziono blisko 7 tys. Żydów ujętych podczas tłumienia powstania w getcie warszawskim.

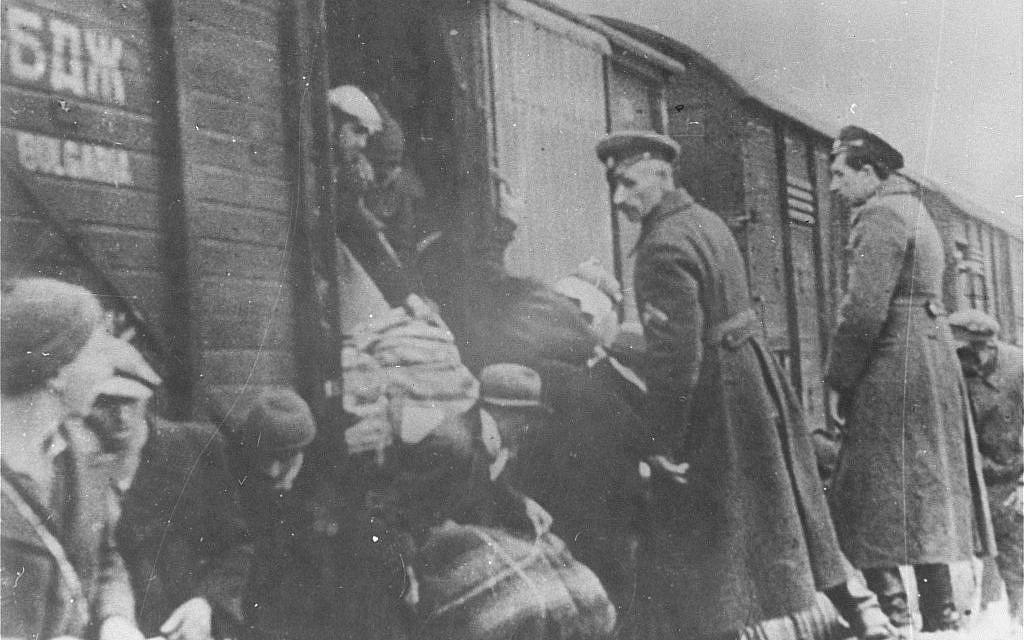
Deportacja Żydów z Macedonii do obozu w Treblince

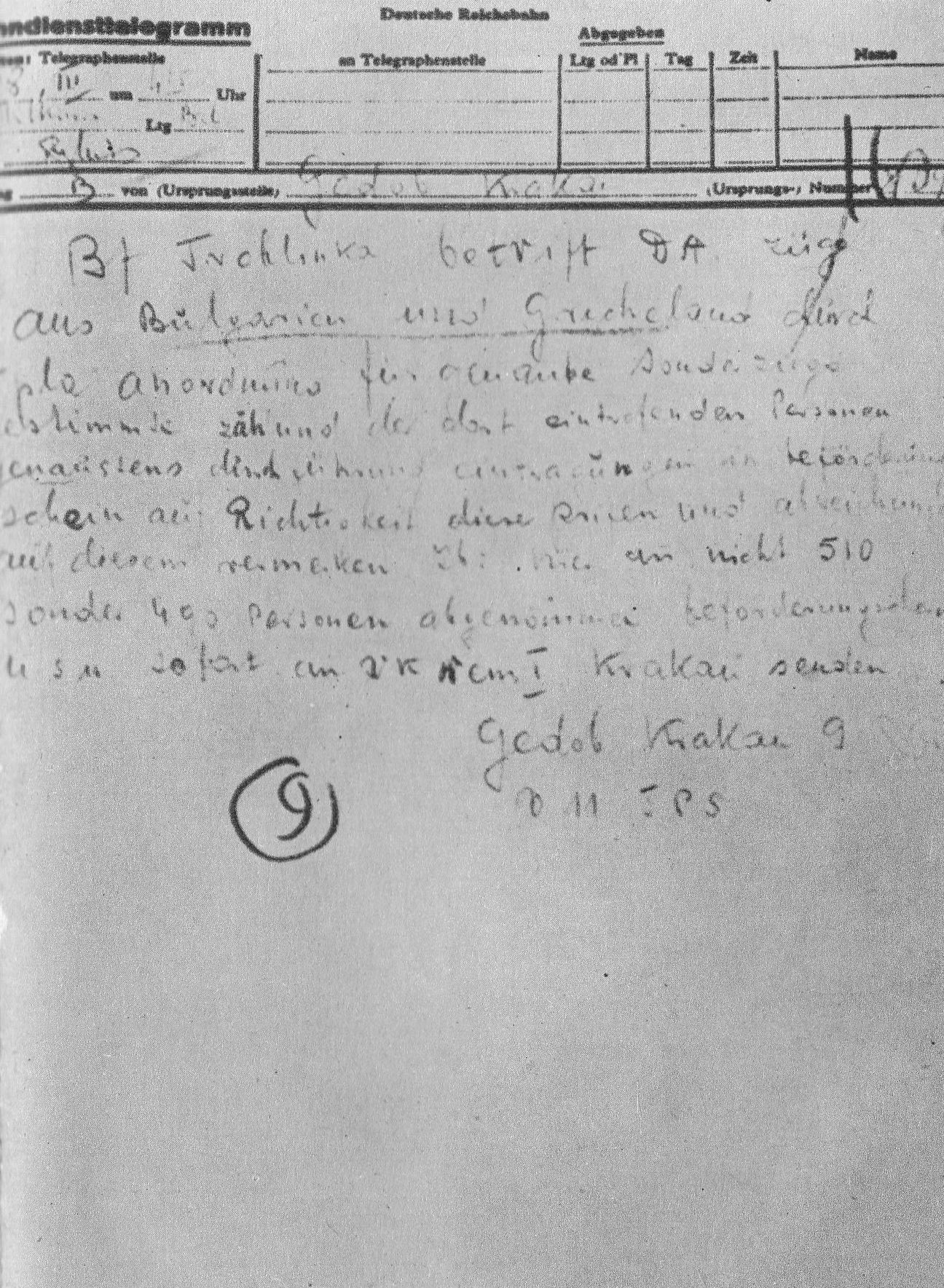
Telegram dotyczący uruchomienia pociągów z Bułgarii i Grecji do obozu w Treblince

Ośrodek zagłady w Treblince był przede wszystkim miejscem eksterminacji polskich Żydów. Niemniej byli tam mordowani także Żydzi z innych państw Europy. Wśród nich:
- około 9,5 tys. Żydów z marionetkowego Państwa słowackiego, których w kwietniu i maju 1942 roku wysiedlono do północnej części dystryktu lubelskiego, a kilka miesięcy później wysłano do Treblinki wraz z transportami z tamtejszych gett[169];
- około 8 tys. Żydów z Protektoratu Czech i Moraw (czeskich, niemieckich, austriackich), których między 5 a 25 października 1942 roku w pięciu transportach wysłano z getta Theresienstadt do Treblinki[179].
- 2800 Żydów z okupowanego przez Niemców greckiego miasta Saloniki, których transport dotarł do Treblinki w ostatnich dniach marca 1943 roku[180];
- 4215 Żydów z zaanektowanej przez Bułgarię greckiej części Tracji, których w marcu 1943 roku w dwóch transportach skierowano do Treblinki[181];
- 7144 Żydów z zaanektowanej przez Bułgarię jugosłowiańskiej części Macedonii, których pod koniec marca 1943 roku w trzech transportach skierowano do Treblinki[182];
- trudna do ustalenia liczba niemieckich i austriackich Żydów, których wysiedlono do gett w okupowanej Polsce, a następnie zgładzono w Treblince[183].

W Treblince zamordowano także około 2 tys. Romów i Sinti. Liczba ta uwzględnia zarówno ofiary bezpośrednio skierowane do obozu, jak też te, które wcześniej przesiedlono do żydowskich gett. Ponadto w obozie zagłady mordowano niezdolnych do pracy żydowskich więźniów z pobliskiego obozu pracy Treblinka I.
Jankiel Wiernik twierdził, że w Treblince zgładzono dwa transporty Polaków. Stanisław Kon zeznał, że „od czasu do czasu samochodami lub poszczególnymi wagonami przywożono również Polaków, ale było to bardzo rzadko”. Franciszek Ząbecki utrzymywał z kolei, że „do obozu przychodziły również pojedyncze wagony więźniów z Pawiaka”. Informacje o mordowaniu etnicznych Polaków w obozie zagłady Treblinka II nie znajdują potwierdzenia w wynikach badań historycznych.
Większość rozkładów dla „pociągów specjalnych” do Treblinki wydała Generalna Dyrekcja Kolei Wschodniej w Krakowie. Do niektórych z nich dołączono specjalne zarządzania, aby zarówno „pociągi specjalne”, jak i wracające z Treblinki pociągi puste były przepuszczane zgodnie z planem tak, aby można było utrzymać terminy załadowań i wyładowań. Z zachowanych niemieckich dokumentów wynika, że pociągi składały się z od 13 do 60 wagonów.

### Modus operandi

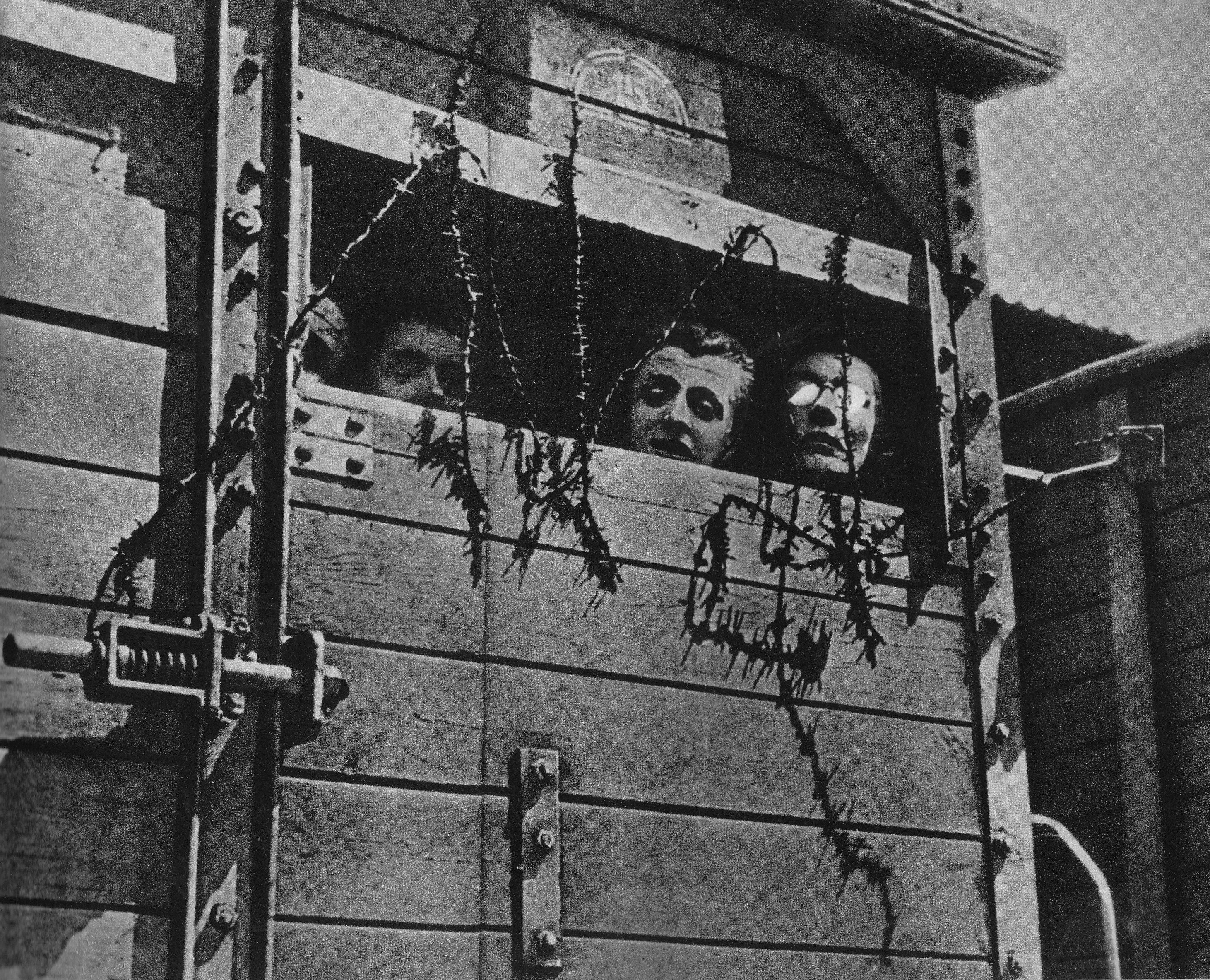
Żydzi w wagonie towarowym w drodze do obozu zagłady

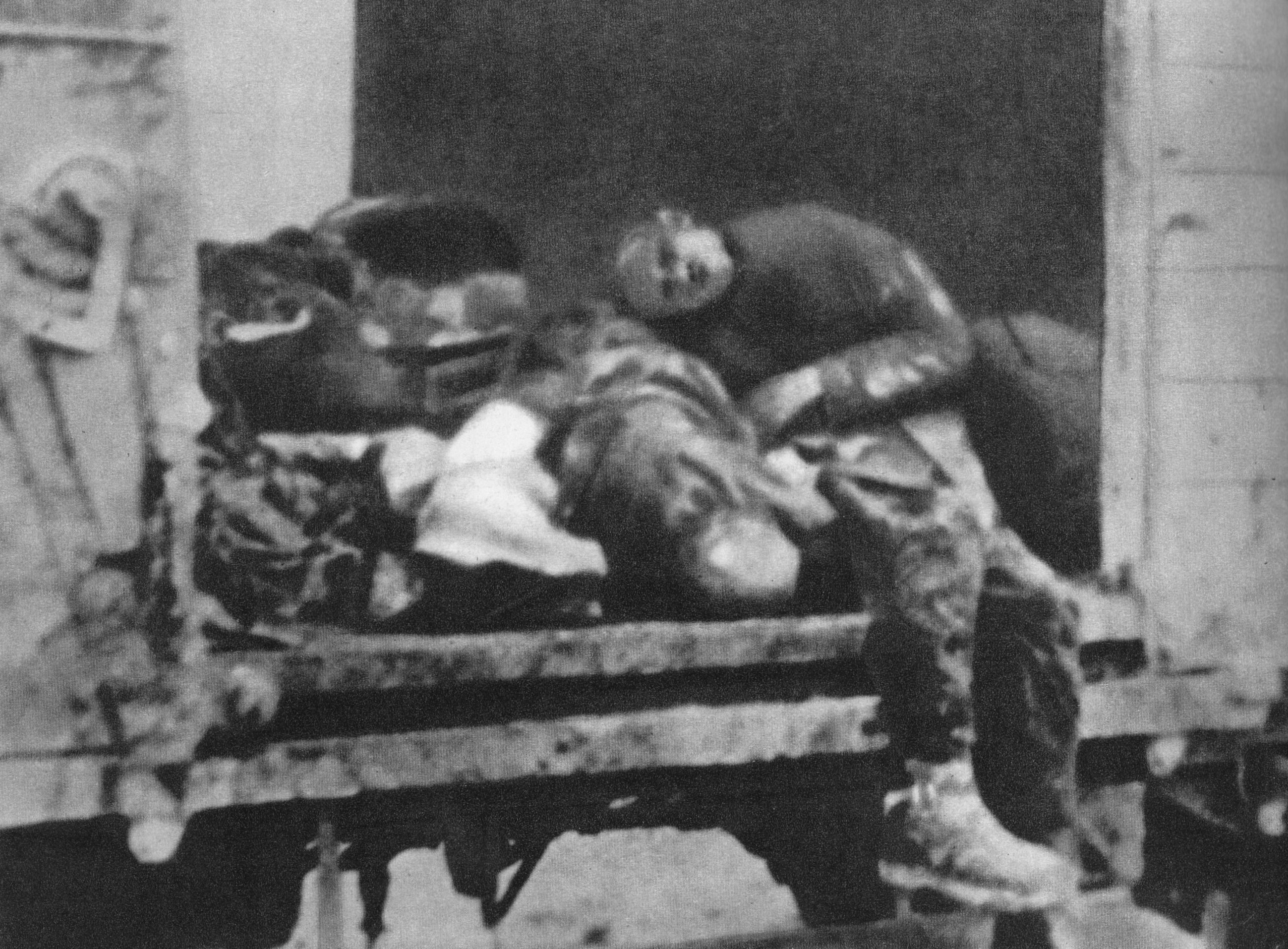
Ciała zmarłych w czasie podróży w wagonie pociągu z getta warszawskiego w obozie zagłady w Treblince, sierpień 1942

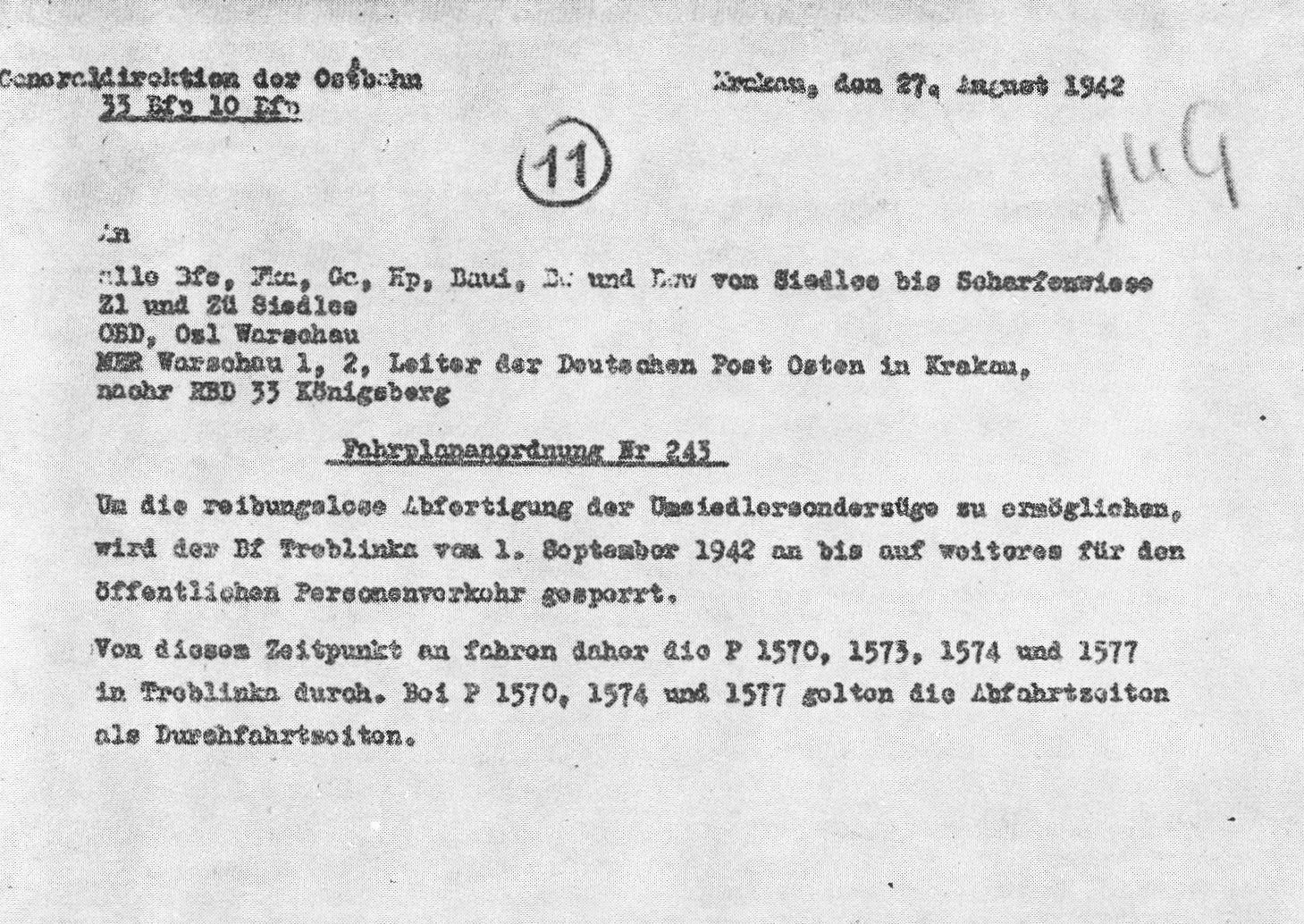
Pierwsza strona rozkładu jazdy nr 243 zawierająca nakaz zamknięcia od 1 września 1942 roku do odwołania, stacji Treblinka dla normalnego ruchu pasażerskiego w celu „umożliwienia sprawnej odprawy pociągów przesiedleńczych”

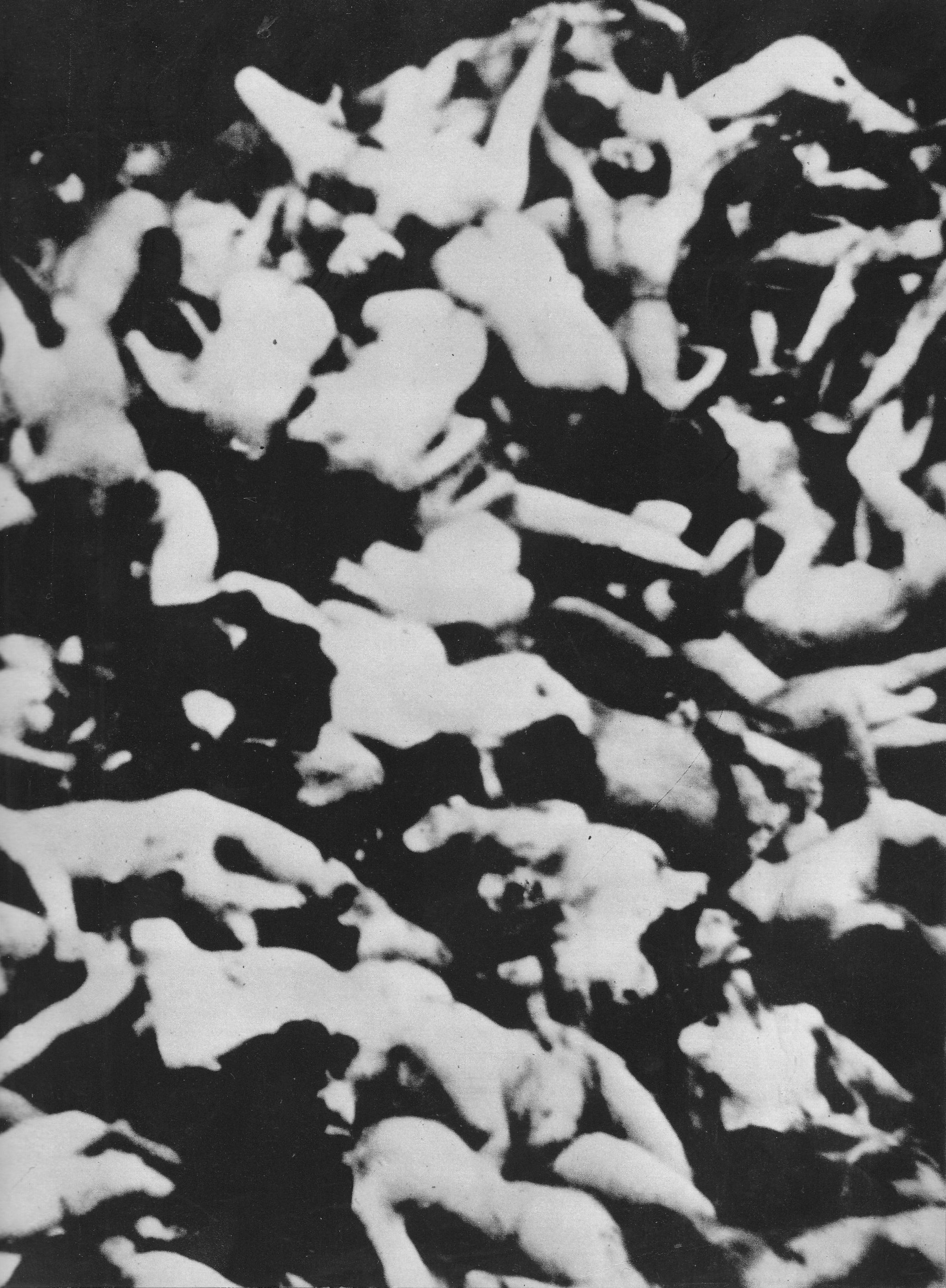
Ciała ofiar zagazowanych w komorach gazowych w obozie zagłady w Treblince, data wykonania zdjęcia nieznana

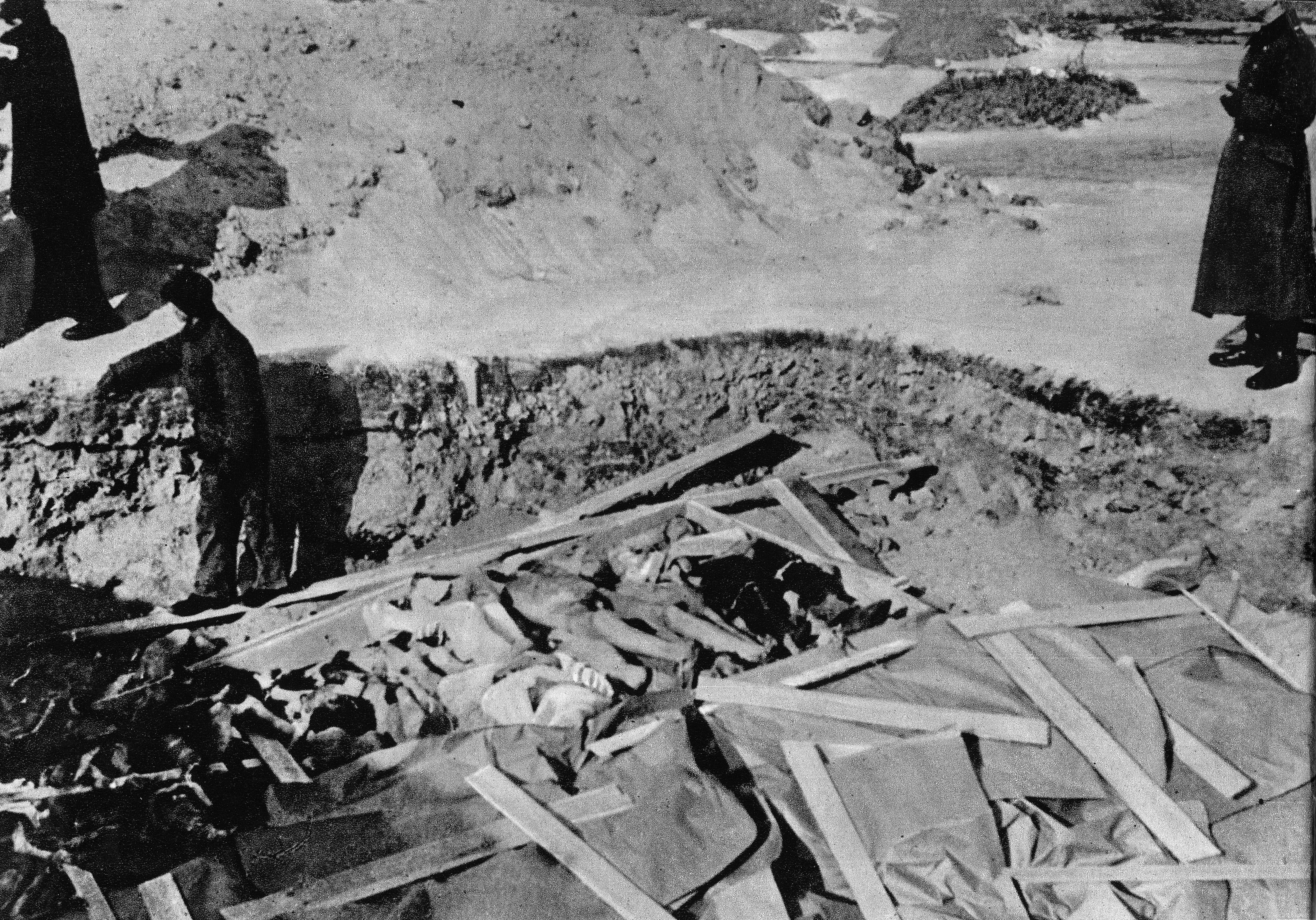
Obóz zagłady w Treblince, otwarty masowy grób z ciałami ofiar pogrzebanych w 1942; fotografia niemiecka z 1943 roku

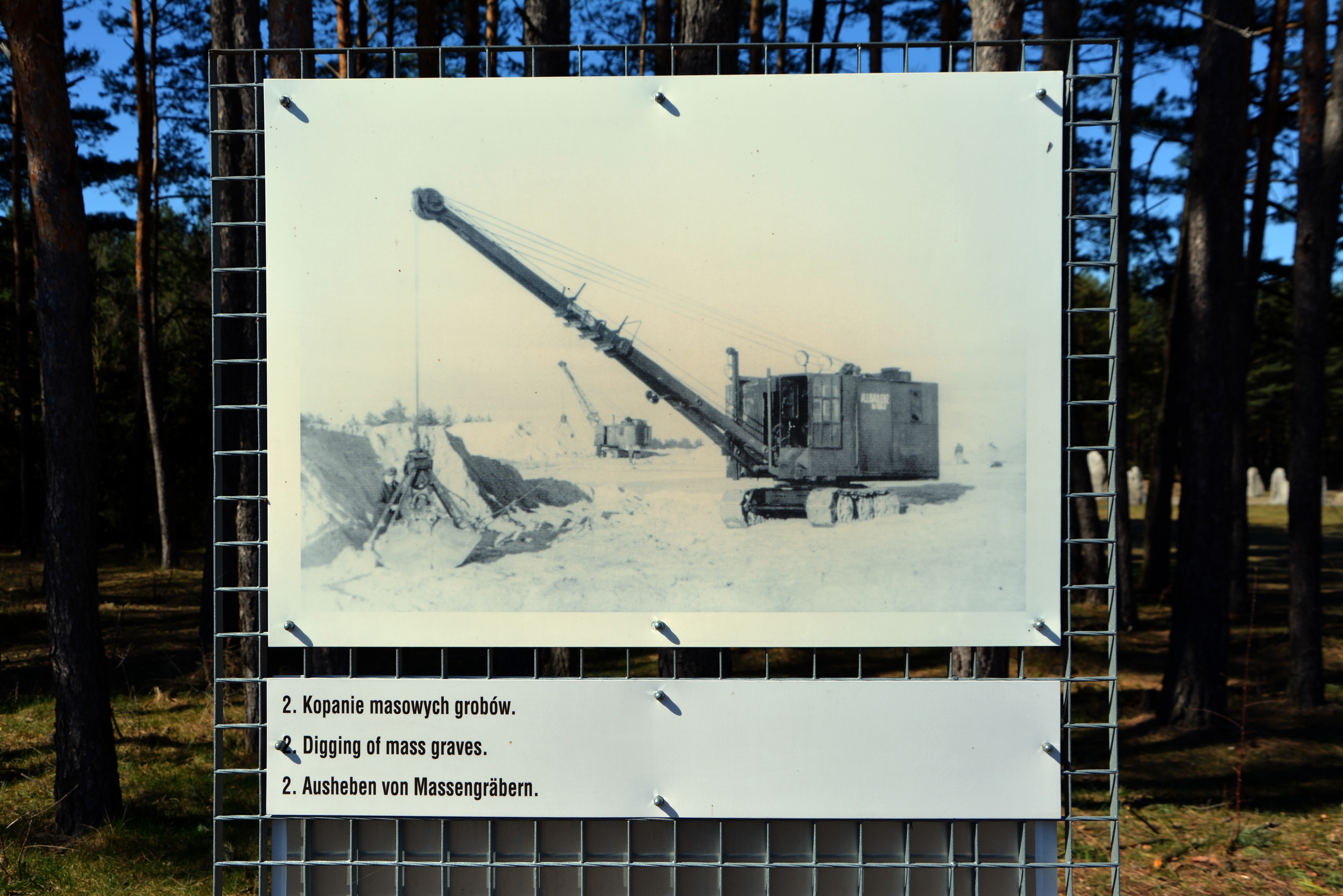
Teren byłego obozu. Zdjęcie przedstawiające „bagrownicę” rozkopującą masowe groby

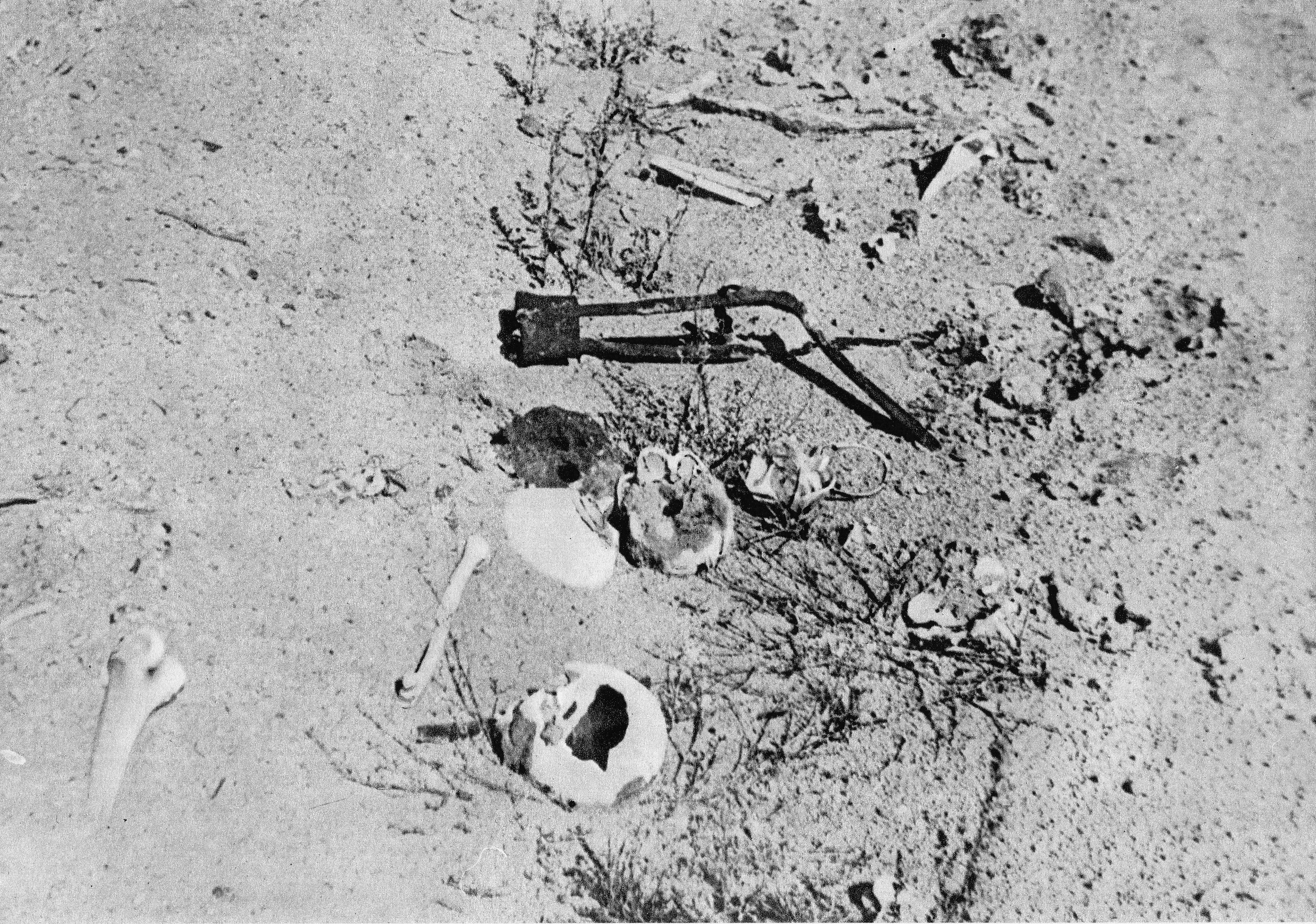
Ludzkie szczątki sfotografowane latem 1945 roku

Polscy Żydzi podróż do Treblinki musieli odbywać bez wody i żywności, w wagonach towarowych pozbawionych jakichkolwiek urządzeń sanitarnych. Do wagonów, które zdolne były pomieścić 60–70 ludzi, Niemcy wpędzali nawet do 150 osób. „Pociągi specjalne” poruszały się poza oficjalnym rozkładem, stąd często musiały zatrzymywać się na bocznicach i peryferyjnych stacjach, aby ustąpić miejsca transportom wojskowym i pociągom osobowym. Czasami musiały także zatrzymywać się na stacji Treblinka i czekać, aż załoga obozu zlikwiduje wcześniejsze transporty. W rezultacie czas podróży nierzadko przekraczał dobę lub dwie, a zamknięci w wagonach Żydzi masowo umierali z powodu pragnienia, wyczerpania i braku powietrza. W miesiącach letnich 1942 roku w wagonach znajdowano niekiedy więcej zwłok niż osób żyjących. Niektórzy Żydzi podejmowali próby ucieczek, zazwyczaj ginęli jednak od kul eskorty. Konwojentom strzelającym do uciekających na stacji Treblinka często kończyła się amunicja, która musiała być dowożona z obozu. Gdy zabrakło nabojów, Żydów zabijano kolbami karabinów, przebijano bagnetami, a także mordowano za pomocą siekier i wideł zabranych mieszkańcom okolicznych domów. Ciała zamordowanych zbierano i przywożono do obozu. Po pewnym czasie wzdłuż torów prowadzących do obozu zaczął krążyć dodatkowy patrol żandarmerii z Sokołowa Podlaskiego, którego jedynym zadaniem było wyszukiwanie i dobijanie rannych uciekinierów.
W lepszych warunkach podróżowali Żydzi z innych państw. Do Treblinki przyjeżdżali pociągami pasażerskimi, a podczas postojów na stacjach pośrednich pozwalano im opuszczać wagony oraz kupować żywność i napoje (środki bezpieczeństwa zaostrzano dopiero po przybyciu transportu do Małkini). Żydzi-obcokrajowcy zazwyczaj zupełnie nie byli świadomi oczekującego ich losu.
Eksterminację prowadzono według schematu wypracowanego na bazie doświadczeń z akcji T4 i działalności obozów w Bełżcu i Sobiborze. Pociągi, zazwyczaj liczące do 60 wagonów, kończyły bieg na stacji kolejowej Treblinka, którą w celu „umożliwienia sprawnej odprawy pociągów przesiedleńczych” od 1 września 1942 roku do odwołania zamknięto dla ruchu pasażerskiego. Tam transport dzielono na trzy części, każda po 20 wagonów. Następnie doczepiano niewielki parowóz, który pchając wagony przed sobą, wtaczał je do obozu. Lokomotywą zazwyczaj kierowali dwaj niemieccy kolejarze: Rudolf Emmerich i Willi Klinzmann. Zdarzało się, że w skład jej załogi wchodzili polscy kolejarze; mieli oni zakaz wstępu na teren obozu (musieli czekać przed bramą). Po zakończeniu wyładunku i uprzątnięciu wagonów przez więźniów lokomotywa zabierała je z powrotem na stację kolejową, po czym wtaczała do obozu kolejną część transportu. Jazda ze stacji do obozu i z powrotem zazwyczaj zajmowała niecałą godzinę. W ciągu jednego dnia obóz był w stanie przyjąć 2–3 transporty. W wyjątkowych wypadkach zdarzało się, że przyjmował ich cztery. Transporty starano się przyjmować w świetle dziennym; od tej zasady odstąpiono jedynie w grudniu 1942 roku, w związku z koniecznością przyspieszenia „ostatecznego rozwiązania” w Okręgu Białostockim.
Zbliżywszy się do obozu, lokomotywa wydawała długi gwizd, co było umówionym sygnałem dla załogi. Gdy wagony zatrzymały się przy bocznicy, Niemcy i wachmani brutalnie wypędzali Żydów na zewnątrz, zmuszali ich do natychmiastowego porzucenia bagażu, po czym wśród krzyków i uderzeń pejczem gnali na plac transportowy. Wszystkich, którzy nie mogli dojść o własnych siłach do komór gazowych – starców, inwalidów, rannych i chorych, małe dzieci bez opiekunów – wyławiano jeszcze na rampie, po czym odprowadzano do „lazaretu”. Tam uspokojonych widokiem znaków Czerwonego Krzyża prowadzono nad krawędź dołu i mordowano strzałem w tył głowy.
Przy bramie prowadzącej na plac transportowy rozdzielano mężczyzn od kobiet i dzieci. Tę drugą grupę natychmiast kierowano do rozbieralni. W przypadku mężczyzn niekiedy następowała wcześniej selekcja, podczas której z tłumu wybierano fachowców lub osoby młode i silne, które pracować miały w obozowych komandach roboczych. Zdarzało się, że mężczyzn zmuszano, aby przed śmiercią pomogli więźniom w uprzątnięciu śladów po transporcie (czyszcząc wagony lub przenosząc ubrania i bagaże na plac sortowniczy). Niezwykle sporadycznie, w tym co najmniej raz w maju 1943 roku, zdarzało się, że po selekcji w strefie przyjęć zdolnych do pracy mężczyzn odsyłano z Treblinki do innych obozów, na przykład na Majdanek. Miały miejsce wypadki, gdy Niemcy i wachmani wyciągali z tłumu młode kobiety, które gwałcili, a później mordowali. Zimą 1942/43 roku Niemcy dla „rozrywki” zmienili kolejność gazowania. Najpierw mordowano mężczyzn, podczas gdy kobiety i dzieci musiały na dotkliwym mrozie oczekiwać nago przed komorami gazowymi.
Kobiety i dzieci rozbierały się w pomieszczeniach kobiecej rozbieralni, a mężczyźni na placyku pomiędzy dwoma barakami. Niemcy przykładali dużą wagę do tego, aby ubrania były osobno i starannie poskładane, a buty związane sznurowadłami. W dalszej kolejności ofiarom odbierano pieniądze, złoto i wszystkie cenne przedmioty. Na koniec „komando fryzjerskie” goliło kobietom głowy do gołej skóry.
Z placu transportowego Żydów gnano do Schlauchu. Po obu stronach stali szpalerem Niemcy i wachmani, którzy okładali biegnących pejczami. Wyszedłszy z „węża” ofiary stawały przed budynkiem z komorami gazowymi. Pełniący tam służbę wachmani – Iwan zwany „Groźnym” i Nikołaj Szalajew – wpędzali je do komór, opornym zadając ciosy szablą lub metalowym prętem. Po zamknięciu drzwi padała komenda „Woda!”, po czym uruchamiano czołgowy silnik. Gazowanie trwało nie dłużej jak 30 minut. Gdy oprawcy upewnili się, że wszystkie ofiary są martwe, padała komenda Alle schlafen („wszyscy śpią”). Do pracy przystępowali wówczas żydowscy więźniowie, którzy wyciągali zwłoki oraz czyścili komory ze śladów krwi, wymiocin i odchodów. Następnie komando tragarzy przenosiło ciała do masowych grobów, zatrzymując się na krótko po drodze, aby „dentyści” mogli wyrwać ofiarom złote zęby i mostki dentystyczne. Do transportu zwłok używano początkowo polowej kolejki napędzanej siłą mięśni żydowskich więźniów. Sposób ten okazał się jednak nieefektywny, więc tragarzy wyposażono w skórzane rzemienie, które służyły im do ciągnięcia trupów po ziemi. W późniejszym okresie, gdy liczba transportów zmalała, Niemcy pozwolili tragarzom pracować dwójkami i używać drewnianych noszy. Zwłoki zagazowanych układano warstwami w dołach, a następnie posypywano chlorowanym wapnem.
Z zeznań komendanta obozu koncentracyjnego Auschwitz-Birkenau Rudolfa Hößa, który w 1943 roku wizytował Treblinkę i oglądał likwidację transportu z Żydami od momentu przybycia pociągu na rampę aż po spalenie ich ciał na rusztowaniach z szyn, a także rozmawiał z załogą obozu na temat procesu uśmiercania wynika, że silniki używane w komorach gazowych nie zawsze pracowały równomiernie. W wyniku tego zdarzało się, że część osób znajdujących się w komorach tylko traciła przytomność i dobijano je później z użyciem broni palnej. Informacje o dobijaniu ofiar, które przeżyły gazowanie, znajdują potwierdzenie również w zeznaniach i relacjach ocalałych więźniów.
Wiosną 1943 roku grzebanie zwłok zastąpiono kremacją. Na tę decyzję wpłynęło kilka czynników. Po pierwsze, masowe groby uległy zapełnieniu, przez co na przestrzeni kilku kilometrów od obozu zaczął rozchodzić się fetor rozkładających się zwłok. Spowodowało to nawet skargi lokalnych władz wojskowych. Drugim celem było zatarcie śladów ludobójstwa. We wspomnieniach więźniów pojawiają się sugestie, że o konieczności kremacji zwłok przekonało Niemców odkrycie grobów katyńskich. Najprawdopodobniej bezpośrednim impulsem do jej rozpoczęcia stała się jednak wizyta, którą Reichsführer-SS Heinrich Himmler złożył w Treblince na przełomie lutego i marca 1943 roku. Opracowując technikę kremacji wykorzystano doświadczenia z działalności Sonderkommando 1005.
Akcją palenia zwłok kierował SS-Oberscharführer Herbert Floß, którego w tym celu specjalnie oddelegowano do Treblinki. Pod jego nadzorem skonstruowano specjalne ruszty, zbudowane z 5–6 szyn kolejowych o długości ok. 30 metrów, umieszczone w niecce na trzech betonowych filarach. W pobliżu masowych grobów zbudowano sześć takich rusztów; na każdym można było jednorazowo spalić ok. 2–3 tys. ciał. Kremacji podlegały zarówno zwłoki ofiar z nowo przybyłych transportów, jak też ciała wydobyte z masowych grobów. Zwłoki te, często znajdujące się w stanie zaawansowanego rozkładu, były wydobywane z dołów przy użyciu dwóch koparek, po czym żydowscy więźniowie przenosili je na ruszty i układali w stosy. W kulminacyjnym momencie akcji cały obóz był spowity dymem i swędem spalonych zwłok, a płomienie i dym były widoczne nawet w odległym o dwa kilometry obozie pracy. Po spaleniu zwłok popiół przesiewano, a większe odłamki kości rozbijano na drobne cząstki lub ponownie poddawano kremacji. Na koniec prochy ludzkie wsypywano do opróżnionych dołów, przedzielając je cienkimi warstwami piasku, po czym całość zasypywano dwumetrową warstwą ziemi. Więźniowie starali się przemycać wraz z popiołem większe fragmenty kości, a nawet wiadomości zapisane na skrawkach papieru, licząc, że w przyszłości pomogą one ujawnić niemieckie zbrodnie.

### Liczba ofiar
Pod względem liczby ofiar Treblinka II była największym ośrodkiem zagłady akcji „Reinhardt”. Ustalenie ich dokładnej liczby jest trudniejsze niż w przypadku trzech pozostałych obozów zagłady działających na terenie okupowanych ziem polskich (Chełmna nad Nerem, Bełżca i Sobiboru).
Sowiecki pisarz Wasilij Grossman, który jako korespondent wojenny zwiedził teren byłego obozu wkrótce po jego wyzwoleniu, ocenił liczbę zamordowanych na 3 mln. Były to jednak szacunki znacznie zawyżone. Zdzisław Łukaszkiewicz, który z ramienia Głównej Komisji Badania Zbrodni Niemieckich w Polsce prowadził dochodzenie w sprawie zbrodni w Treblince, liczbę ofiar oszacował na 785,3 tys. Podczas dwóch procesów załogi Treblinki, które toczyły się w Niemczech Zachodnich, biegli ocenili, że w obozie poniosło śmierć co najmniej 700 tys. (proces w latach 1964–1965) i co najmniej 900 tys. osób (proces w roku 1970). W polskiej i zagranicznej literaturze historycznej liczbę ofiar szacowano natomiast w przedziale od 700 tys. do 974 tys. Jedynie Franciszek Ząbecki i Ryszard Czarkowski przedstawili odmienne wyliczenia, twierdząc, że liczba zamordowanych Żydów sięgnęła odpowiednio 1,2 mln i 1,582 mln. Edward Kopówka, dyrektor Muzeum w Treblince, jest zdania, że „jako podstawę” należy przyjąć liczbę 800 tys.. Szacunkową liczbę 800 tys. podają także inne źródła. Według Wielkiej Encyklopedii PWN liczbę ofiar obozu zagłady w Treblince należy szacować na 750–850 tys. Instytut Pamięci Narodowej przyjmuje z kolei, że w Treblince zginęło ok. 850 tys. Żydów, w tym ok. 800 tys. Żydów polskich.

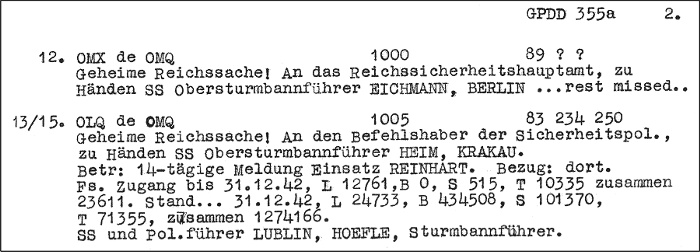
Telegram Hermanna Höflego ze stycznia 1943

Nowe światło na sprawę liczby ofiar Treblinki rzuciło odkrycie tzw. telegramu Höflego. Dokument, którego autorem był zastępca kierownika akcji „Reinhardt”, SS-Sturmbannführer Hermann Höfle, zawiera szczegółowe dane na temat liczby Żydów, których do 31 grudnia 1942 roku zamordowano w ośrodkach zagłady w Bełżcu, Sobiborze i Treblince oraz w obozie koncentracyjnym na Majdanku. Został rozszyfrowany przez alianckich kryptologów, jednakże ujawniono go dopiero w 2000 roku. Z telegramu wynika, że w okresie sprawozdawczym zgładzono w Treblince 713 555 osób. Historycy nie dysponują analogicznymi statystykami w odniesieniu do liczby zamordowanych w 1943 roku. Dostępne są jedynie częściowe wyliczenia, które wskazują, że między styczniem a sierpniem 1943 roku zamordowano w Treblince 67 308 osób – Żydów z Warszawy, Okręgu Białostockiego, gett szczątkowych w dystrykcie radomskim, Grecji i Jugosławii oraz około 2 tys. Romów i Sinti. Tym samym zdaniem Jacka A. Młynarczyka minimalna liczba ofiar obozu powinna być szacowana na 780 863 osoby.
Chris Webb i pozostali współpracownicy projektu The Action Reinhardt Camps Group, którzy podjęli się stworzenia imiennej listy osób zamordowanych w Treblince (Treblinka Roll of Remembrance), zdołali zidentyfikować zaledwie nieco ponad 300 ofiar. Według Pawła Śpiewaka, dyrektora Żydowskiego Instytutu Historycznego, znane są nazwiska ok. 30 tys. ofiar obozu zagłady w Treblince.

### Grabież mienia ofiar
Ludobójstwu towarzyszyła zakrojona na szeroką skalę grabież. Szczególną uwagę Niemcy poświęcali gromadzeniu złota, kosztowności i walut, które później wywożono z obozu samochodem pancernym lub w specjalnych wagonach z uzbrojoną eskortą. Abraham Lindwaser twierdził, że w okresie nasilenia transportów co tydzień wysyłano dwie walizki z około 18 kilogramami złota, które uzyskano z samych tylko złotych zębów. Jicchack Arad, opierając się m.in. na zachowanych niemieckich dokumentach oraz relacjach polskich i żydowskich świadków, oszacował, że z Treblinki odeszło co najmniej 1200 wagonów wypełnionych odzieżą, obuwiem oraz innymi przedmiotami i materiałami. W wagonach wysyłano także bele włosów uzyskiwanych ze strzyżenia kobiet. Do tego należy dodać trudną do określenia ilość mienia zdefraudowanego przez Niemców i wachmanów z obozowej załogi oraz z eskorty transportów.
Wszystkie transporty z odzieżą po zamordowanych Żydach trafiały do obozu pracy na tzw. starym lotnisku w Lublinie. Stamtąd po uprzedniej dezynfekcji, sortowaniu i naprawie były wysyłane do różnych miejsc przeznaczenia. Gotówkę w markach niemieckich i złotych polskich oraz waluty obce w banknotach i złocie przekazywano do Banku Rzeszy w Berlinie, biżuterię, klejnoty, złote zegarki i inne cenne przedmioty do Głównego Urzędu Gospodarczego i Administracyjnego SS, przedmioty wykonane z metali zwykłych oddawano wojsku, materiały włókiennicze wysyłano do fabryk wskazanych przez Ministerstwo Gospodarki Rzeszy, sprzęty domowe będące w dobrym stanie przekazywano osadnikom niemieckim w Generalnym Gubernatorstwie, a rzeczy gorszej jakości przekazywano miejscowej ludności lub niszczono. Z pieniędzy odebranych Żydom finansowano również wydatki ponoszone podczas akcji „Reinhardt”, w tym koszty ich przetransportowania pociągami do obozów zagłady.
W okresie gdy komendantem był Irmfried Eberl zrabowane złoto i kosztowności były natomiast kierowane bezpośrednio do Kancelarii Führera w Berlinie, do jego dawnych przełożonych z akcji T4. Stało się to jedną z przyczyn odwołania Eberla z Treblinki. Nowy komendant Franz Stangl dopilnował, aby złoto i kosztowności trafiały najpierw do sztabu SS-Brigadeführera Globocnika w Lublinie.

## Więźniowie

### Pierwsze tygodnie funkcjonowania obozu
Niemcy od samego początku zakładali, że wszystkie prace fizyczne w obozach zagłady – także bezpośrednio związane z procesem eksterminacji – będą wykonywali Arbeitsjuden, czyli żydowscy więźniowie, którym oszczędzono natychmiastowej śmierci w komorach gazowych. Z transportów wyłączano więc fachowców, których umiejętności były przydatne w obozie oraz mężczyzn zdolnych do ciężkiej pracy fizycznej. Liczba „wyselekcjonowanych” zależała od aktualnych potrzeb – czasem z transportów wyłączano kilkaset osób, czasem zaledwie kilka lub nikogo.
W pierwszym okresie działalności obozu w Treblince sytuacja żydowskich więźniów była szczególnie zła. Prace musieli wykonywać w morderczym tempie, podczas gdy Niemcy i wachmani maltretowali ich i zabijali pod byle pretekstem. Podczas codziennych apeli przeprowadzano selekcje, skazując na śmierć wszystkich więźniów, którzy zdradzali najdrobniejsze oznaki choroby lub wyczerpania. Czasami kierowano także do komór gazowych grupy członków komand roboczych, którzy byli zdolni do pracy. Zabitych i zmarłych zastępowano mężczyznami z nowych transportów. Nieustanna rotacja odbijała się negatywnie na wydajności pracy więźniów. Co więcej, wszyscy Arbeitsjuden żyli ze świadomością, że w każdej chwili mogą zginąć, co skłaniało niektóre jednostki do aktów desperackiego oporu. Sygnałem ostrzegawczym dla Niemców stała się śmierć esesmana Maxa Biali, śmiertelnie zranionego nożem przez argentyńskiego Żyda Meira Berlinera (11 września 1942).
We wrześniu 1942 roku nowy komendant Stangl zarządził utworzenie stałych komand roboczych. Z czasem ograniczono liczbę egzekucji, oznaczono więźniów numerami i nieco poprawiono ich warunki bytowe. W ten sposób zmniejszyła się rotacja więźniów, a zarazem otworzyła się droga do zawiązania obozowej konspiracji.

### Komanda robocze

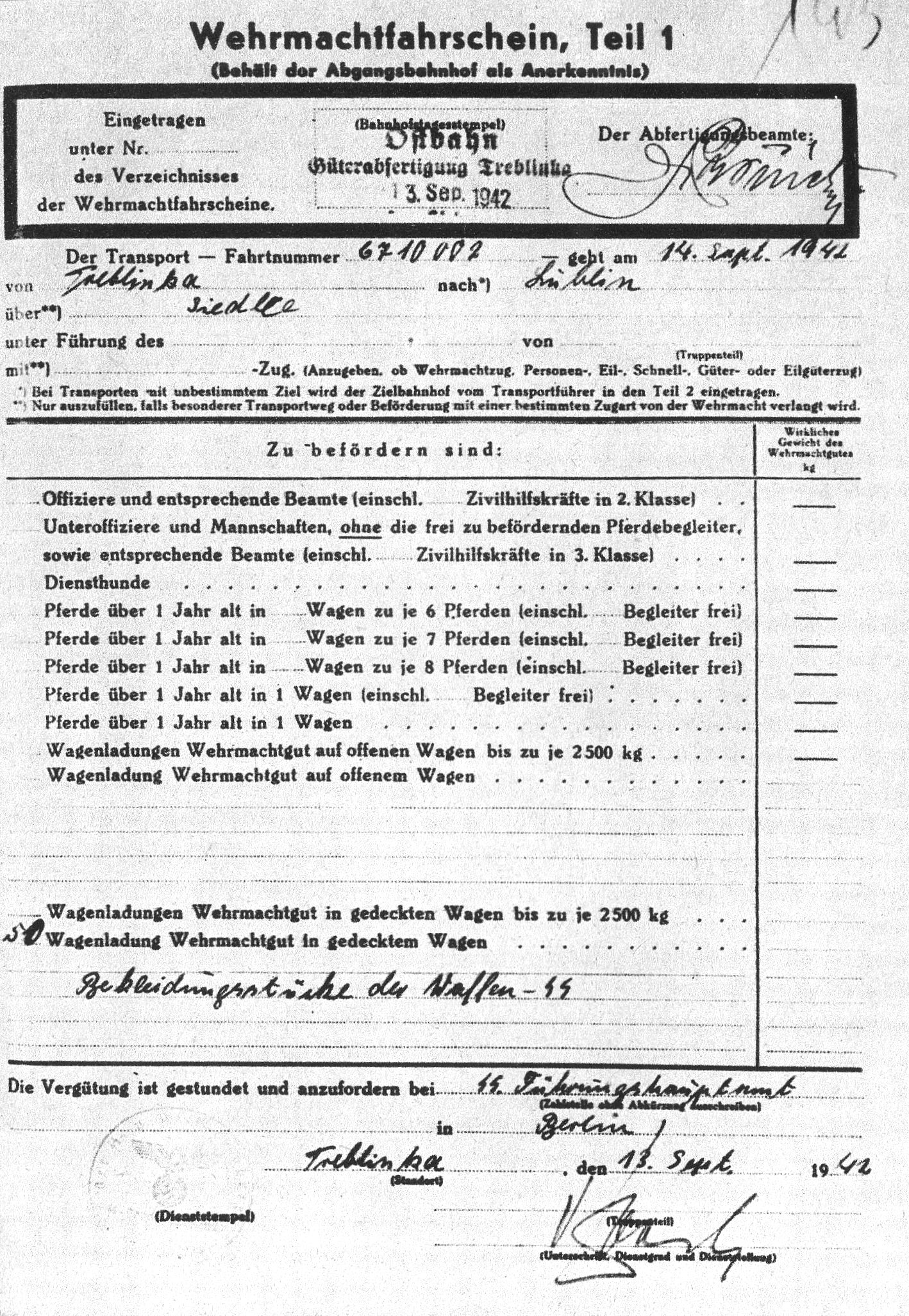
Wojskowy list przewozowy z 13 września 1942 transportu odzieży po zamordowanych Żydach z Treblinki do Lublina

Arbeitsjuden na co dzień nosili zwykłe cywilne ubrania. Tych, którzy pracowali w strefie przyjęć, oznaczono dodatkowo kolorowymi opaskami, które odróżniały ich od Żydów z transportów oraz wskazywały na przynależność do określonego komanda. Każdy zespół roboczy wykonywał ściśle określone zadania. Zazwyczaj nie miał jednak stałego składu osobowego, a jego liczebność zmniejszano lub zwiększano w zależności od bieżących potrzeb. Jedynie komanda złożone z fachowców posiadały w miarę stabilny skład osobowy. Zdarzało się, że więźniów z „dolnego obozu” kierowano do pracy w Totenlagrze. Odwrotne przypadki nigdy nie miały miejsca, gdyż Żyd, który pracował w obszarze zagłady, nie miał już prawa go opuścić. Wśród więźniów „dolnego obozu” panowało przekonanie, że skierowanie do Totenlagru jest równoznaczne z wyrokiem śmierci.
Na czele każdego komanda stał żydowski kapo, uzbrojony przez Niemców w pejcz lub pałkę. Mniejszymi zespołami dowodzili vorarbaiterzy (brygadziści). Innym rodzajem więźniów funkcyjnych byli blokowi, którzy sprawowali pieczę nad więźniarskimi barakami. Najwyżej w więźniarskiej hierarchii stali starsi obozu (Lagerälteste).
Żydzi pracujący w „dolnym obozie” byli zakwaterowani w „getcie”. Ich liczba wahała się od 700 do 1500 osób. Funkcję starszego „dolnego obozu” pełnił inżynier Marceli Galewski z Łodzi. Gdy zimą 1942/43 roku zachorował na tyfus, zastąpił go Benjamin Rakowski z Jędrzejowa. Na przełomie kwietnia i maja 1943 roku Rakowski został jednak rozstrzelany za ukrywanie złota należącego do ofiar, a Galewski wrócił na poprzednie stanowisko. Ze względu na zadania i kolor noszonych opasek wyróżniano następujące zespoły robocze:
- „komando błękitne”, zwane też „komandem dworcowym” (Bahnhofkommando), którego członkowie pracowali na rampie. Liczyło około 40–50 więźniów. Ich zadaniem było pomaganie ofiarom w wysiadaniu z wagonów, usuwanie zwłok osób zmarłych w czasie podróży, czyszczenie wagonów, przenoszenie bagaży do miejsc, w których sortowano ich zawartość[273].
- „komando czerwone”, zwane też „komandem transportowym” (Transportkommando) lub „bractwem pogrzebowym” (Chevra kadisha), którego członkowie pracowali na placu transportowym[274]. Liczyło około 40 więźniów. Ich zadaniem było dopilnowanie, aby ofiary rozebrały się do naga i odpowiednio poskładały ubrania i obuwie, odprowadzanie wyselekcjonowanych osób na egzekucję do „lazaretu”, przenoszenie porzuconej garderoby do miejsc, w których była ona sortowana[275].
- „komando żółte”, zwane też „komandem szmaciarzy”[275], którego członkowie pracowali w magazynach i na placu sortowniczym. Liczyło około 80–120 więźniów, podzielonych na kilka mniejszych zespołów. Ich zadaniem było sortowanie odzieży i innych przedmiotów pod względem rodzaju i jakości, usuwanie wszystkich znaków świadczących, że należały one do osób pochodzenia żydowskiego (odpruwanie opasek z Gwiazdą Dawida, usuwanie dokumentów i przedmiotów osobistych itp.), a na końcu przygotowanie ich do transportu[i][276].
- „komando fryzjerskie”, które pracowało w pomieszczeniu na końcu rozbieralni[j]. Liczyło około 10–20 więźniów; byli to w większości zawodowi fryzjerzy. Ich zadaniem było obcinanie włosów kobietom prowadzonym do komór gazowych. Osobna grupa zajmowała się później dezynfekcją włosów[277].
- „komando leśne” (Waldkommando), które ścinało drzewo na opał w lesie nieopodal obozu. Liczyło kilkudziesięciu więźniów. Powiększono je wiosną 1943 roku w związku ze zwiększonym zapotrzebowaniem na drewno opałowe, spowodowanym rozpoczęciem akcji palenia zwłok[278].
- „komando maskujące” (Tarnungskommando), które również pracowało w lesie. Liczyło około 25 więźniów. Ich zadaniem było zbieranie gałęzi, a następnie maskowanie przy ich pomocy płotu, „węża” oraz wewnętrznych ogrodzeń[278].
- komando pracujące w „lazarecie”. Liczyło trzech więźniów; wszyscy nosili na ramionach opaski ze znakiem Czerwonego Krzyża, a kapo dodatkowo biały fartuch, który upodabniał go do lekarza. Ich zadaniem było uspokajać ofiary przed egzekucją, a następnie znosić zwłoki i palić je na dnie wykopu[279].

Przez pewien czas istniało także osobne komando Flaschensortieren, które zajmowało się zbieraniem pozostawionych przez ofiary butelek oraz garnków.
Najbardziej uprzywilejowaną grupą byli Hofjuden („nadworni Żydzi”), czyli rzemieślnicy i fachowcy pracujący na potrzeby obozowej załogi. Byli stosunkowo dobrze żywieni i traktowani, a śmierć lub chłosta groziły im jedynie w przypadku popełnienia poważnych przewinień – np. kradzieży lub próby ucieczki. Do Hofjuden zaliczano m.in. krawców, szewców, mechaników, kowali, stolarzy i murarzy. Uprzywilejowani byli także więźniowie świadczący osobiste usługi członkom załogi – lekarze, dentyści, fryzjerzy oraz młodzi chłopcy pełniący funkcję służących (Putzer). Do „Żydów dworskich” zaliczano także Goldjuden („złotych Żydów”). Odgrywali oni w obozie szczególną rolę, gdyż ich zadaniem było sortowanie złota, kosztowności i walut odebranych ofiarom. Do komanda Goldjuden Niemcy starali się rekrutować przede wszystkim jubilerów, zegarmistrzów oraz urzędników bankowych. Liczyło ono około 20 więźniów.
Pewna liczba Arbeitsjuden wykonywała prace niezwiązane z procesem eksterminacji. Uprawiali ogródki warzywne, pracowali w zagrodach zwierzęcych, zajmowali się czyszczeniem i dezynfekcją baraków i toalet, pracowali jako robotnicy budowlani. Istniało osobne „komando ziemniaczane”, którego członkowie opiekowali się obozowym magazynem ziemniaków. Niemcy wyznaczyli także „szajsmajstrów”, których zadaniem było dopilnować, aby więźniowie nie przebywali w latrynach więcej niż przepisowe dwie minuty. Chcąc upokorzyć Żydów, ubrano „szajsmajstrów” w stroje kantorów, a na szyjach zawieszono im duże budziki.
Maksymalnie do 300 Arbeitsjuden pracowało w „górnym obozie”. Ich „starszym” był wiedeńczyk Karl Blau, rzekomo znajomy komendanta Stangla sprzed wojny. Później zastąpił go niemiecki Żyd o nazwisku Singer. Ze względu na donosicielstwo i nadużywanie władzy Blau był znienawidzony przez więźniów. Singer również cieszył się opinią konfidenta. Więźniowie „górnego obozu” byli podzieleni na komanda robocze. Ze względu na zadania wyróżniane były:
- „brygada szlauchowa” (Schlauchbrigade), która czyściła „węża”, wysypując go piaskiem[288]. Jicchak Arad, nie wyróżnia jej jako osobnego zespołu, podając, że za porządek w Schlauchu odpowiadało komando czyszczące komory gazowe[289].
- komando, które usuwało zwłoki z komór gazowych i przenosiło je na betonową platformę przylegającą do budynku. Liczyło kilkudziesięciu więźniów[289].
- komando, które czyściło komory gazowe ze śladów krwi, wymiocin i odchodów[289].
- „komando tragarzy trupów” (Leichentransportkommando), które przenosiło zwłoki z platformy do masowych grobów. Był to największy zespół roboczy w „górnym obozie”, liczący około 100 więźniów[289].
- „komando dentystów”, które liczyło około 20–30 więźniów. Ich zadaniem było wyrywanie trupom złotych i platynowych zębów oraz mostków dentystycznych, a następnie ich czyszczenie, sortowanie i przygotowanie do transportu. „Dentyści” sprawdzali również, czy ofiary nie ukryły kosztowności w naturalnych otworach ciała[283].
- „komando grabarzy”, które liczyło kilkudziesięciu więźniów. Ich zadaniem było układanie zwłok w masowych grobach, a następnie posypywanie chlorowanym wapnem i piaskiem[283].
- „komando palaczy” (Feuerkolonne), które utworzono wiosną 1943 roku na potrzeby akcji zacierania śladów zbrodni. Jego zadaniem było układanie zwłok na rusztach spaleniskowych[290].
- „komando popielne” (Aschkolonne), które również utworzono wiosną 1943 roku. Jego zadaniem było opróżnianie rusztów z popiołów ludzkich, a następnie przesiewanie popiołu i rozbijanie kości na drobne cząstki[234].

Pewna liczba więźniów Totenlagru pracowała w kuchni i pralni, a jeden pełnił funkcję „szajsmajstra”. Co do zasady Żydzi pracujący w obszarze zagłady byli ściśle izolowani od pozostałych więźniów. Znajdowało się jednak wśród nich kilku murarzy i cieśli (wśród nich Jankiel Wiernik), którzy z racji wykonywanej pracy mogli opuszczać Totenlager.
Wśród więźniów Treblinki były także kobiety, zazwyczaj w wieku 18–30 lat. Około 50 kobiet mieszkało w „dolnym obozie”; większość pracowała w pralniach, reszta w kuchniach i warsztatach krawieckich. Ich kapo była więźniarka nazywana „Paulinką”, ciesząca się opinią donosicielki i gorliwej wykonawczyni poleceń Niemców. W połowie lutego 1943 roku około 15–20 kobiet osadzono także w Totenlagrze – większość zatrudniono w więźniarskiej pralni. Ich kapo była Lila Efroimson, która bardzo pozytywnie zapisała się w pamięci ocalałych.

### Obozowa codzienność
Dla Arbeitsjuden niewolnicza praca była jedynie tymczasowym odroczeniem wyroku śmierci. Średnia długość życia więźnia nie przekraczała kilku miesięcy i tylko nielicznym udawało się przetrwać dłużej. Szanse przeżycia w znacznej mierze zależały od miejsca i rodzaju wykonywanej pracy. Najgorsze warunki bytowe i największa śmiertelność panowały w Totenlagrze. Wspomnienia ocalałych wskazują, że samobójstwa były tam zjawiskiem powszechnym. Zdarzać się miały noce, kiedy odbierało sobie życie nawet do 15–20 więźniów. Prawdopodobnie samobójstwa zdarzały się również w „dolnym obozie”, choć na znacznie mniejszą skalę. Z drugiej strony w Treblince tworzyły się namiastki życia społecznego; więźniowie i więźniarki łączyli się w pary, a niektóre jednostki podejmowały nawet aktywność artystyczną.
Pobudka następowała o godzinie 4:00 rano, następnie sprzątano baraki i wydawano śniadanie. O 5:00 rozpoczynał się poranny apel, po którego zakończeniu więźniów kierowano do pracy. Zwykle trwała ona od 6:00 do 18:00, z przerwą na obiad około 12:00. W niedzielę, jeżeli nie było pilnych robót do wykonania, najcięższe prace kończono już po południu. Przy dużej liczbie transportów dzień roboczy potrafił się jednak wydłużyć do późnych godzin nocnych. Po zakończeniu pracy więźniowie udawali się na wieczorny apel, który trwał niekiedy nawet kilka godzin. Podczas apelu selekcjonowano Żydów, wyszukując osoby chore i wyczerpane, a także wymierzano karę chłosty lub „gimnastyki”. Po kolacji o 21:00 więźniów zamykano w barakach i gaszono światła.
W ramach oficjalnych racji żywnościowych więźniowie otrzymywali: na śniadanie – kubek kawy zbożowej i 150–200 gramów nieświeżego chleba, na obiad – zupę z niewielką ilością ziemniaków w mundurkach, na kolację – wyłącznie kawę. W okresach dużego natężenia transportów w „dolnym obozie” nie odczuwano problemów z wyżywieniem, gdyż więźniowie mogli zaopatrzyć się w żywność przywiezioną przez ofiary. Mogli także, choć wiązało się to z dużym ryzykiem, sprzedawać wachmanom złoto i kosztowności, otrzymując w zamian żywność, w tym nawet produkty luksusowe i wódkę. W przypadku braku transportów więźniowie byli skazani na oficjalne racje żywnościowe i cierpieli dotkliwy głód. Na obozowym „czarnym rynku” za bochenek chleba płacono wówczas złotymi rublami, a cena butelki wódki rosła do kilkudziesięciu dolarów. Bez względu na liczbę transportów w najtrudniejszym położeniu byli więźniowie „górnego obozu”, którzy w praktyce nie mieli możliwości zdobycia żywności lub precjozów.
Niewielka ilość wody, którą otrzymywali więźniowie, z trudem starczała na zaspokajanie pragnienia, a tym bardziej nie pozwalała zachować jakiejkolwiek higieny. Dotkliwie odczuwali to zwłaszcza więźniowie Totenlagru, którzy na co dzień pracowali wśród tysięcy ludzkich zwłok. W okresie dużego natężenia transportów więźniowie „dolnego obozu” mogli zaopatrywać się w ubrania należące do ofiar, co jednak tylko częściowo łagodziło skutki zawszenia. Więźniowie „górnego obozu” nie dysponowali taką możliwością.
Wprowadzenie stałych komand roboczych spowodowało zmniejszenie liczby egzekucji. Niemniej w Treblince panowała wprowadzona przez Wirtha zasada: „kto nie daje rady, odpada”. Więźniowie niezdolni do pracy z powodu ran, chorób lub wyczerpania byli rozstrzeliwani w „lazarecie” lub wysyłani do komór gazowych. Z czasem na skutek zabiegów inż. Galewskiego obozowe władze zgodziły się wprowadzić dzienny limit piętnastu więźniów, którym wolno było pozostać w baraku z powodu choroby. Jesienią 1942 roku zgodziły się także na zorganizowanie w „getcie” prowizorycznego ambulatorium; nie było ono jednak w stanie przyjąć wszystkich potrzebujących. W połowie grudnia 1942 roku w obozie wybuchła epidemia tyfusu. Reakcja Niemców początkowo ograniczyła się do rozstrzeliwania chorych. Dopiero w lutym 1943 roku obozowe władze zarządziły przeprowadzenie gruntownej dezynfekcji baraków oraz podjęły kroki na rzecz poprawy stanu sanitarno-higienicznego. Pod koniec marca epidemia wygasła, lecz do tego czasu zmarło lub zostało zamordowanych około 300 więźniów „dolnego obozu” i ponad 100 więźniów Totenlagru.
Więźniowie musieli wykonywać pracę w nieustannym pośpiechu, a każdy, kto pracował zbyt wolno lub naraził się czymś nadzorcy, ryzykował dotkliwe pobicie. W trakcie codziennych obchodów po obozie Kurt Franz szczuł upatrzonych więźniów swym psem Barrym. Czasami wykonanie kary odwlekano do wieczornego apelu; „winowajcy” zazwyczaj wymierzano wówczas 25–50 batów, przy czym jeżeli ofiara zasłabła lub pomyliła się przy liczeniu uderzeń, chłostę rozpoczynano od nowa. Pobici więźniowie często byli już niezdolni do pracy i w rezultacie ginęli w „lazarecie”. Inną karą, będącą jednocześnie formą selekcji, była wielogodzinna „gimnastyka” na placu apelowym. Gdy do Treblinki nie przybywały transporty, esesmani urządzali libacje i perwersyjne zabawy, które nierzadko kończyły się śmiercią więźniów.
W pierwszych dniach funkcjonowania obozu Niemcy utworzyli trzyosobową kapelę złożoną z żydowskich muzyków-amatorów, której zadaniem było zarówno umilanie załodze wolnego czasu, jak i zagłuszanie krzyków ofiar pędzonych do komór gazowych. Zimą 1942/43 w „dolnym obozie” powstały profesjonalna dziesięcioosobowa orkiestra i chór, których dyrygentem był znany warszawski muzyk Artur Gold. Orkiestra występowała przy różnych okazjach, m.in. podczas wieczornych apeli, gdy przeprowadzano selekcję lub wykonywano chłostę i „gimnastykę”. Jednym z najczęściej wykonywanych przez nią utworów był „hymn Treblinki”, do którego melodię skomponował Artur Gold. Na wniosek żydowskich kapo Niemcy zgodzili się także na zorganizowanie trzyosobowej kapeli w Totenlagrze. Gdy liczba transportów zmalała, załoga zaczęła inicjować lub zezwalać Żydom na rozmaite „rozrywki” lub formy aktywności kulturalnej, chcąc w ten sposób odwrócić ich uwagę od zbliżającej się likwidacji obozu.

## Próby ucieczek i oporu
Dezinformacja w połączeniu z brutalną siłą i ogromną szybkością działania zazwyczaj pozwalały zagwarantować bierność ofiar. Dopiero począwszy od zimy 1942/43 roku, gdy prawda o Zagładzie była już znana większości polskich Żydów, podczas likwidacji transportów zaczęto odnotowywać poważniejsze akty oporu. W drugim tygodniu grudnia 1942 roku młodzi Żydzi przywiezieni z okolic Grodna stawili oprawcom czynny opór, który przerodził się w chaotyczną strzelaninę. Część Żydów rozbiegła się po obozie, usiłując pod osłoną ciemności ukryć się w więźniarskich barakach lub uciec przez ogrodzenie, część stawiała zaciekły opór nawet podczas wpychania do komór gazowych. Ostatecznie wszystkich zastrzelono, lecz od tej pory Niemcy nie przyjmowali transportów nocą. Głośnym echem w obozie odbiło się także wydarzenie z maja 1943 roku, kiedy to jeden z Żydów przywiezionych z ogarniętego powstaniem getta warszawskiego zdetonował ukryty granat. Wybuch zranił kilku więźniów z „komanda czerwonego”; według niektórych źródeł były także ofiary wśród członków załogi.
Spektakularny akt indywidualnego oporu więźnia miał miejsce 11 września 1942 roku. Podczas wieczornego apelu Meir Berliner – obywatel Argentyny, którego wraz z żoną i córką przywieziono z getta warszawskiego – wydobył ukryty nóż i ugodził esesmana Maxa Bialę. Niemal natychmiast został zabity łopatą przez jednego z wachmanów; w czasie bezładnej strzelaniny zabito i zraniono także wielu innych Żydów. Na miejscu szybko pojawił się zastępca komendanta Kurt Franz, który zaprowadził porządek, zorganizował pomoc medyczną dla Biali, a następnie osobiście wychłostał starszego obozu inż. Galewskiego, grożąc, że w przypadku kolejnego ataku na członka załogi zostanie on rozstrzelany. W Treblince przebywał wtedy inspektor obozów akcji „Reinhardt” Christian Wirth. Na jego rozkaz jeszcze tego samego dnia wieczorem przeprowadzono odwetową egzekucję dziesięciu więźniów. Tymczasem ranny Biala zmarł w szpitalu wojskowym w Ostrowi Mazowieckiej lub też w drodze do szpitala. Następnego dnia podczas porannego apelu z tłumu więźniów wyciągnięto i rozstrzelano kolejnych 150 mężczyzn. Pozostałym Żydom przez trzy dni nie wydawano wody i żywności. Desperacki czyn Berlinera uczynił na Niemcach bardzo duże wrażenie i przyczynił się do poprawy położenia więźniów.
Inny głośny przypadek oporu odnotowano w pierwszej połowie kwietnia 1943 roku. U obozowego lekarza, Juliana Chorążyckiego, Kurt Franz przypadkowo odkrył wtedy pieniądze przeznaczone na zakup broni dla obozowej konspiracji. Chorążycki nie mając nic do stracenia zaatakował esesmana. Po krótkiej walce prawdopodobnie popełnił samobójstwo przez zażycie trucizny, nie chcąc ujawnić na torturach szczegółów planowanego buntu.
Początkowo szanse przeżycia w obozie były tak znikome, że niektórzy więźniowie byli skłonni zaryzykować próbę ucieczki. Z powodu chaosu, jaki panował w obozie latem 1942 roku, kiedy jego komendantem był Irmfried Eberl, próby te czasami kończyły się powodzeniem. Uciekinierzy zazwyczaj usiłowali ukryć się w wagonach, którymi wywożono z Treblinki zrabowane dobra. Inną metodą było forsowanie ogrodzenia pod osłoną nocnych ciemności. Żydzi, którym powiodła się ucieczka, zazwyczaj szukali schronienia w istniejących jeszcze gettach. Dzięki zbiegom takim jak m.in. Nachum Diamant, Józef Gutman, Abraham Krzepicki, Dawid Nowodworski, Jakub Rabinowicz i bracia Czenki (Cienki), pewien odsetek ludności żydowskiej już w 1942 roku poznał prawdę o obozie w Treblince. Zeznania, które Nowodworski złożył przed członkami Oneg Szabat, stały się podstawą raportu, które żydowskie podziemie przygotowało dla Delegatury Rządu na Kraj.
Niemcy starali się zapobiegać ucieczkom, stosując kombinację gróźb i obietnic. Więźniom zapowiadano, że sumiennie wykonywana praca przyniesie im ocalenie. Przyłapanie na próbie ucieczki było natomiast karane śmiercią. Nierzadko uciekinierów torturowano i mordowano w okrutny sposób, na przykład wieszając za nogi. Esesmani zarządzili ponadto, że za każdego uciekiniera rozstrzelanych będzie dziesięciu więźniów.
Począwszy od września 1942 roku liczba ucieczek zaczęła maleć, a z początkiem następnego roku ustały one niemal zupełnie. Fakt ten był spowodowany kilkoma czynnikami. Przede wszystkim Niemcy zaostrzyli środki bezpieczeństwa, wzmacniając straże, koncentrując więźniów w ogrodzonych barakach i wprowadzając zasadę odpowiedzialności zbiorowej. Z drugiej strony nieco lepsze traktowanie i spadek liczby egzekucji spowodowały, że więźniowie byli mniej skłonni podejmować ryzyko ucieczki. Czynnikiem zniechęcającym stała się także likwidacja większości gett, gdyż tylko nieliczni Żydzi wierzyli, że zdołają przetrwać wśród ludności polskiej.
Niemniej nadal podejmowano próby wydostania się z obozu. Na przełomie listopada i grudnia 1942 roku Niemcy zabili siedmiu członków „komanda błękitnego” przyłapanych na próbie ucieczki; niedługo później rozstrzelano 24 więźniów Totenlagru, których zadenuncjował inny więzień. Wiosną 1943 roku zabito „starszego obozu” Rakowskiego, którego przyłapano na gromadzeniu złota przed planowaną ucieczką. Do uwieńczonej powodzeniem grupowej ucieczki doszło natomiast w grudniu 1942 roku, kiedy to pod osłoną porannych ciemności zbiegło przez ogrodzenie czterech więźniów „dolnego obozu” (w odwecie rozstrzelano w „lazarecie” 20 chorych więźniów). Z kolei w noc sylwestrową siedmiu więźniów „górnego obozu” podjęło próbę ucieczki przez tunel wykopany pod ogrodzeniem. Na skutek alarmu podniesionego przez jednego z wachmanów dwóch uciekinierów nie zdążyło zejść do wykopu. Czterech innych schwytano w trakcie obławy (jednego zabito na miejscu, pozostałych powieszono w obozie). Piąty uciekinier, Łazar Szarson, zdołał przedostać się do getta warszawskiego. Był jedynym więźniem, któremu w tym okresie udało się uciec z Totenlagru.

## Powstanie w sierpniu 1943 roku

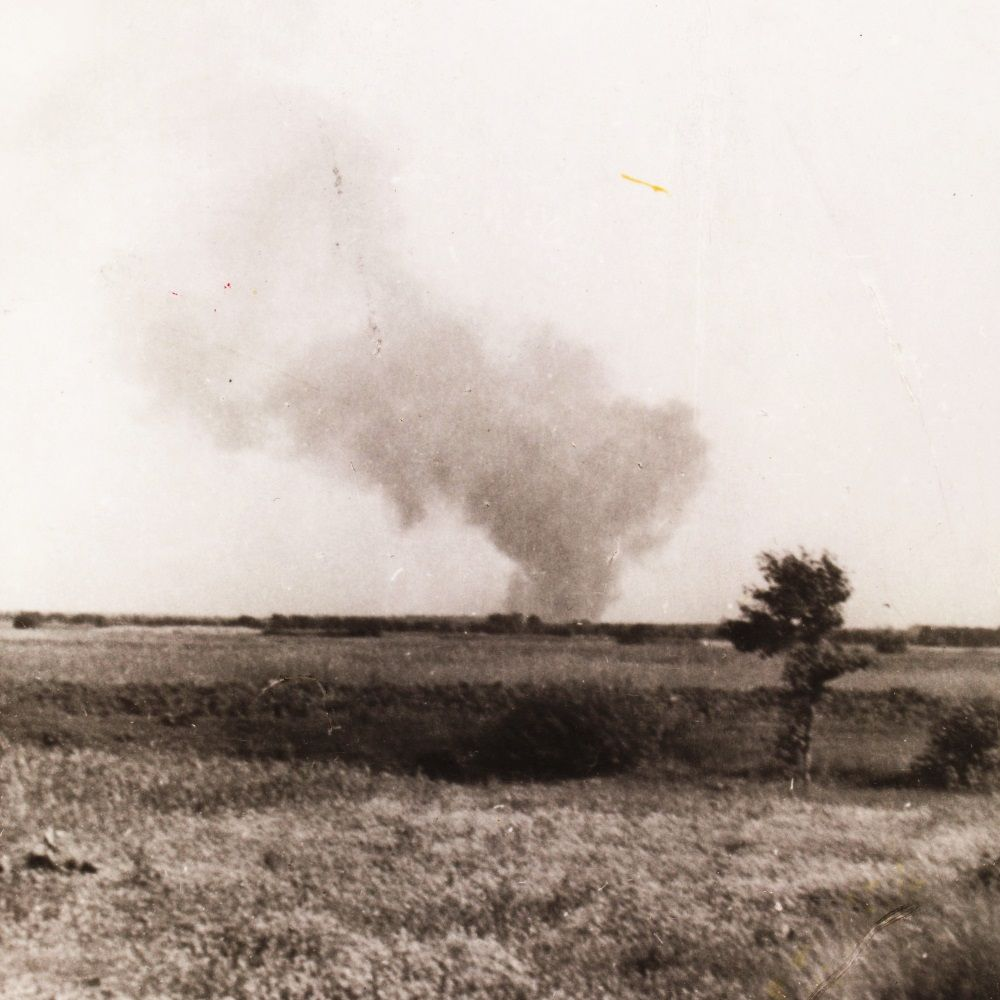
Obóz podpalony przez zbuntowanych więźniów; zdjęcie wykonane potajemnie przez Franciszka Ząbeckiego

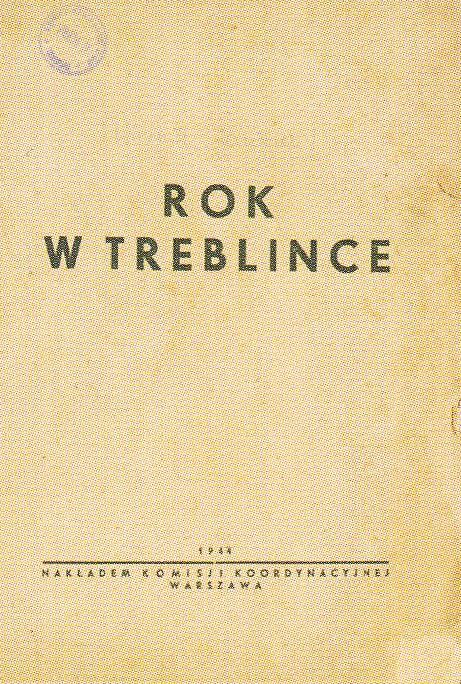
Pierwsza strona relacji Jankiela Wiernika, uczestnika buntu 2 sierpnia 1943 roku, wydana w 1944 przez wydawnictwo konspiracyjne

Zmniejszenie rotacji więźniów oraz ograniczenie możliwości ucieczek indywidualnych stworzyły warunki, w których mogła rozwinąć się obozowa konspiracja. Głównymi czynnikami, które sprawiły, że wśród więźniów zaczęła kiełkować myśl o zbrojnym oporze, były jednak zmniejszenie liczby transportów oraz informacje o niemieckich klęskach na froncie wschodnim. Na podstawie malejącej liczby pociągów kierowanych do Treblinki wysnuto bowiem wniosek, że obóz zostanie wkrótce zlikwidowany, a wszyscy Żydzi wymordowani. Na przełomie lutego i marca 1943 roku grupa więźniów „dolnego obozu” zawiązała tzw. Komitet Organizacyjny. Jego nieformalnym liderem był Julian Chorążycki (lekarz medycyny z Warszawy, kapitan WP), natomiast ekspertem do spraw wojskowych był Želomir „Želo” Bloch (oficer armii czechosłowackiej, vorarbaiter w komandzie sortowniczym). W skład Komitetu weszli ponadto: Ze’ew Kurland (kapo w „lazarecie”), Israel Sudowicz (agronom z Warszawy), Władysław Salzberg (kuśnierz z Kielc, kierownik warsztatu krawieckiego), Adolf Friedman (kapo w komandzie sortowniczym, rzekomo żołnierz Legii Cudzoziemskiej), a także inni więźniowie, których nazwiska pozostają nieznane.
Komitet koncentrował swe wysiłki na zdobyciu broni. Próby przekupienia wachmanów zakończyły się jednak niepowodzeniem. Co więcej, w marcu i kwietniu konspiracja otrzymała szereg bolesnych ciosów. Najpierw znaczną liczbę więźniów, wśród nich „Želo” Blocha i Adolfa Friedmana, przeniesiono do „górnego obozu”. Kilka tygodni później samobójstwo popełnił Chorążycki, u którego Niemcy odkryli pieniądze przeznaczone do przekupienia wachmanów. Zła passa odwróciła się w kwietniu, gdy ślusarzowi Eugeniuszowi Turowskiemu udało się potajemnie dorobić klucz do niemieckiego magazynu z bronią i amunicją. Po pierwszej nieudanej próbie ich wyniesienia aktywność konspiracji przejściowo jednak osłabła.
W maju 1943 roku do obozu dotarły transporty z ogarniętego powstaniem getta warszawskiego. Przykład dany przez bojowników getta podziałał inspirująco na więźniów Treblinki. Do Komitetu dołączyli wkrótce nowi członkowie, w tym starszy obozu Marceli Galewski, który stanął na jego czele. W lipcu konspiracja w „dolnym obozie” liczyła już 60 członków. Okrzepł także ruch oporu w „górnym obozie”, który od wiosny organizowali Bloch i Friedman. Łącznikiem pomiędzy obydwoma komitetami stał się cieśla Jankiel Wiernik, który był jednym z nielicznych więźniów posiadających prawo do przemieszczania się pomiędzy różnymi strefami obozowymi. Pod koniec lipca, gdy palenie zwłok w „górnym obozie” było już prawie zakończone, tamtejsi więźniowie zaczęli się obawiać, że po zakończeniu pracy zostaną wymordowani. Pod ich naciskiem Komitet zdecydował, że powstanie wybuchnie 2 sierpnia o godzinie 16:30.
Konspiratorzy planowali wybić niemieckich esesmanów, zmusić wachmanów do kapitulacji, a następnie spalić obóz i zakończyć jego ludobójczą działalność. W dalszej kolejności zamierzali opuścić Treblinkę i uciec w kierunku Puszczy Białowieskiej. Ich zamiarom sprzyjał fakt, że na kilka godzin przed wybuchem powstania grupa Niemców i wachmanów, wśród nich Kurt Franz, wyjechała z Treblinki, aby zażyć kąpieli w Bugu. Starannie przygotowany plan został jednak zniweczony, gdy Kurt Küttner przypadkiem wykrył złoto u jednego z żydowskich więźniów. Uruchomiony w ten sposób ciąg wydarzeń doprowadził do przedwczesnego rozpoczęcia walki. Dysproporcja sił była bardzo duża, gdyż więźniowie zdołali wynieść z magazynu tylko niewielką ilość broni i amunicji. Niemniej obrzucili granatami komendanturę, wysadzili w powietrze skład paliw oraz podpalili część baraków i warsztatów. W „górnym obozie” zdobyto wartownię, wyeliminowano obsadę centralnej wieżyczki strażniczej oraz podpalono część budynków. Konspiratorom szybko zabrakło jednak amunicji, a ostrzał prowadzony z wieżyczek przy ogrodzeniu spowodował liczne ofiary wśród uciekających więźniów.
Walka trwała niespełna 30 minut. Ostatecznie spośród około 840 więźniów, blisko 400 zdołało zbiec. Od 350 do 400 Żydów zginęło w czasie walki lub forsowania ogrodzenia, a ponad stu schwytano żywcem na terenie obozu. Spośród niemieckich esesmanów ranny został jedynie Küttner, natomiast 5–6 wachmanów zginęło lub odniosło rany. Za zbiegłymi Żydami urządzono zakrojoną na szeroką skalę obławę. Ostatecznie wojnę przeżyło niespełna siedemdziesięciu uciekinierów, w tym dwie kobiety. Wśród Żydów zabitych w czasie powstania i ucieczki znaleźli się wszyscy przywódcy powstania.

## Likwidacja obozu

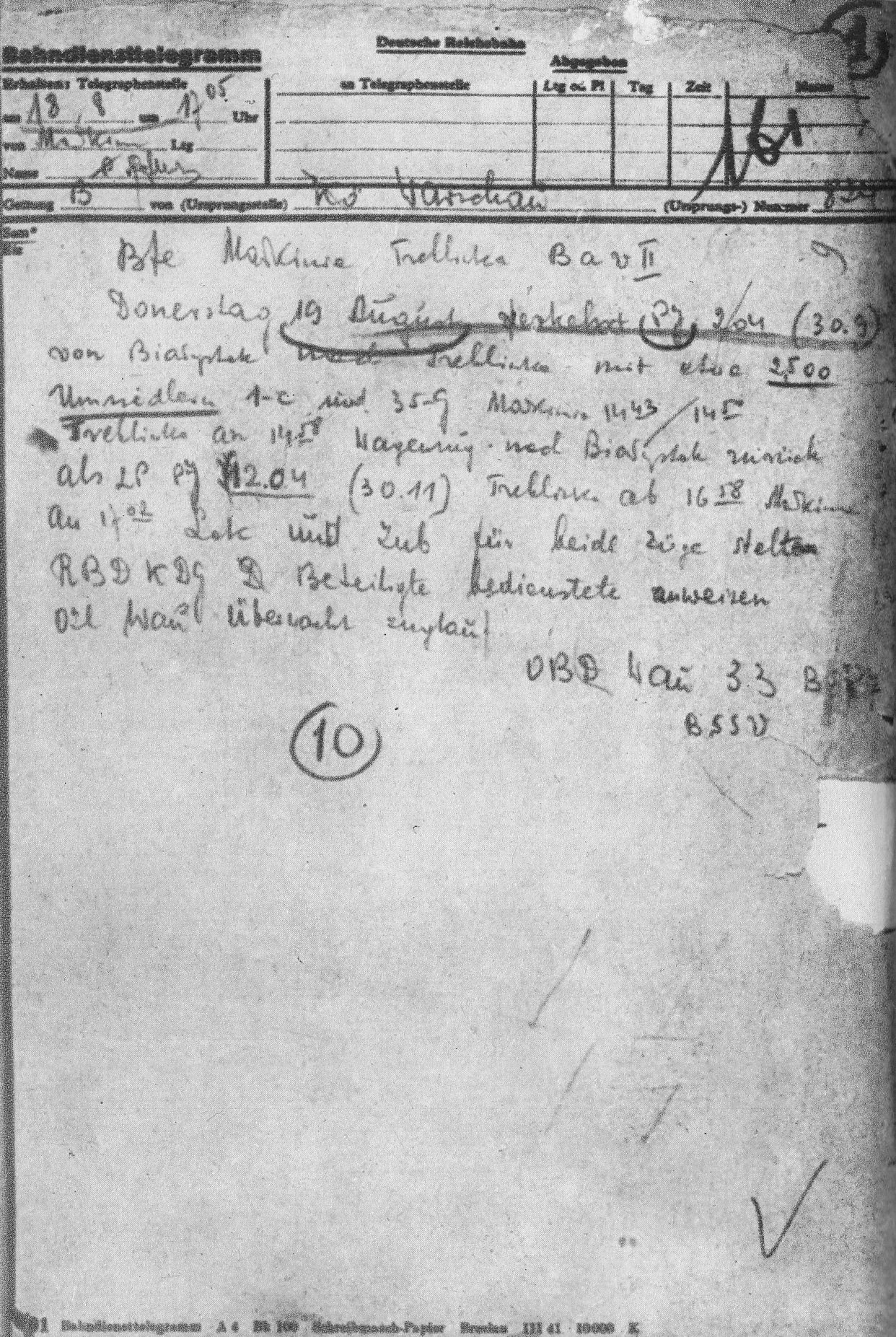
Telegram nadany 18 sierpnia 1943 z Generalnej Dyrekcji Kolei Wschodniej w Warszawie o uruchomieniu następnego dnia, 19 sierpnia 1943, pociągu (symb. Pj 204) z Żydami z getta w Białymstoku do Treblinki w składzie 35 wagonów towarowych. Według Franciszka Ząbeckiego był to ostatni pociąg przyjęty przez obóz przed jego likwidacją

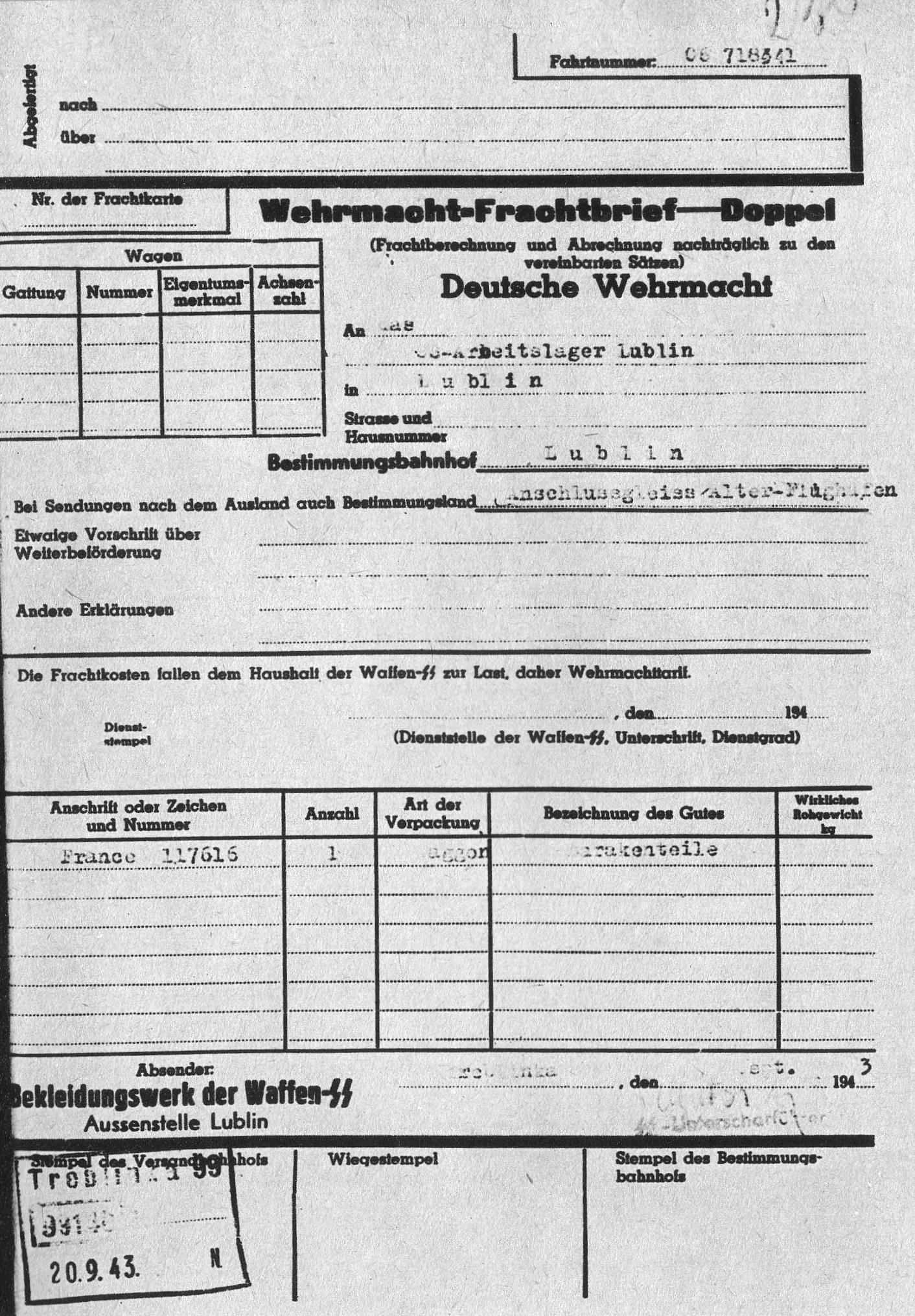
Datowany na 20 września 1943 list przewozowy transportu rozbieranych baraków z likwidowanego obozu zagłady w Treblince do obozu koncentracyjnego na Majdanku

Powstanie nie sparaliżowało ośrodka zagłady, gdyż komory gazowe pozostały nienaruszone, a niedobór siły roboczej uzupełniono, przysyłając grupę żydowskich więźniów z pobliskiego obozu pracy. Wkrótce do Treblinki skierowano część transportów z getta w Białymstoku, którego ostateczna likwidacja rozpoczęła się 16 sierpnia 1943 roku. Jicchak Arad i Jacek A. Młynarczyk podają, że w drugiej połowie sierpnia zgładzono w obozie około 7,5 tys. Żydów. Barbara Schwindt przyjmuje, że do Treblinki skierowano wówczas 11,4 tys. osób, podczas gdy Christian Gerlach szacuje, że do obozów zagłady – przede wszystkim do Treblinki – wywieziono około 17–19 tys. białostockich Żydów. Niemieckie dokumenty kolejowe informują, że ostatni transport do Treblinki wyjechał 23 sierpnia. Franciszek Ząbecki, dyżurny ruchu na stacji Treblinka, twierdził jednak, że ostatni transport przybył do obozu 19 sierpnia.
W związku ze zbliżającym się końcem akcji „Reinhardt” Niemcy rozpoczęli stopniową likwidację obozu. W połowie lub pod koniec sierpnia komendant Stangl wraz z częścią załogi zostali przeniesieni do Triestu. W Treblince pozostało jedynie tzw. Restkommando pod dowództwem Kurta Franza, złożone z kilku esesmanów, grupy wachmanów oraz grupy Żydów. Jego zadaniem było zatrzeć ślady po istnieniu obozu. Przez cały wrzesień i październik więźniowie rozbierali budynki, które przetrwały sierpniowe powstanie, oraz ogrodzenie i wieżyczki strażnicze. Odzyskane materiały i urządzenia wywożono do różnych miejsc przeznaczenia, przede wszystkim do dystryktu lubelskiego. Część kozłów przeciwczołgowych wykorzystano do zabezpieczenia sąsiedniego karnego obozu pracy. Do 17 listopada 1943 roku z Treblinki wywieziono ponad 100 wagonów towarowych ze sprzętem i materiałami budowlanymi. Opróżnione groby zasypano ludzkimi popiołami i piaskiem, a następnie obsiano łubinem. Na terenie poobozowym wzniesiono gospodarstwo rolne otoczone ogrodzeniem z siatki; przy jego budowie wykorzystano cegły pozostałe po budynku z komorami gazowymi. Osadzono na nim dwóch byłych wachmanów z rodzinami: niejakiego Saszkę oraz volksdeutscha z Ukrainy nazwiskiem Strebel. Ich zadaniem było strzec terenu przed niepowołanymi osobami. Strebel sprowadził z Ukrainy do Treblinki swoją rodzinę.
Większość więźniów wywieziono do obozu zagłady w Sobiborze. 20 października przybył tam z Treblinki transport liczący pięć wagonów; kolejny wagon przywieziono 4 listopada. Liczba Żydów, którzy znaleźli się w tych transportach jest nieznana. Arad szacował ją na około 30–50 osób, Robert Kuwałek – na nieco ponad 200. Po kilkutygodniowym pobycie w Sobiborze, gdzie pracowali przy likwidacji obozu i zacieraniu śladów ludobójstwa, wszyscy więźniowie zostali zgładzeni.
Wykonanie ostatnich prac porządkowych w Treblince powierzono grupie około 30 Żydów, których na noc zamykano w dwóch wagonach stojących przy obozowej rampie. 17 listopada Franz i jego ludzie rozstrzelali wszystkich więźniów w pobliskim lesie, a następnie spalili ich ciała. W gronie zamordowanych znalazły się trzy kobiety. Były to ostatnie ofiary Treblinki. Tego samego dnia wachmani wyjechali do Lublina.

## Reakcje

### Ruch oporu

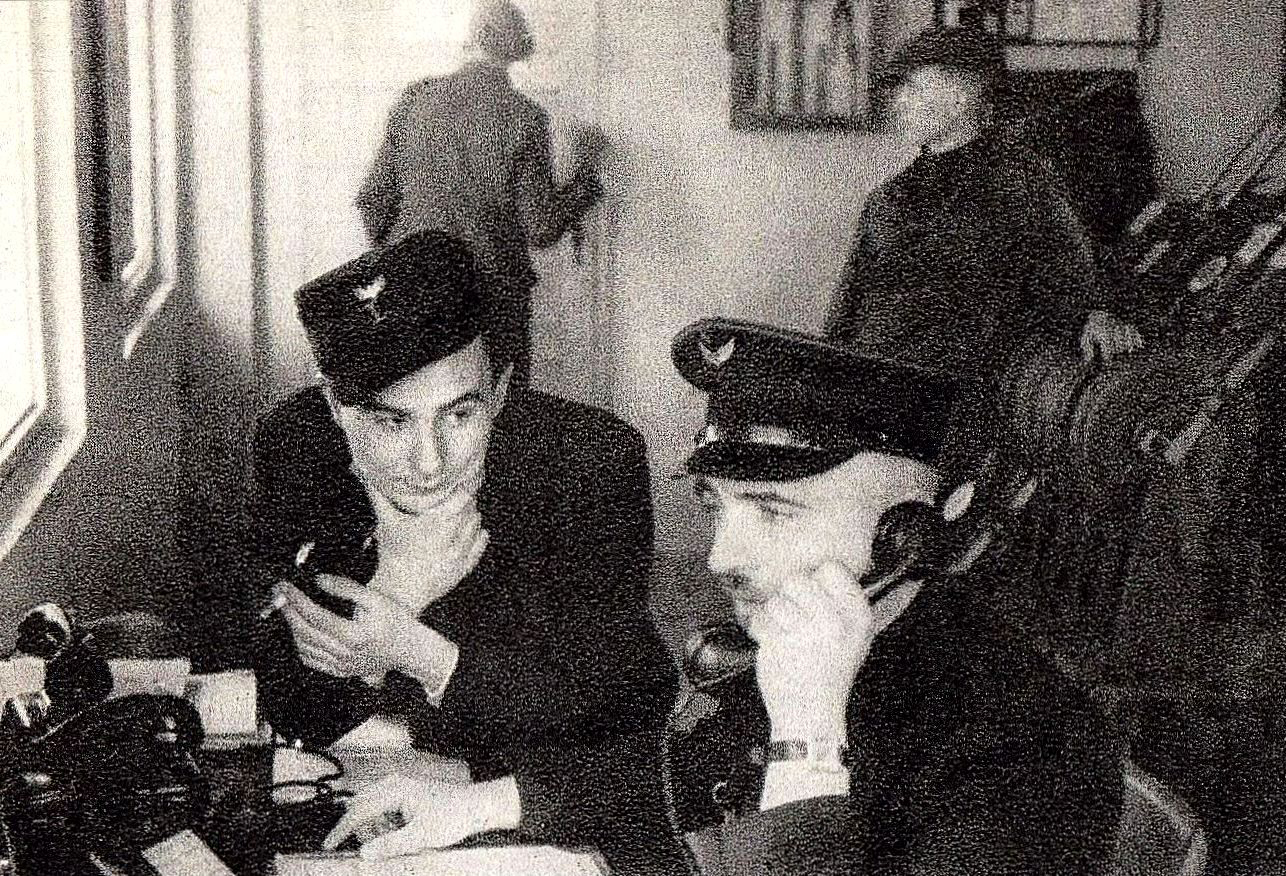
Franciszek Ząbecki (po prawej) na stacji kolejowej Treblinka

Obóz zagłady w Treblince był przedmiotem szczególnego zainteresowania centralnych ośrodków Polskiego Państwa Podziemnego oraz żydowskich organizacji konspiracyjnych w getcie warszawskim. Spośród trzech obozów zagłady akcji „Reinhardt” został stosunkowo najlepiej rozpoznany, zwłaszcza pod względem swojej strony funkcjonalnej.
Dzięki relacjom uciekinierów podziemie w getcie warszawskim już na początku sierpnia 1942 roku poznało prawdę o losie Żydów wywożonych do Treblinki. Wieści przyniesione przez zbiegów dotarły również do pracowników warszawskiego Judenratu, którzy potwierdzili je w rozmowach telefonicznych z mieszkańcami getta w Sokołowie Podlaskim. 26–27 sierpnia uciekinier Dawid Nowodworski złożył zeznanie przed członkami Oneg Szabat. Jego relacja stała się podstawą raportu, który Oneg Szabat sporządziło dla Delegatury Rządu na Kraj. Próbę zdobycia informacji z pierwszej ręki podjął socjalistyczny Bund. Jego działacz, Zalman Frydrych ps. „Zygmunt”, zdołał opuścić getto i przy pomocy polskich kolejarzy prześledzić jeden z transportów. 20 września 1942 roku w czasopiśmie Bundu „Ojf der Wach” („Na Straży”) opublikowano jego raport Żydzi warszawscy są mordowani w Treblince.
Ze wspomnień gen. Tadeusza Komorowskiego ps. „Bór” wynika, że już pod koniec lipca 1942 roku Polskie Państwo Podziemne wiedziało o trwającym w Treblince ludobójstwie. Jego agendy czerpały informacje zarówno z raportów żydowskiej konspiracji, jak też starały się rozpoznać obóz przy użyciu własnych źródeł wywiadowczych. Informatorami byli w tym wypadku przede wszystkim mieszkańcy okolic Treblinki oraz polscy kolejarze. Szczególnie cenne raporty przekazywał Franciszek Ząbecki – członek Armii Krajowej pracujący jako dyżurny ruchu na stacji Treblinka. Przez cały okres istnienia obozu rejestrował on „pociągi specjalne” – ich liczbę, stację wyjazdu, datę przyjazdu do Treblinki, liczbę wagonów, szacunkową liczbę przewożonych Żydów. Potajemnie gromadził także dokumenty kolejowe, które dotyczyły transportów do obozu zagłady (rozkłady jazdy, telegramy, wykazy wagonów, listy przewozowe). Część dokumentacji, którą ocalił przed zniszczeniem podczas przejścia frontu latem 1944 roku, posłużyła jako dowody rzeczowe w procesach zbrodniarzy nazistowskich, w tym członków załogi Treblinki.
Polskie podziemie starało się rozpowszechniać informacje o Treblince w istniejących jeszcze gettach, na przykład w getcie białostockim. W numerze 30(55) wewnętrznego periodyku AK „Informacja Bieżąca” z 17 sierpnia 1942 roku podano wykaz transportów, które odprawiono z getta warszawskiego do Treblinki między 22 lipca a 7 sierpnia. Liczbę ofiar oszacowano na 113 tys., informując jednocześnie bez bliższych szczegółów, że „po odejściu lokomotywy Żydzi zmuszani są do rozbierania się rzekomo do kąpieli, wprowadzani do komory gazowej i traceni”. W numerze 33(58) z 8 września opisano położenie obozu i stosowane w nim techniki eksterminacji, a w numerze 37(62) z 5 października podano informację, że ofiary są mordowane przy użyciu „spalin z domieszką gazów trujących”. W kolejnych miesiącach w raportach Podziemia i artykułach prasy konspiracyjnej nadal publikowano szersze lub krótkie informacje na temat obozu w Treblince. Opisywano w nich stosowane w obozie techniki uśmiercania, podejmowano próby oszacowania liczby ofiar, informowano o kierowanych do Treblinki transportach. Wiele uwagi poświęcono powstaniu więźniów w sierpniu 1943 roku. Polski wywiad odnotował także fakt likwidacji obozu jesienią tegoż roku. W 1944 roku żydowskie podziemie we współpracy z Radą Pomocy Żydom „Żegota” wydało w nakładzie 2 tys. egzemplarzy relację Jankiela Wiernika Rok w Treblince. Została ona także przemycona do Londynu, dzięki czemu jeszcze przed zakończeniem wojny ukazały się jej wydania w jidysz i języku angielskim.
15 listopada 1942 roku zjednoczone organizacje podziemne getta warszawskiego przekazały Polskiemu Państwu Podziemnemu raport Likwidacja żydowskiej Warszawy, opracowany przez członków Oneg Szabat. Jedna z jego części, zatytułowana: Treblinka – pomnik wiecznej hańby narodu niemieckiego, była w całości poświęcona obozowi zagłady i stanowiła pierwsze obszerne opracowanie na jego temat. Na podstawie relacji uciekinierów opisano lokalizację i topografię obozu, a także sporządzono jego dokładny plan. Szczegółowo opisano mechanizm eksterminacji oraz pracę więźniów. Autorom udało się natomiast zdobyć jedynie szczątkowe informacje na temat załogi Treblinki. Ponadto w opracowaniu podano błędnie, iż ofiary są zabijane przy użyciu pary wodnej, a liczbę ofiar oszacowano przesadnie na dwa miliony. Pod koniec 1942 roku raport został dostarczony do Londynu przez kuriera Jana Karskiego.
W lutym 1943 roku Żydowski Komitet Narodowy i Bund za pośrednictwem „Żegoty” przekazały Delegaturze Rządu na Kraj kolejny raport, zatytułowany Druga czarna księga o wymordowaniu Żydów w Polsce. Znalazły się w nim m.in. dwie relacje uciekinierów z Treblinki oraz meldunki na temat obozu, częściowo opracowane na podstawie informacji przekazanych przez wywiad AK. Zawierały one szczegółowe informacje na temat funkcjonowania ośrodka zagłady – m.in. była w nich mowa o mordowaniu ofiar przy użyciu spalin oraz o zabijaniu „osób niechodzących” w „lazarecie”. Dokument ten został wysłany do Londynu pod koniec marca 1943 roku. W alianckich i neutralnych stolicach informacje o eksterminacji Żydów przyjęto jednak z niedowierzaniem. Spotkały się z niewielkim zainteresowaniem opinii publicznej i nie spowodowały poważniejszej reakcji politycznej lub militarnej. Bezskuteczne okazały się wysiłki polskiego rządu, aby nakłonić aliantów do przeprowadzenia akcji odwetowych wobec niemieckiej ludności cywilnej.
27 stycznia 1943 roku komendant Obszaru Warszawskiego AK otrzymał od komendanta głównego AK gen. Stefana Roweckiego ps. „Grot” rozkaz w sprawie „rozpoznania obozów w Treblince i nadesłania wniosków co do możliwości dokonania napadu na obóz oraz plan organizacji tej akcji”. W archiwach nie udało się jednak odnaleźć wyników rozpoznania, które wywiad Obszaru Warszawskiego zapewne zdołał przeprowadzić, ani też ewentualnych wniosków na temat możliwości przeprowadzenia ataku na obóz zagłady i sąsiedni karny obóz pracy. Franciszek Ząbecki twierdził, że w związku z przygotowaniami do ataku polecono mu sporządzić plan obozu. Ostatecznie pomysł ataku miał jednak zostać zarzucony. Sprawa domniemanych planów ataku Armii Krajowej na Treblinkę, a także ich ewentualnej realizacji, pozostaje niejasna. Była po wojnie przedmiotem licznych manipulacji i przekłamań, a także budzi spory historyków. Jest z nią m.in. związane fałszerstwo historyczne, znane pod nazwą akcja „Treblinka”.

### Ludność
Mimo stosowanych przez Niemców środków ostrożności miejscowi Polacy szybko poznali prawdę o tym, co dzieje się w obozie. W okolicy niemal stale czuć było swąd rozkładających się lub palących się zwłok, niektórzy chłopi byli nawet w stanie usłyszeć krzyki i strzały. Życie w cieniu ośrodka zagłady było – jak podkreślają świadectwa współczesnych – źródłem traumy dla mieszkańców pobliskich wiosek. Życie osób pracujących lub mieszkających w pobliżu torów było niemal stale zagrożone z powodu strzelanin, które po pijanemu urządzali konwojenci z transportów lub niemieccy kolejarze ze stacji Treblinka. Podobne zagrożenie stwarzali wachmani z obozowej załogi, którzy po służbie rozchodzili się po okolicy. Latem 1942 roku SS-Obersturmführer Wirth polecił rozstrzelać w „lazarecie” dziesięciu rzekomych „spekulantów”; wśród nich byli rolnicy pracujący w polu, a nawet 10-letni chłopiec. Znane są 22 przypadki zabójstw mieszkańców Wólki Okrąglik lub skierowania ich do obozu pracy Treblinka I. Ludność musiała także świadczyć rozmaite prace na rzecz obozu i jego załogi, na przykład dostarczać podwody lub kopać groby dla Żydów zmarłych i zabitych w czasie transportu.
Z drugiej strony bliskość obozu wpłynęła demoralizująco na część ludności polskiej. Ocalali Żydzi wspominali, że podczas postojów na bocznicach i stacjach kolejowych niektórzy Polacy po horrendalnych cenach sprzedawali wodę stłoczonym w wagonach ludziom. Do takich wypadków dochodziło m.in. na stacji kolejowej w Treblince. W okolicach obozu szybko powstała „gospodarka o obiegu zamkniętym”. Żydzi w tajemnicy przed Niemcami sprzedawali wachmanom walutę, złoto i precjoza, otrzymując w zamian żywność – w tym nawet wódkę i produkty luksusowe – a także papierosy lub rozmaite przysługi. Swoje zarobki wachmani wydawali natomiast w okolicznych wsiach. W ten sposób polska ludność czerpała zyski ze sprzedaży żywności dla więźniów za pośrednictwem wachmanów, jak też trafiały do niej pożydowskie pieniądze i kosztowności, które ci ostatni przeznaczali na wódkę, żywność i usługi prostytutek. Intymne stosunki z wachmanami utrzymywały zarówno niektóre miejscowe kobiety i dziewczęta, jak i zawodowe prostytutki, które znęcone możliwością zarobku przybywały z odległych miejscowości, w tym z Warszawy. W okolice Treblinki ściągali także spekulanci, którzy skupowali od chłopów i wachmanów pożydowskie mienie. Wedle słów Jerzego Królikowskiego:

Biedne podlaskie okolice zamieniły się w złotodajną krainę, do której biegły na wyścigi szumowiny z całego kraju.

Józef Górski, właściciel majątku w Ceranowie, odnotował natomiast w swych wspomnieniach:

Opodal Treblinki leży wieś Wólka Okrąglik. Gospodarze tej wsi wysyłali swe żony i córki do ukraińskich strażników zatrudnionych w obozie, i nie posiadali się z oburzenia, gdy te kobiety przynosiły za mało pierścionków i innych kosztowności pożydowskich, uzyskanych w zapłatę za osobiste usługi. Proceder ten był oczywiście materialnie bardzo korzystny: strzechy zanikły zastąpione blachą, a cała wieś robiła wrażenie Europy, przeniesionej do tego zapadłego zakątka Podlasia. Kosztem jakich strat moralnych ten dobrobyt został osiągnięty, o tym nikt nie myślał.

O demoralizacji, której ulegli mieszkańcy wsi sąsiadujących z obozem, wspomniano także na łamach konspiracyjnego biuletynu „Agencja Informacyjna Wieś”, sygnowanego przez Centralne Kierownictwo Ruchu Ludowego. Niemniej pojawiają się głosy, że skalę negatywnych zjawisk wyolbrzymiono, niesłusznie stygmatyzując wszystkich mieszkańców Wólki Okrąglik i sąsiednich wsi. Franciszek Ząbecki twierdził, że polska konspiracja starała się przeciwdziałać patologicznym postawom. Podziemie miało wymierzyć chłostę rolnikowi, który zmuszał swą dwunastoletnią córkę do sypiania z wachmanami. Ukarać miano także dwie przyjezdne prostytutki – jednej ogolono głowę, drugą zabito.
Z zeznań i relacji ocalałych więźniów wyłania się generalnie negatywny obraz stosunku polskiej ludności do uciekinierów z obozu. W dużej mierze owe oskarżenia potwierdzają także relacje polskie. Na tej podstawie Jicchak Arad doszedł do wniosku, że polscy chłopi w swej większości nie tylko nie wspomagali zbiegłych Żydów, lecz motywowani chciwością i antysemityzmem wydawali ich w ręce Niemców lub rabowali i mordowali na własną rękę. Szczególnie wrogi stosunek do uciekinierów mieli jakoby przejawiać mieszkańcy najbliższych okolic Treblinki, którzy wzbogacili się na handlu z wachmanami. Arad twierdził ponadto, że poważne zagrożenie dla uciekinierów stwarzali partyzanci Armii Krajowej oraz członkowie „prawicowych i faszystowskich odłamów polskiego podziemia”. Przekonanie o wrogości i obojętności Polaków miało być jednym z powodów, dla których więźniowie nie decydowali się na ucieczkę lub woleli szukać schronienia w istniejących jeszcze gettach. Teresa Prekerowa przeanalizowawszy 27 żydowskich i polskich relacji, zwracała jednak uwagę, że większość negatywnych ocen nie odnosiła się do konkretnych przypadków, lecz polegała na sądach ogólnych. Ponadto tylko część autorów żydowskich pisała o swoich kontaktach z ludnością polską. Trudno jest więc oszacować rzeczywistą skalę negatywnych zjawisk. Prekerowa przypuszczała również, że rzekomymi partyzantami napadającymi na uciekinierów z Treblinki mogli być podszywający się pod członków ruchu oporu pospolici bandyci, a fakt, że we wspomnieniach wydanych wiele lat po wojnie uciekinierzy często nie powtarzali oskarżeń pod adresem AK, które pojawiły się w zeznaniach złożonych zaraz po wyzwoleniu, może sugerować, że owe oskarżenia były efektem presji propagandy stalinowskiej.

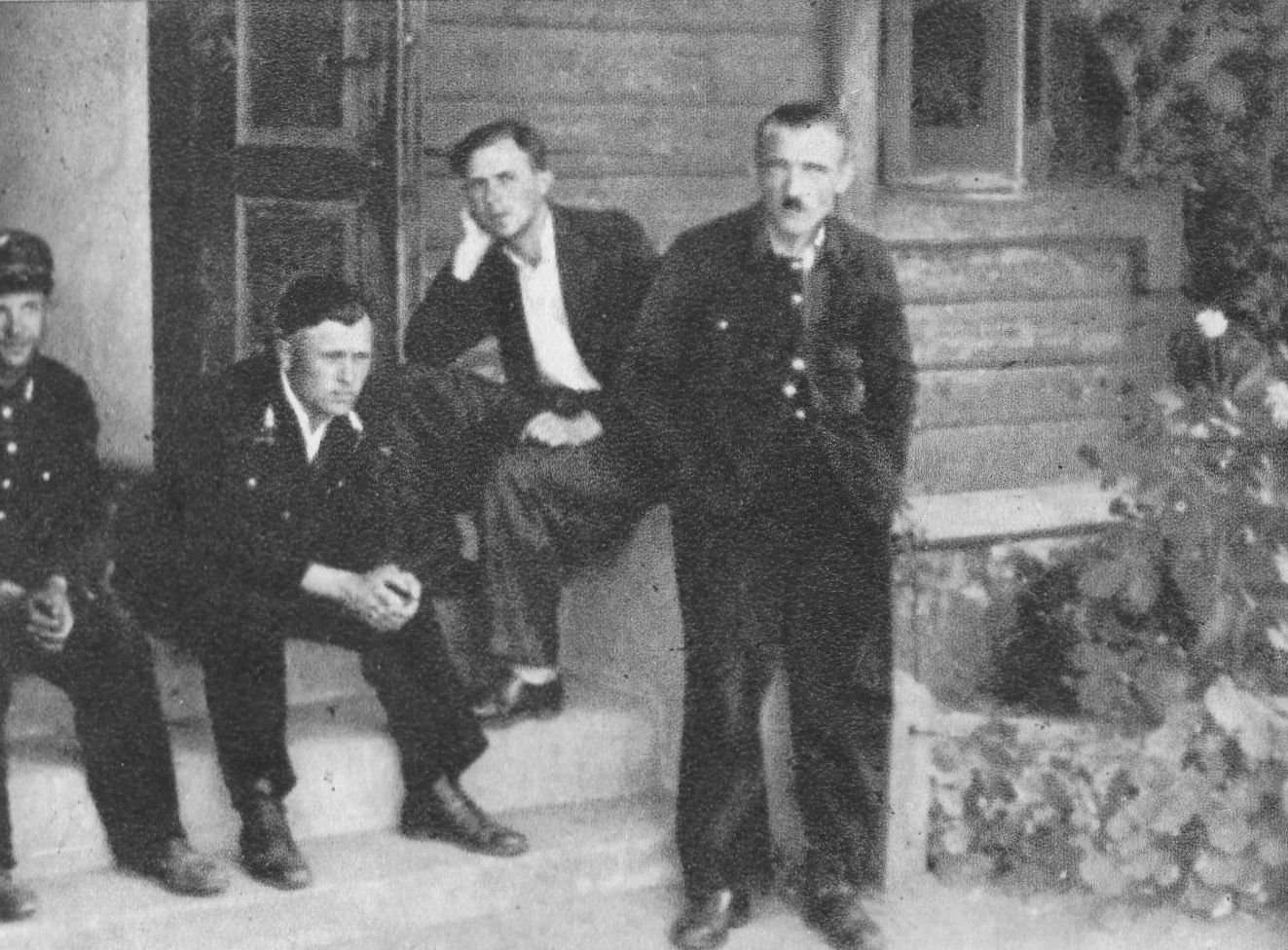
Polscy kolejarze na stacji Treblinka

Mimo iż w okupowanej Polsce za wszelką pomoc Żydom groziła kara śmierci, niektórzy mieszkańcy okolic Treblinki wspierali uciekinierów z obozu i transportów. Wielu uczestników powstania z sierpnia 1943 roku oraz wcześniejszych uciekinierów ocalało dzięki pomocy udzielonej przez Polaków. Najczęstszą formą pomocy było podarowanie żywności, niekiedy także udzielenie schronienia. W przeanalizowanych przez Prekerową relacjach przeważają przy tym informacje o pomocy bezinteresownej. Członkowie kolejarskich rodzin Bąków, Gawkowskich, Pronickich, Sochów, Wierzbowskich i Ząbeckich podawali wodę lub żywność do wagonów na stacji w Treblince. Niektórzy kolejarze mieli także pomagać Żydom w ucieczkach z transportów lub ułatwiać uciekinierom z obozu wydostanie się z wagonów załadowanych zrabowanym mieniem (zdaniem Prekerowej skala udzielanej przez kolejarzy pomocy jest jednak przez Ząbeckiego wyolbrzymiana). Kolejarz Karol Socha ukrył w swojej stodole żydowskiego uciekiniera, a następnie pomógł mu w ucieczce. W odległości zaledwie 4 kilometrów od obozu żydowską dziewczynkę ukrywało małżeństwo Diehlów z majątku Jasieniec. Udzielali oni także doraźnej pomocy uciekinierom z obu obozów. Najwięcej Żydów w sąsiedztwie obozu, bo aż 11 osób, ukrywała rodzina Góral z Kosowa Lackiego.
Do 2011 roku 91 mieszkańców powiatu sokołowsko-węgrowskiego, na którego terenie znajdowały się obozy Treblinka I i Treblinka II, zostało odznaczonych medalem „Sprawiedliwy wśród Narodów Świata”, aczkolwiek jak podkreśla Dariusz Libionka, tylko kilkoro z nich odznaczono za pomaganie uciekinierom z obozu zagłady. 44 mieszkańców powiatu zostało zamordowanych przez Niemców w odwecie za szeroko rozumianą pomoc Żydom. Był wśród nich 21-letni pracownik kolei Jan Maletko, którego zastrzelono na stacji Treblinka, gdy usiłował podać wodę do wagonów. Inny kolejarz, Stanisław Przyborowski z Wólki Okrąglik, zginął w obozie pracy Treblinka I, gdyż porzucił pracę, nie chcąc uczestniczyć w przewożeniu ofiar do obozu zagłady. W kilku relacjach więźniów pojawia się informacja o polskiej dziewczynie, którą złapano przy obozowym ogrodzeniu podczas próby przekazania Żydom paczki z żywnością, a następnie rozstrzelano.

## Dzieje powojenne

### Okres profanacji

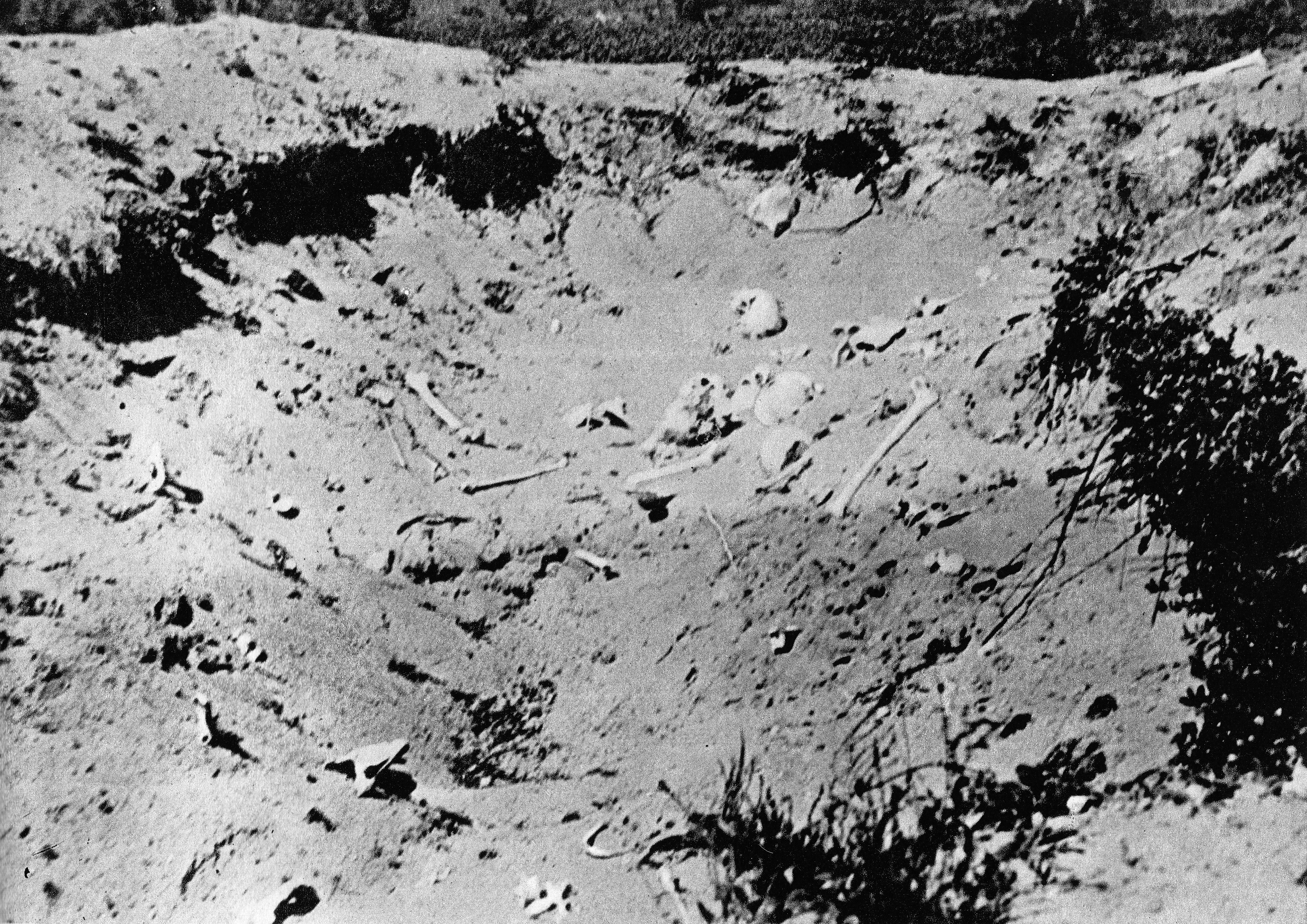
Teren byłego obozu sfotografowany latem 1945 roku

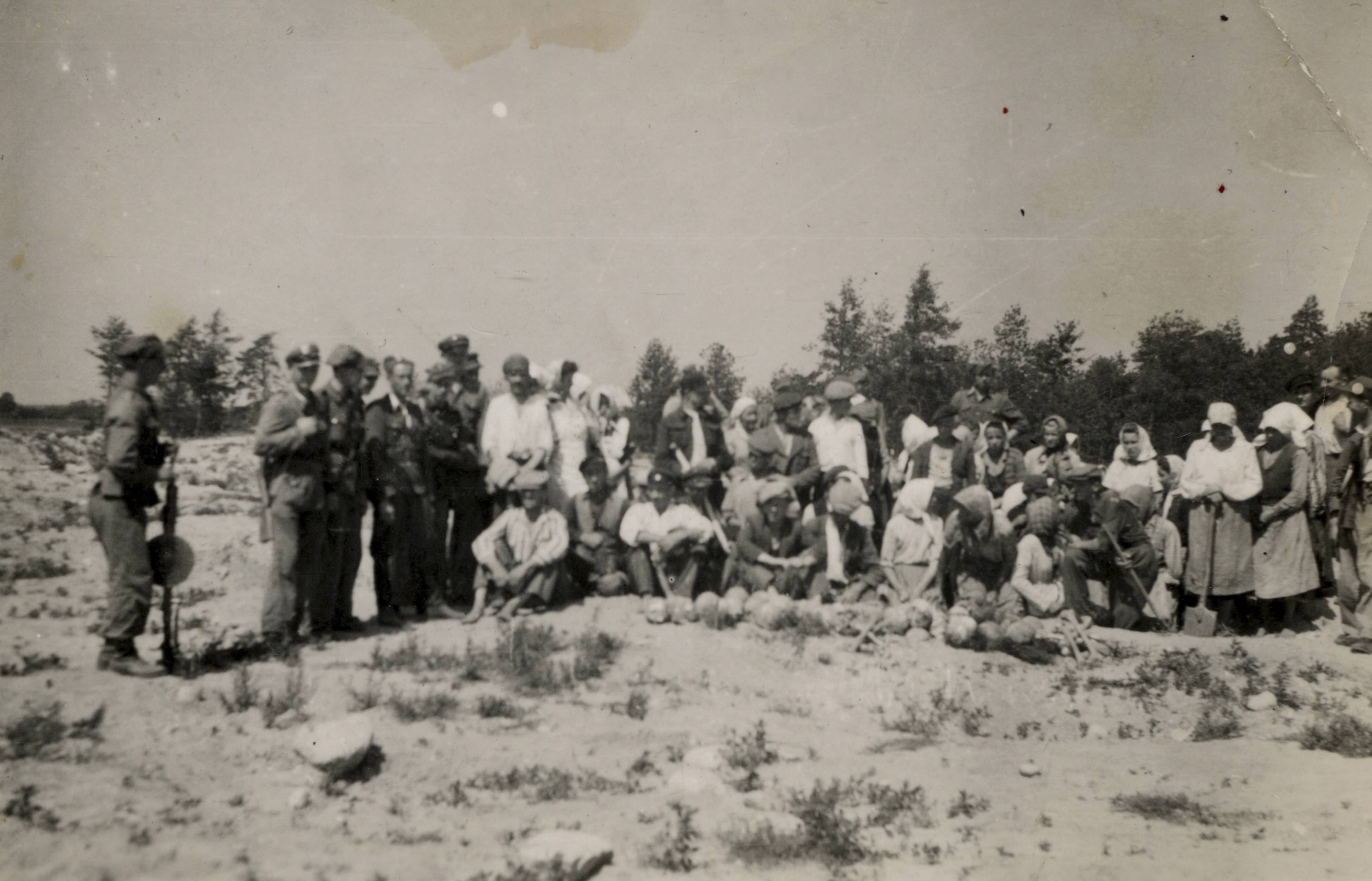
„Kopacze” z okolic Treblinki schwytani podczas milicyjnej obławy

W sierpniu 1944 roku, w obawie przed zbliżającą się Armią Czerwoną, obaj wachmani podpalili zabudowania swojej „farmy” i wraz z rodzinami uciekli w kierunku Małkini. Wkrótce po wyparciu wojsk niemieckich oględzin terenu poobozowego dokonała Polsko-Radziecka Komisja do Zbadania Zbrodni Niemieckich (15 września 1944). Kolejne komisje, działające na zlecenie władz państwowych i organizacji żydowskich, odwiedziły teren byłego obozu we wrześniu i listopadzie 1945 roku. Od 24 września do 22 listopada 1945 roku, dochodzenie w sprawie zbrodni popełnionych w Treblince II prowadziła Główna Komisja Badania Zbrodni Niemieckich w Polsce. W 1946 roku opublikowane zostały reportaż Racheli Auerbach Afn di felder fun Treblinke („Na polach Treblinki”) oraz praca Zdzisława Łukaszkiewicza Obóz straceń w Treblince. Były to pierwsze kompleksowe opracowania na temat obozu.
Jesienią 1945 roku jedynymi pozostałościami po farmie wachmanów były resztki fundamentów budynku gospodarczego oraz wykop po piwnicy. Nie zachowało się również ogrodzenie. Zostało ono, podobnie jak ruiny farmy, rozebrane przez miejscową ludność, która uzyskany w ten sposób materiał wykorzystała do odbudowy gospodarstw zniszczonych w czasie przejścia frontu. Po samym obozie zachowały się przede wszystkim pozostałości po rampie kolejowej; istniały one jeszcze w 1962 roku.
W okresie powojennym w okolicach Treblinki działały „hieny cmentarne”, które rozkopywały tereny poobozowe w poszukiwaniu pożydowskiego złota i kosztowności. O skali tego procederu świadczą dokumenty oficjalne, artykuły prasowe, kronika filmowa, zdjęcia wykonane podczas oględzin, a także relacje mieszkańców okolicznych wsi. „Kopacze” usiłowali odnaleźć przede wszystkim złoto i precjoza, które ukryli więźniowie. Nie mieli jednak oporów przed rozkopywaniem masowych grobów i profanowaniem ludzkich szczątków w poszukiwaniu złotych zębów lub ukrytych kosztowności. Raport komisji, która badała teren poobozowy we wrześniu 1945 roku, informował: „Całe pole poobozowe było przekopane i zryte, a doły w których leżały ludzkie kości, sięgały nawet 10 metrów […] W powietrzu unosił się odór gnijących ciał”. W kronice 6 Wileńskiej Brygady AK pod datą 2 lutego 1946 roku zapisano natomiast: „Ciągłe rozkopywanie i ograbianie trupów doszło do ostatnich granic zezwierzęcenia. Wyrywa się zęby, całe szczęki, obcina ręce, nogi, głowy, aby zdobyć kawałek złota”. Rachela Auerbach w swym reportażu porównała tę sytuację do gorączki złota, określając Treblinkę mianem „Polskiego Kolorado”. W późniejszych publikacjach Treblinka była także nazywana „Eldorado Podlasia”.
„Poszukiwacze skarbów” przybywali zarówno z okolicznych wsi, jak i z odległych miejscowości (np. Makowa Mazowieckiego i Warszawy). Działali w dobrze zorganizowanych gangach, które strzegły terenu przed indywidualnymi poszukiwaczami, a posłuch wymuszały brutalną przemocą. W procederze aktywnie uczestniczyli sowieccy żołnierze stacjonujący w Kosowie Lackim i na lotnisku w Ceranowie. Posługiwali się oni materiałami wybuchowymi, aby wydobyć z ziemi ludzkie szczątki. Piotr Głuchowski i Marcin Kowalski oceniali, że wraz z przybyciem Sowietów do Treblinki „chłopskie kopanie zamieniło się w przemysł”. Jeszcze dalej idące wnioski wyciągnął Kazimierz Krajewski, którego zdaniem „to sowieccy żołnierze, a nie polscy chłopi byli rzeczywistymi organizatorami rozkopywania, profanowania i ograbiania masowych mogił”.
Na początku lutego 1946 roku żołnierze 6 Wileńskiej Brygady AK przeprowadzili ekspedycję karną przeciw „kopaczom”; schwytanych ukarano chłostą. Pod koniec tegoż miesiąca akcję przeciw „hienom” przeprowadziły z kolei oddziały Pogotowia Akcji Specjalnej NZW, jednakże ich celem było „ściągnięcie kontrybucji” i wykorzystanie zdobytych środków na zakup broni. Władze komunistyczne podejmowały działania, aby zapobiec profanacjom, miały one jednak dość ograniczony charakter. 4 marca 1946 roku dowódca jednostki wojskowej w Ostrowi Mazowieckiej zameldował, że jego podwładni przeprowadzili obławę i zatrzymali na gorącym uczynku pewną liczbę „kopaczy”. Informacje o przypadkach zatrzymywania „hien” i wymierzania im doraźnych kar znajdują się także w aktach Powiatowego Urzędu Bezpieczeństwa Publicznego w Sokołowie Podlaskim. Jedyną udokumentowaną sprawą sądową pozostaje jednak oskarżenie z września 1946 roku wniesione przeciw „kopaczowi” ze wsi Kiełczew. Część zachowanych dokumentów wskazuje, że władze komunistyczne bagatelizowały problem profanacji. Kazimierz Krajewski wiąże tę bierność z faktem udziału czerwonoarmistów w procederze rozkopywania grobów.
Między grudniem 1946 roku a lipcem 1947 roku teren poobozowy był kilkukrotnie wizytowany przez komisje złożone z przedstawicieli władz państwowych i organizacji żydowskich. 2 lipca tegoż roku Sejm uchwalił ustawę o upamiętnieniu obozów Treblinka I i Treblinka II. 25 lipca w Sejmie zebrał się po raz pierwszy Komitet Upamiętnienia Ofiar Treblinki. Do końca września prowizorycznie ogrodzono teren poobozowy i skierowano tam jednostkę wojskową, która zorganizowała stałą ochronę. Podjęto także decyzję o rozpisaniu konkursu na projekt mauzoleum i zorganizowaniu zbiórki pieniężnej na sfinansowanie jego budowy. Wkrótce zmalało jednak zainteresowanie sprawą upamiętnienia Treblinki. Wybrany w wyniku konkursu projekt mauzoleum autorstwa Alfonsa Zielonki i Władysława Niemca nie został zrealizowany. Komitet Upamiętnienia Ofiar Treblinki wkrótce zaprzestał działalności, prawdopodobnie na znak protestu przeciw bierności władz. Instytucje żydowskie także zaniechały poważniejszych działań. W 1949 roku wytyczono jeszcze geodezyjnie teren obozu oraz ogrodzono go drutem kolczastym. Podczas oględzin przeprowadzonych w czerwcu 1954 roku stwierdzono jednak, że ogrodzenie zostało zniszczone, a na terenie poobozowym nadal działają „poszukiwacze skarbów”. Dokumenty oficjalne i artykuły prasowe zawierające wzmianki o „kopaczach” pochodzą jeszcze z 1958 roku. Zdaniem Martyny Rusiniak-Karwat cezurą wyznaczającą koniec „okresu profanacji i zapomnienia” stało się dopiero odsłonięcie pomnika-mauzoleum w 1964 roku.

### Upamiętnienie

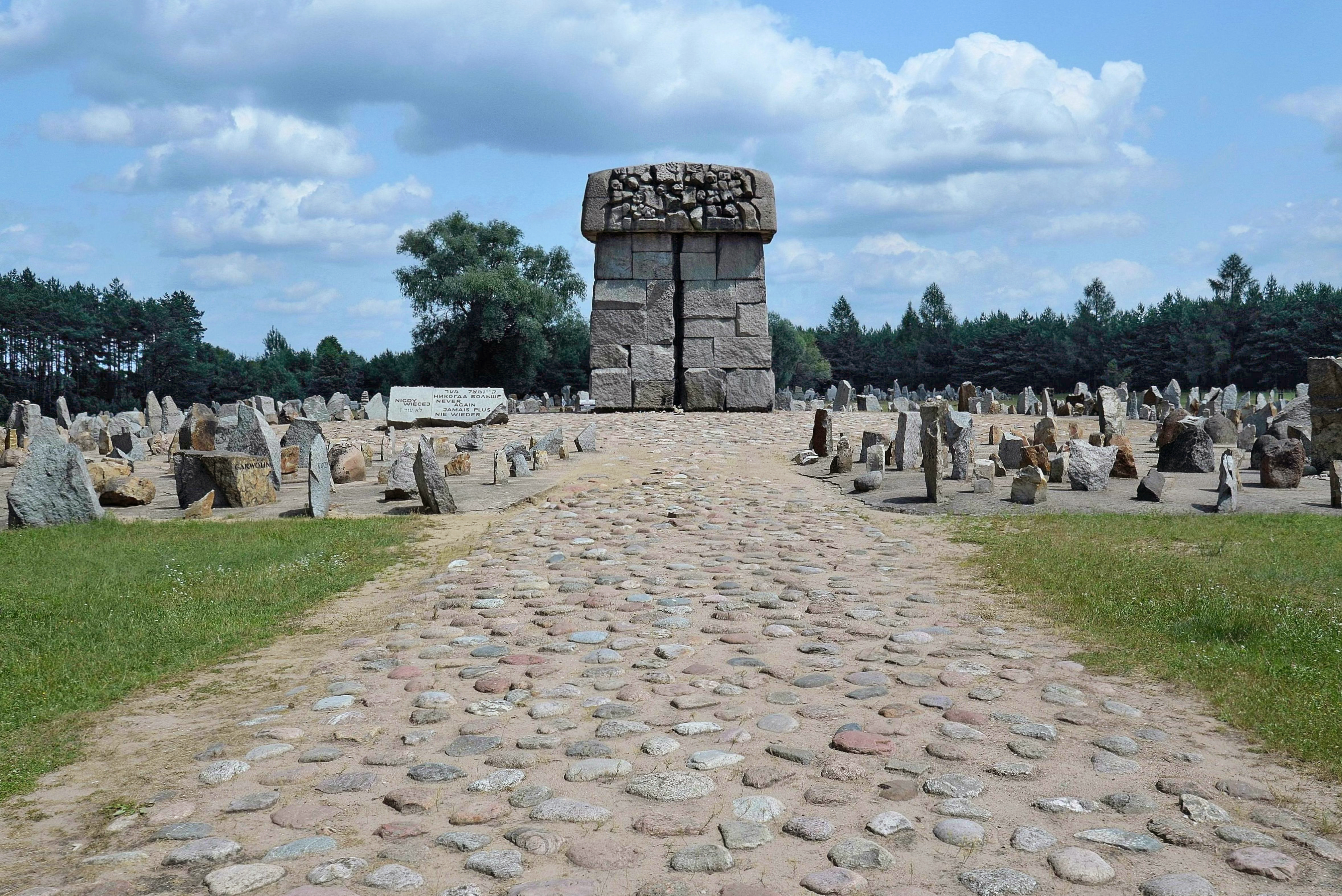
Centralna część pomnika Ofiar Obozu Zagłady w Treblince

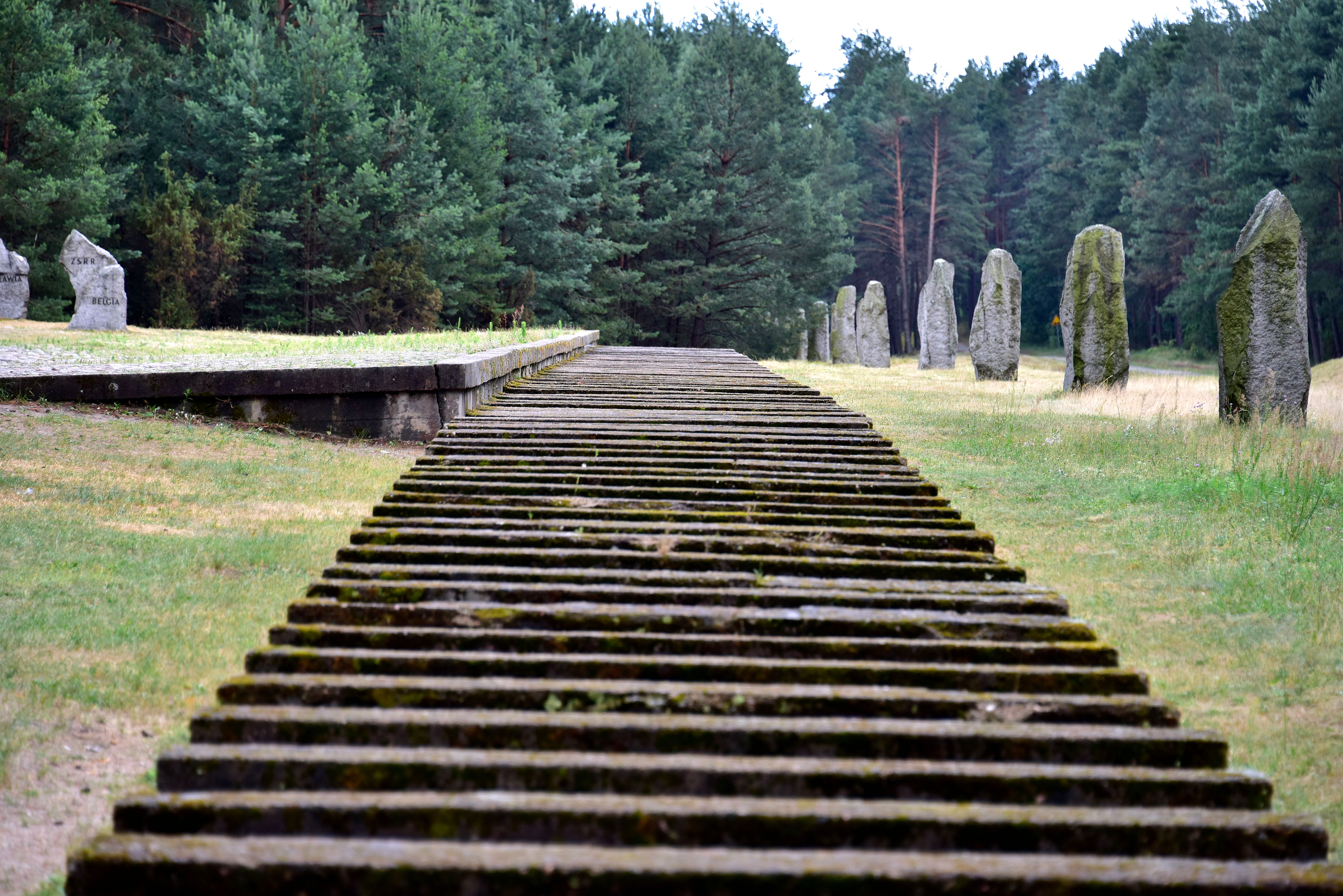
Symboliczny tor kolejowy. Po lewej rampa, po prawej słupy wyznaczające granicę obozu

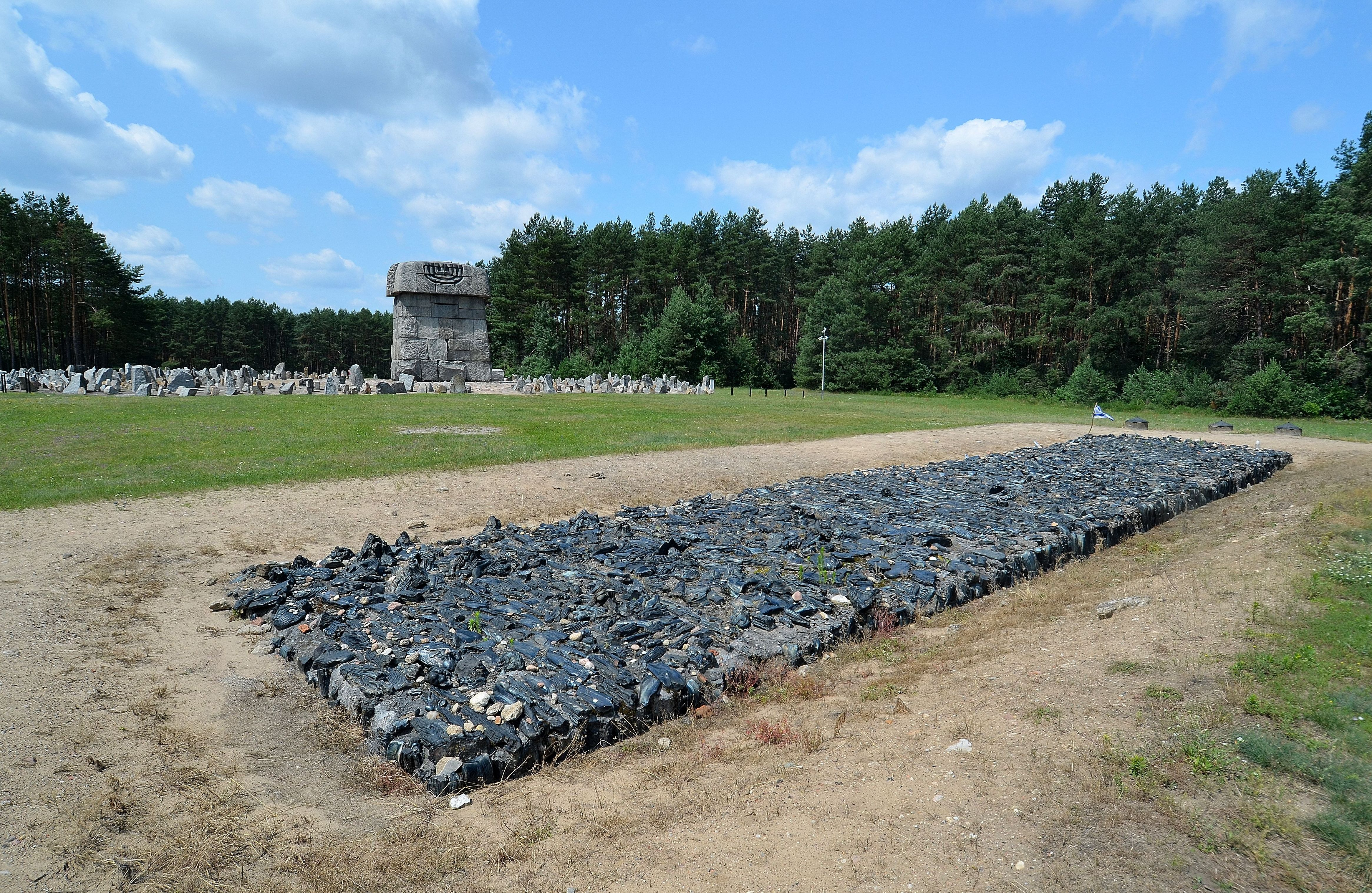
Płyta symbolizująca palenisko

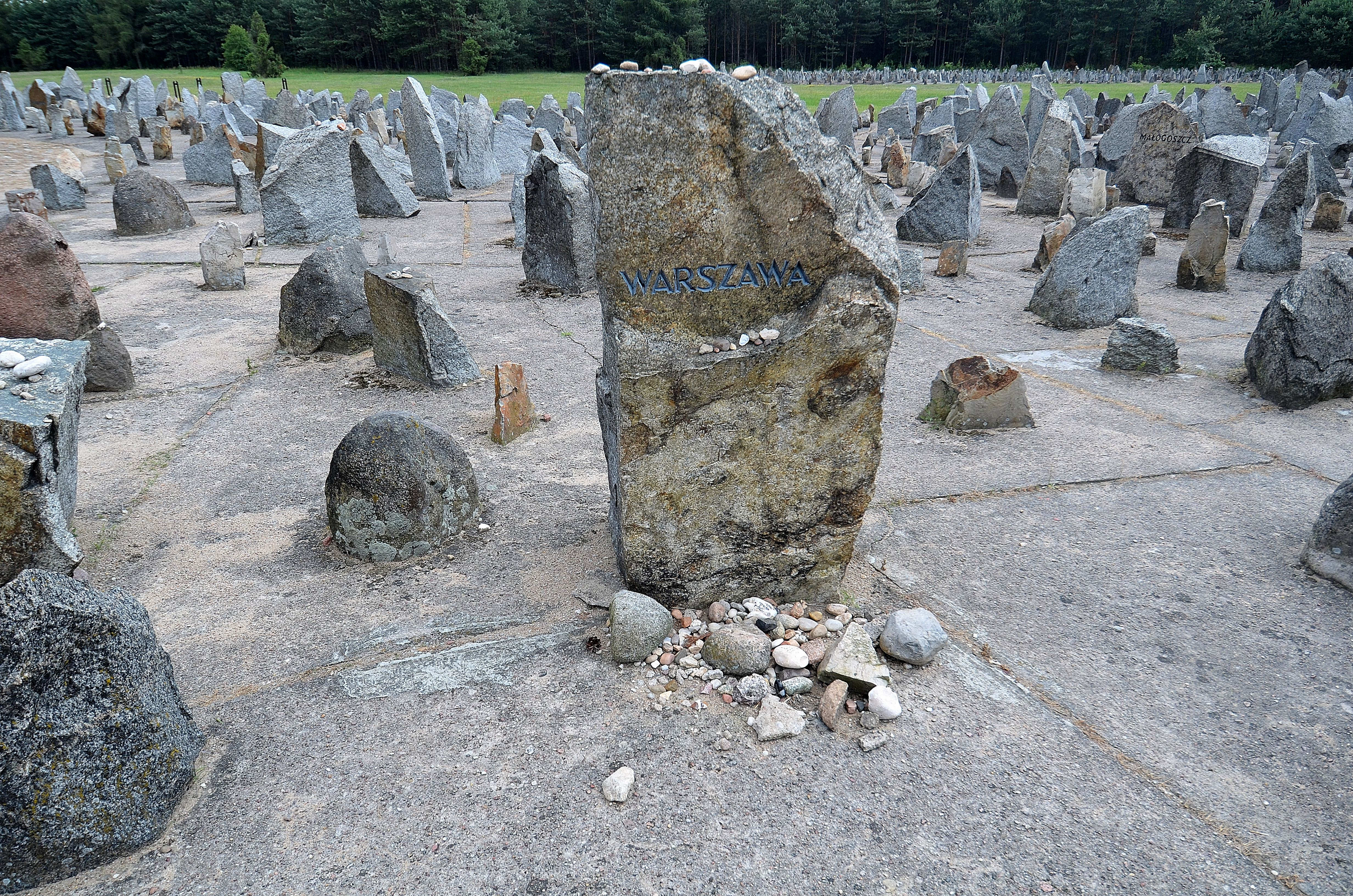
Kamienie-nagrobki. Na pierwszym planie kamień upamiętniający Warszawę, skąd pochodziła największa liczba ofiar obozu

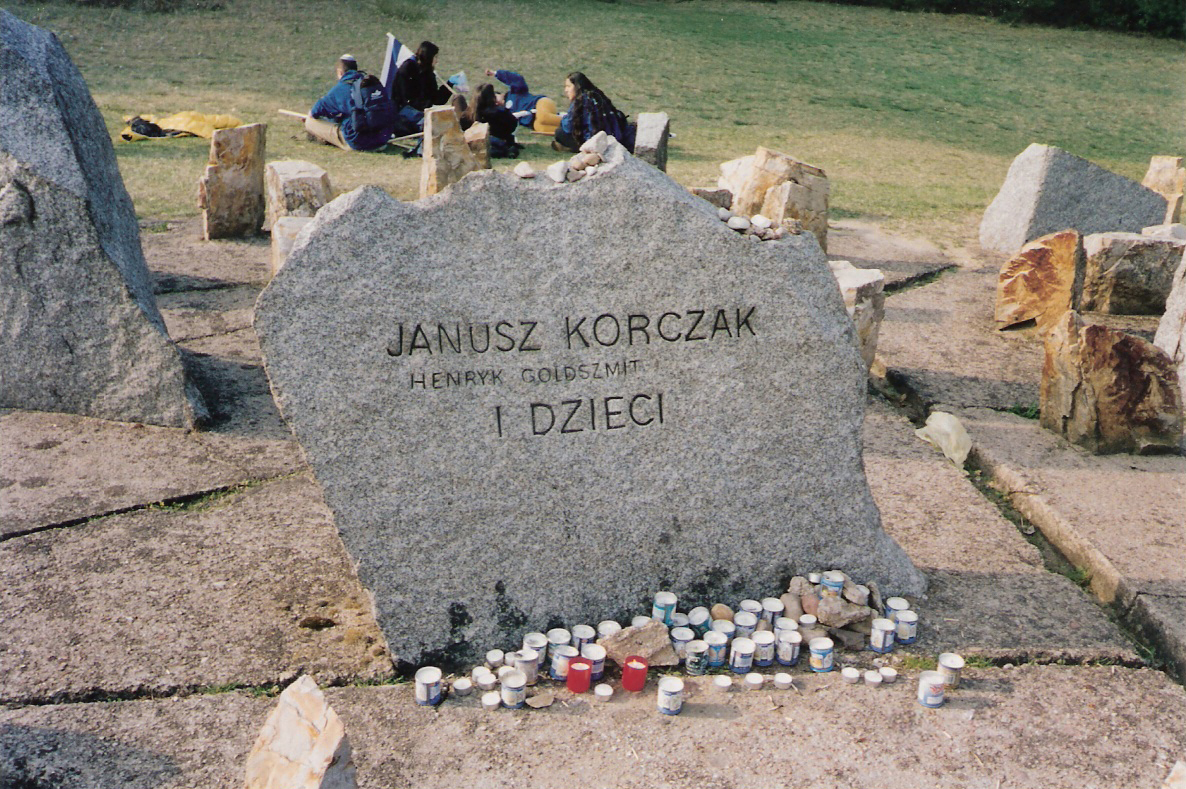
Głaz upamiętniający Janusza Korczaka i dzieci z warszawskiego Domu Sierot

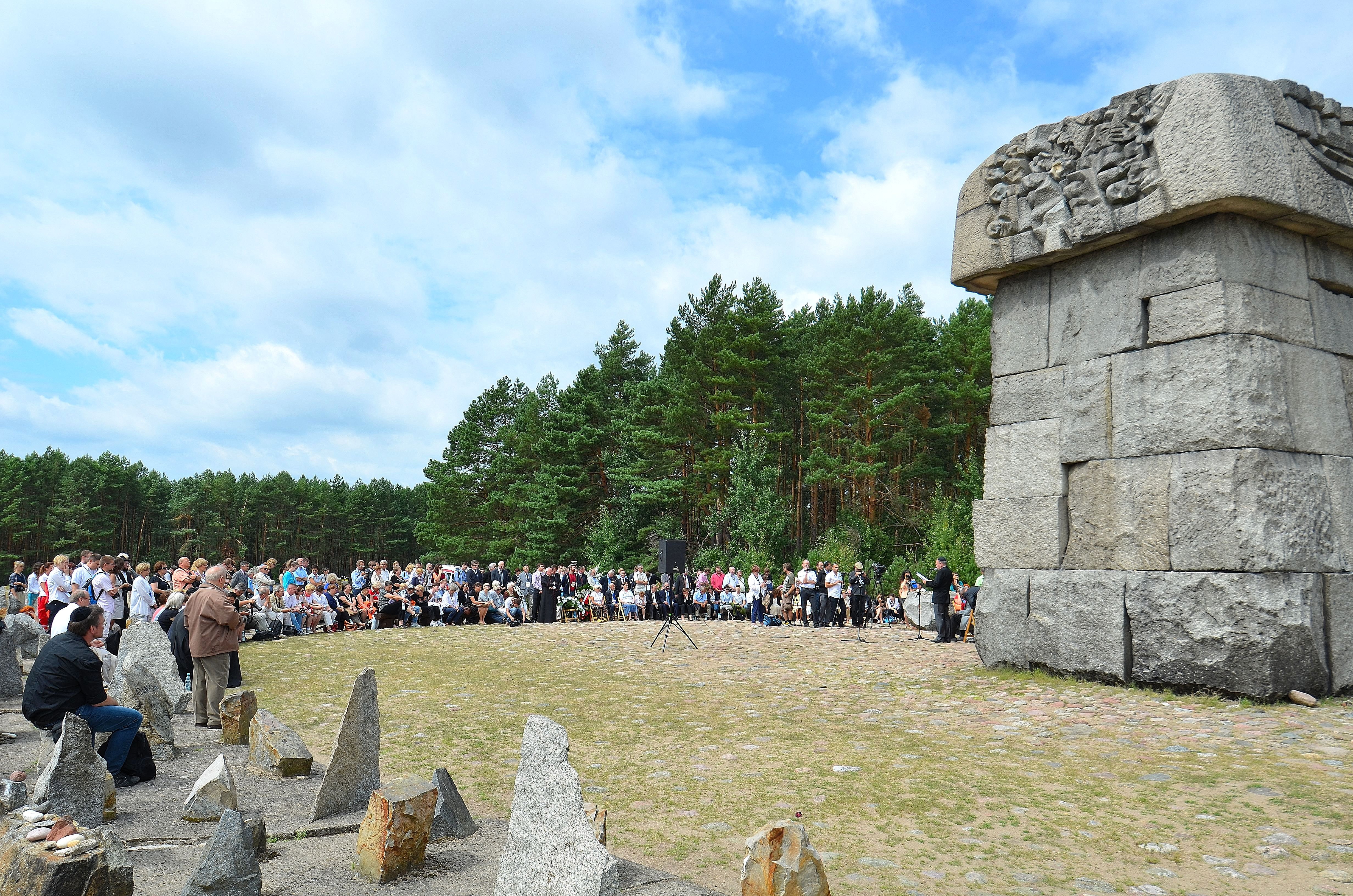
Uroczystości 70. rocznicy powstania w Treblince, 2 sierpnia 2013

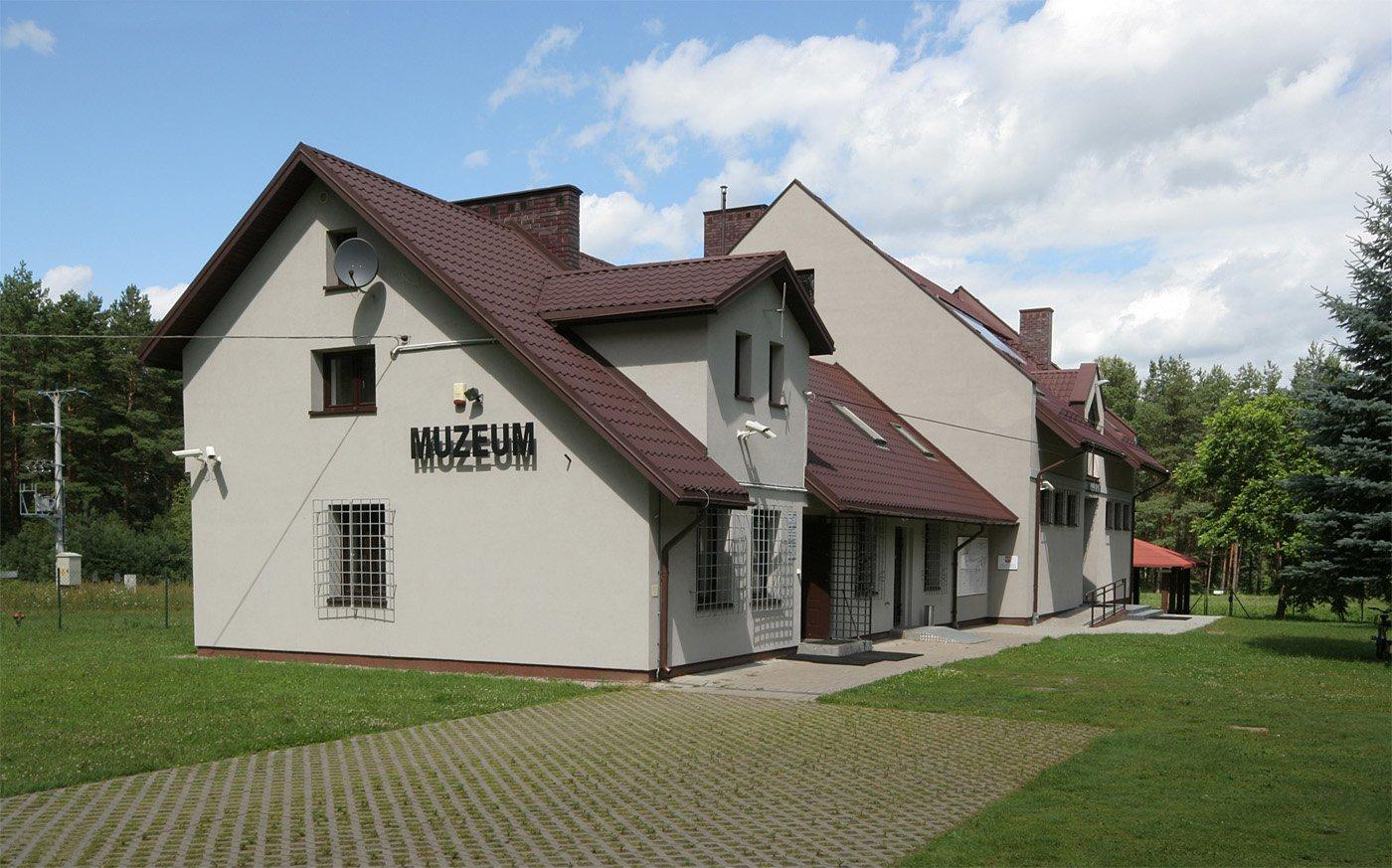
Budynek Muzeum w Treblince

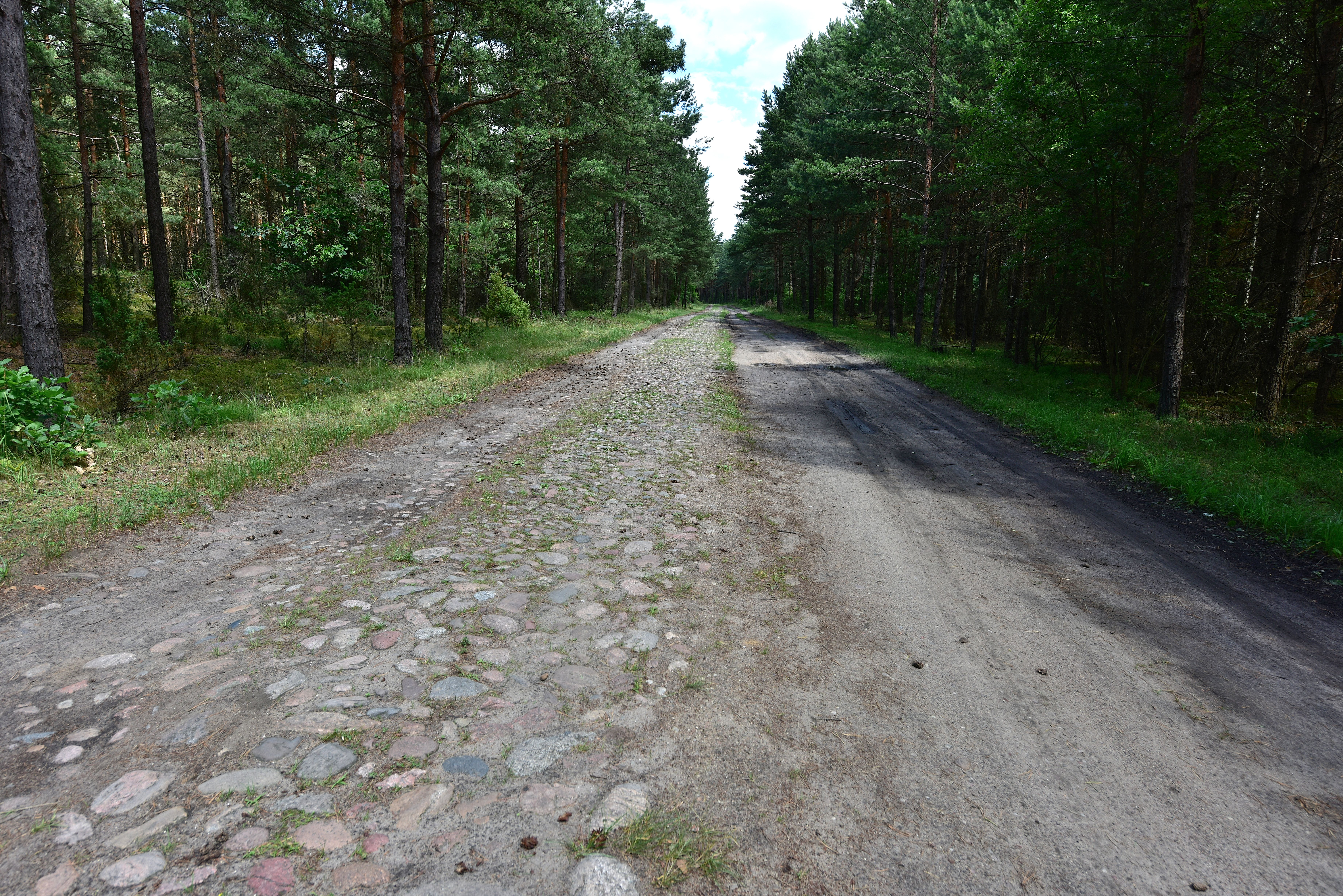
„Czarna Droga” łącząca obozy Treblinka I i Treblinka II (2017)

W 1955 roku Ministerstwo Kultury i Sztuki rozstrzygnęło kolejny konkurs na zagospodarowanie terenów poobozowych w Treblince. Zwycięską pracą okazał się projekt założenia przestrzenno-pomnikowego autorstwa Franciszka Duszeńki i Adama Haupta (później do grona twórców dołączył Franciszek Strynkiewicz). Jego realizacja znacznie przeciągnęła się w czasie – przede wszystkim ze względu na brak funduszy, a także z powodu konieczności wywłaszczenia blisko 127 ha gruntu i trudności z finalizacją szczegółowych założeń projektowych. Odsłonięcie pomnika-mauzoleum nastąpiło 10 maja 1964 roku. W uroczystości wzięło udział 30 tys. osób z Polski i zagranicy.
Mauzoleum Walki i Męczeństwa w Treblince objęło: teren byłego ośrodka zagłady, teren byłego obozu pracy oraz położone w jego pobliżu żwirownię i miejsce straceń, „Czarną Drogę”, która łączyła oba obozy. W latach 1964–1981 nie było podporządkowane żadnej jednostce muzealnej. W 1981 roku włączono je do Muzeum Zbrojowni w Liwie, a w 1986 roku przekształcono w oddział Muzeum Regionalnego w Siedlcach, zmieniając jednocześnie nazwę na Muzeum Walki i Męczeństwa w Treblince. W 2010 roku w Treblince powstał w pełni funkcjonalny budynek muzealny, w którym uruchomiono wystawę stałą. W 2018 roku muzeum stało się samodzielną samorządową instytucją kultury pod nazwą „Muzeum Treblinka. Niemiecki nazistowski obóz zagłady i obóz pracy (1941–1944)”.
Centralnym elementem upamiętnienia dawnego obozu zagłady jest monument autorstwa Franciszka Duszeńki, złożony z nieobrobionych bloków granitowych, nawiązujących wyglądem do jerozolimskiej Ściany Płaczu. Stoi w miejscu, gdzie znajdowały się komory gazowe. Za pomnikiem znajduje się symboliczne palenisko, które ma formę betonowej płyty w kształcie prostokąta, barwionej sadzą angielską i pokrytej „soplami” bazaltowymi. Teren dookoła pomnika podzielono na trzy pola o łącznej powierzchni ok. 22 tys. m², które zalano betonem, chroniąc w ten sposób pozostałości grobów przed „poszukiwaczami skarbów”. Ustawiono na nich około 17 tys. kamieni różnej wielkości. Na niektórych kamieniach widnieją nazwy miast, z których przybywały transporty do Treblinki; pierwotnie upamiętniono w ten sposób 130 miejscowości, w 2015 roku ich liczba wynosiła już 221. Według jednej z interpretacji, liczba kamieni nawiązuje do maksymalnej liczby osób, która mogła być zamordowana w komorach gazowych Treblinki w ciągu jednego dnia. Jedynym imiennym upamiętnieniem w byłym obozie zagłady jest kamień poświęcony Januszowi Korczakowi i jego podopiecznym z Domu Sierot, odsłonięty w 1978 roku. Pomnik-mauzoleum w Treblince uznawany jest za „wybitne dzieło architektury pomnikowej i najbardziej poruszającą kompozycję architektoniczno-rzeźbiarską poświęconą pamięci ofiar Holocaustu w Polsce”, a także za „arcydzieło niemające sobie równego w sztuce przestrzennej”.
W ramach sezonów badawczych w latach 2010, 2012 i 2013 tereny byłych obozów Treblinka I i Treblinka II były obiektem badań z zakresu archeologii sądowej, prowadzonych pod kierunkiem dr Caroline Sturdy Colls ze Staffordshire University w Wielkiej Brytanii. Obejmowały one m.in. kwerendę archiwalną, wywiady ze świadkami oraz różne formy nieinwazyjnych badań archeologicznych. W 2013 roku na terenach obu obozów wykonano także niewielkie wykopy sondażowe. Badania pozwoliły zidentyfikować 111 obiektów w obrębie ośrodka zagłady, potwierdzając tym samym, że ani jesienią 1943 roku, ani w latach powojennych, nie doszło do całkowitego zatarcia śladów po jego istnieniu. Archeologom udało się odnaleźć m.in. pozostałości po budynku ze „starymi” komorami gazowymi oraz pozostałości ludzkich szczątków. Namierzono także przypuszczalne miejsce lokalizacji „lazaretu” i trzech baraków w strefie przyjęć oraz ustalono, że północna granica obozu przebiegała o 50 metrów dalej niż dotychczas sądzono.
Na terenie byłego obozu zagłady co roku odbywają się uroczystości poświęcone jego ofiarom. Początkowo były organizowane na przełomie kwietnia i maja, równolegle do obchodów rocznicy powstania w getcie warszawskim. Obecnie odbywają się 2 sierpnia, w rocznicę buntu więźniów. Mimo iż Treblinka II była największym po Auschwitz-Birkenau ośrodkiem zagłady w okupowanej Europie, wciąż pozostaje stosunkowo mało znana polskiej opinii publicznej. Podczas badania, którego wyniki opublikowano w 2010 roku, na pytanie o zabytki lub miejsca na terenie Polski, które zasługują na upamiętnienie jako miejsca zagłady ludności żydowskiej, tylko 13,8% respondentów wskazało Treblinkę.

## Odpowiedzialność sprawców
Do 2014 roku historykom udało się ustalić nazwiska 62 esesmanów oraz 66 wachmanów, którzy pełnili służbę w Treblince. Tylko nieliczni zostali pociągnięci do odpowiedzialności karnej. Spośród zidentyfikowanych niemieckich esesmanów piętnastu zginęło lub zmarło w czasie wojny bądź wkrótce po jej zakończeniu. W gronie tym znaleźli się m.in. Christian Wirth (zabity przez jugosłowiańskich partyzantów w maju 1944), Richard Thomalla (rozstrzelany przez NKWD w maju 1945), Herbert Floß (zabity przez zbuntowanych wachmanów w październiku 1943), Karl Pötzinger (zginął podczas alianckiego nalotu w grudniu 1944), Ernst Schemmel (zmarł na urlopie w Niemczech w grudniu 1943), Irmfried Eberl (popełnił samobójstwo w amerykańskim areszcie w lutym 1948 roku).
Wielu członków obozowej załogi zaginęło bez śladu lub uniknęło postawienia przed sądem. Wśród tych, którzy skutecznie zatarli za sobą ślady, był prawdopodobnie projektant komór gazowych, Lorenz Hackenholt. Kierownik „dolnego obozu” Kurt Küttner został aresztowany po wojnie, lecz zmarł w grudniu 1950 roku, nieosądzony za zbrodnie popełnione w Treblince. Ponadto kilku członków załogi zostało skazanych za zbrodnie niezwiązane z ich służbą w Treblince. Hermann Felfe został skazany na śmierć w drezdeńskim procesie lekarzy (popełnił samobójstwo w więzieniu w październiku 1947). Fritz Schmidt został skazany przez sowieckie władze okupacyjne na karę 9 lat więzienia. Erich Fuchs został skazany w procesie załogi Sobiboru na karę 4 lat więzienia (1966).
Pierwszym członkiem załogi Treblinki osądzonym za zbrodnie popełnione w obozie był Josef Hirtreiter. 3 marca 1951 roku zachodnioniemiecki sąd we Frankfurcie nad Menem skazał go na karę dożywotniego pozbawienia wolności.
W 1954 roku przed Sądem Wojewódzkim dla Województwa Warszawskiego w Warszawie stanęło czterech mężczyzn narodowości ukraińskiej: Piotr Dmitrenko, Teodozy Melnik, Mikołaj Osyczański i Wasyl Rudenko. Wszyscy byli strażnikami w obozie zagłady, którzy w kwietniu 1943 roku porzucili służbę niemiecką, a po wojnie osiedlili się pod przybranymi nazwiskami na Dolnym Śląsku. Wyrokiem z 22 czerwca 1954 roku Dmitrenko, Osyczański i Melnik zostali skazani na karę 12 lat więzienia, a Rudenko na karę 8 lat więzienia.
Od 12 października 1964 roku do 24 sierpnia 1965 roku przed sądem w Düsseldorfie toczył się tzw. pierwszy proces załogi Treblinki. Na ławie oskarżonych zasiadło dziesięciu członków obozowej załogi. Czterech – Kurt Franz, Heinrich Arthur Matthes, August Wilhelm Miete, Willi Mentz – otrzymało karę dożywotniego pozbawienia wolności. Pozostałych pięciu otrzymało wyroki więzienia w wysokości od trzech do dwunastu lat, a jednego uniewinniono.
Drugi proces załogi Treblinki również toczył się przed sądem w Düsseldorfie, lecz w tym przypadku na ławie oskarżonych zasiadł jedynie komendant obozu Franz Stangl, który w 1967 roku został aresztowany w Brazylii i ekstradowany do Niemiec Zachodnich. Jego proces odbył się w 1970 roku. Stangl został uznany winnym zarzucanych mu czynów i skazany na karę dożywotniego pozbawienia wolności. Zmarł w więzieniu 28 czerwca 1971 roku.
W 1978 roku w Stanach Zjednoczonych wszczęto postępowanie przeciw Fiodorowi Fedorence, ukraińskiemu imigrantowi, który w czasie wojny pełnił służbę w Treblince. W 1984 roku Fedorenko został pozbawiony amerykańskiego obywatelstwa i deportowany do Związku Radzieckiego. W czerwcu 1986 roku sowiecki sąd skazał go na karę śmierci. Wyrok wykonano miesiąc później.
W 1986 roku Stany Zjednoczone pozbawiły obywatelstwa i deportowały do Izraela ukraińskiego imigranta Iwana Demianiuka, którego kilku ocalałych więźniów Treblinki rozpoznało jako osławionego strażnika „Iwana Groźnego”. W kwietniu 1988 roku sąd w Jerozolimie skazał Demianiuka na karę śmierci. Wkrótce ujawniono jednak dowody wskazujące, że „Groźnym” był w rzeczywistości Iwan Marczenko, podczas gdy Demianiuk pełnił służbę nie w Treblince, lecz w obozie zagłady w Sobiborze. W rezultacie w 1993 roku izraelski Sąd Najwyższy uniewinnił Demianiuka, a niedługo później uzyskał on zgodę na powrót do USA. W 2009 roku został jednak ponownie deportowany, tym razem do Niemiec, gdzie dwa lata później sąd pierwszej instancji skazał go na karę 5 lat więzienia za współudział w zbrodniach popełnionych w Sobiborze. Demianiuk zmarł w marcu 2012 roku, przed zakończeniem postępowania apelacyjnego.

## W kulturze
Odniesienia do obozu zagłady w Treblince znajdują się w licznych dziełach kultury. Wśród nich można wymienić:
- wiersz Władysława Szlengela Mała stacja Treblinki, napisany w getcie warszawskim w grudniu 1942 roku[528];
- reportaż literacki Wasilija Grossmana Treblinskij ad („Piekło Treblinki”)[529], opublikowany po raz pierwszy w 1944 roku;
- reportaż literacki Racheli Auerbach Afn di felder fun Treblinke („Na polach Treblinki”)[530], opublikowany w 1946 roku w piśmie „Dos Naje Lebn”, a rok później wydany w formie broszurowej[462];
- tomik poezji H. Lejwika In Treblinke bin ich niszt gewen („Nie byłem w Treblince”), wydany w 1945 roku w Nowym Jorku[531];
- wiersz Dawida Sfarda Trebilnke (wydany w 1964 roku)[532];
- powieść Martina Graya Au nom de tous les miens („Wszystkim których kochałem”), wydana w Paryżu w 1971 roku[533], a także nakręcony na jej podstawie francuski dramat wojenny o tym samym tytule (reż. Robert Enrico), w którym role główne zagrali m.in. Michael York i Brigitte Fossey[534];
- opowiadanie Lili Berger Afn weg ka Treblinke. Dercejlung („Na drodze ku Treblince. Opowiadanie”), wydane w Paryżu w kwietniu 1974 roku[531];
- opowiadanie o losach fikcyjnej rodziny żydowskiej zamieszczone jako rozdział w książce Ryszarda Czarkowskiego Cieniom Treblinki wydanej w 1989 roku[470];
- liczne wiersze, eseje i opowiadania autorstwa Haliny Birenbaum[535];
- nowela filmowa Torte Bluma z 2005 roku (reż. Benjamin Ross), której akcja toczy się w obozie Treblinka II, a główne role zagrali Simon McBurney i Stellan Skarsgård[536].

W latach 1987–1989 nazwy „Treblinka” używał szwedzki zespół deathmetalowy Tiamat.